# Georges Clemenceau
« Clemenceau » redirige ici. Pour les autres significations, voir Clemenceau (homonymie) et Tigre (homonymie).
Georges Clemenceau (/kle.mɑ̃.so/), né le 28 septembre 1841 à Mouilleron-en-Pareds (Vendée) et mort le 24 novembre 1929 à Paris (Seine), est un homme d'État français, président du Conseil de 1906 à 1909 puis de 1917 à 1920.
Fils de médecin et médecin lui-même, il est maire du 18e arrondissement de Paris puis président du conseil municipal de Paris au début de la Troisième République. Il est député entre 1871 et 1893, siégeant en tant que républicain radical. Il défend l'amnistie des communards et milite en faveur de la restitution de l'Alsace-Moselle.
Anticlérical mais aussi notamment athéiste, il prône la séparation des Églises et de l'État et s'oppose à la colonisation, faisant tomber le gouvernement Jules Ferry sur cette question. Fondateur du journal La Justice, il travaille ensuite à L'Aurore et prend une part active dans la défense du capitaine Dreyfus. En 1899, il publie le livre L'Iniquité sur l'affaire Dreyfus. En 1902, il est élu sénateur dans le Var, mandat qu'il occupe jusqu'en 1920, bien qu'il eût précédemment critiqué l'institution du Sénat, tout comme la présidence de la République.
Nommé ministre de l'Intérieur en mars 1906, surnommé « Le Tigre » dû à sa férocité et sa ténacité dans ses luttes, et se désignant lui-même comme « le premier flic de France », il réprime durement les grèves — ce qui l'éloigne des socialistes — et met un terme à la querelle des Inventaires. À la fin de l'année 1906, il devient président du Conseil, fonction qu'il occupe pendant près de trois ans et qu'il cumule avec celle de ministre de l'Intérieur.
En 1913, il fonde le journal L'Homme libre, qu'il rebaptise L'Homme enchaîné après avoir essuyé la censure ; fervent opposant à l'Empire allemand, il se montre en effet critique envers l'action des gouvernements français en place lors de la Première Guerre mondiale.
En novembre 1917, il est de nouveau nommé président du Conseil et forme un gouvernement consacré à la poursuite de la guerre. Partisan farouche d'une victoire totale sur l'Empire allemand, il poursuit la guerre et se voit attribuer le surnom de « Père la Victoire » à l'issue du conflit. Il négocie ensuite à la conférence de la paix de Paris, où il affiche une forte hostilité envers l'Allemagne. Par la suite, en 1919, il fait promulguer la loi des huit heures et remporte les élections législatives à la tête du Bloc national, une coalition rassemblant la droite et le centre.
Bien que très populaire dans l'opinion publique, il refuse de se présenter à l'élection présidentielle de janvier 1920 après avoir été mis en minorité lors du vote préparatoire du groupe républicain à l'Assemblée nationale. Il quitte alors la tête du gouvernement et se retire de la vie politique.

## Biographie

### Orthographe du nom de famille
À l'état civil (acte No 76), son nom est « Georges Benjamin Clémenceau », avec un accent aigu sur le premier « e ». Lors de sa naissance et dans sa jeunesse, l'écriture de son nom de famille est variable, avec ou sans accent, ce qui était une erreur courante pour les noms propres dont l'orthographe n'était pas stabilisée jusqu'à la seconde moitié du XIXe siècle. D'après l'historien Jean-Baptiste Duroselle, c'est Georges Clemenceau lui-même qui a imposé en mars 1884, dans les colonnes de son journal La Justice, l'écriture « Clemenceau », sans qu'il puisse donner une explication précise à cette attention soudainement portée à l'orthographe de son nom. La correction est pourtant préférable : sans accent, la prononciation « clé » est impossible et la prononciation « cleu » s'impose. La prononciation [klemãso:] (« Clémenceau ») est d'ailleurs préférée à [kləmãso:] (« Clemenceau »). Cependant, les deux orthographes se retrouvent pour le nom des membres de sa famille.

### Origines familiales

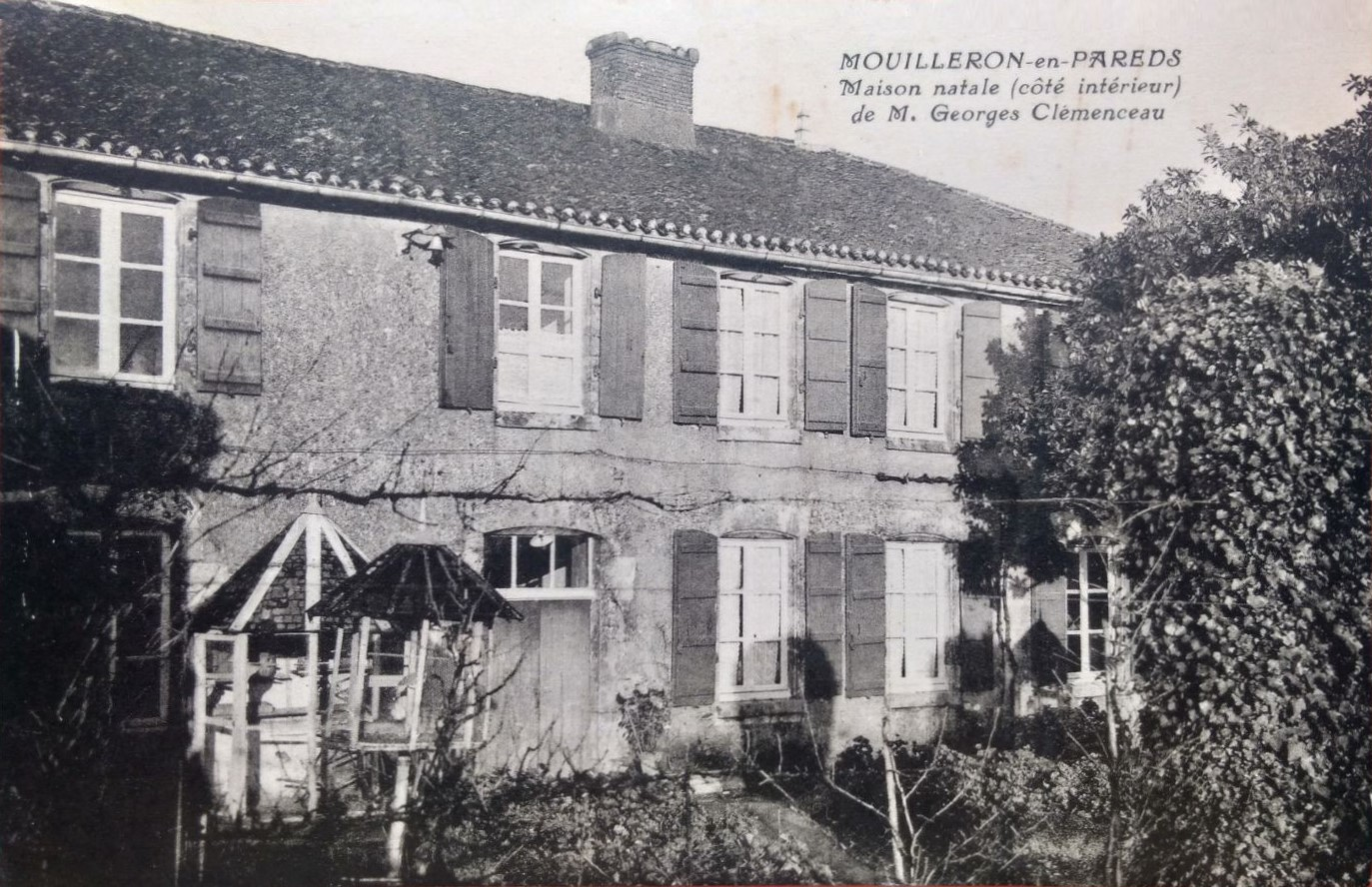
Maison natale de Georges Clemenceau à Mouilleron-en-Pareds.

Georges Benjamin Clemenceau naît le 28 septembre 1841 à Mouilleron-en-Pareds, à 9 h du matin, au 19 rue de la Chapelle,, dans la maison de ses grands-parents maternels. Il est le deuxième des six enfants de Benjamin Clemenceau (29 avril 1810-23 juillet 1897), établi comme médecin à Nantes mais qui vit principalement du revenu de ses fermages en Vendée,, et de Sophie Gautreau (21 décembre 1817-20 avril 1903). Le couple s'est marié deux ans plus tôt au temple de Mouilleron-en-Pareds, commune dont François Gautreau, le père de Sophie, républicain et protestant, a été le maire entre 1832 et 1834. Comme sa sœur aînée, Georges Clemenceau n'est pas baptisé.
Sa famille paternelle, une lignée de médecins, appartient à la bourgeoisie vendéenne et habite au logis du Colombier, à Mouchamps, une propriété acquise au XVIIe siècle. Pierre-Paul Clemenceau, l'arrière-grand-père de Georges, est médecin des armées de l'Ouest pendant la guerre de Vendée, maire de Mouchamps puis sous-préfet de Montaigu et député du Corps législatif en 1805, au début du Premier Empire,, et anime également un des foyers du groupe républicain en Vendée, les « Bleus de Montaigu ». Paul, le grand-père, épouse en 1809 Thérèse Joubert, propriétaire du domaine de l'Aubraie, une gentilhommière située sur la commune de La Réorthe, dans le Bocage vendéen, que son père, intendant, a hérité d'un noble, monsieur de Marcillac, incapable de rembourser les 80 000 livres qu'il lui avait empruntées.

Portraits de la famille Clemenceau.
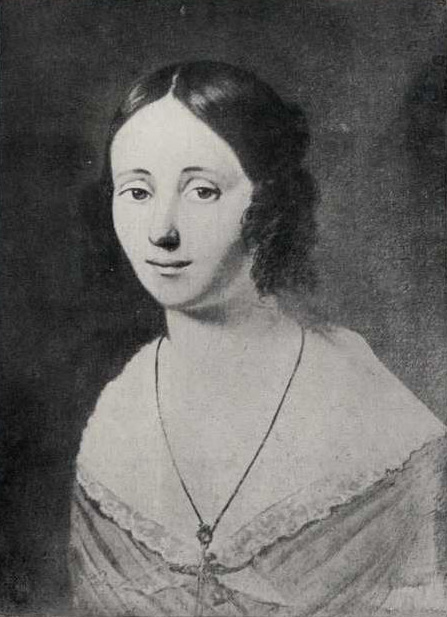
Sophie Gautreau, la mère.
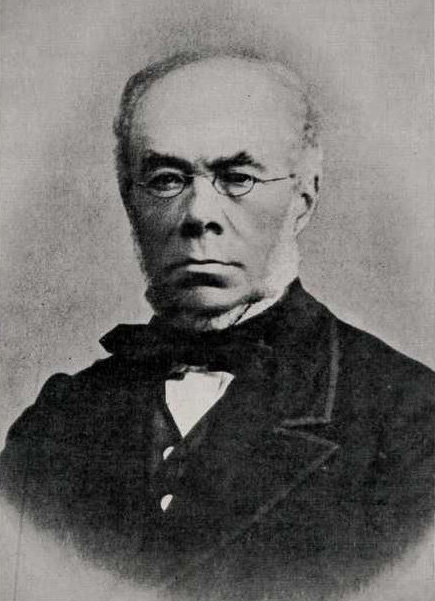
Benjamin Clemenceau, le père.
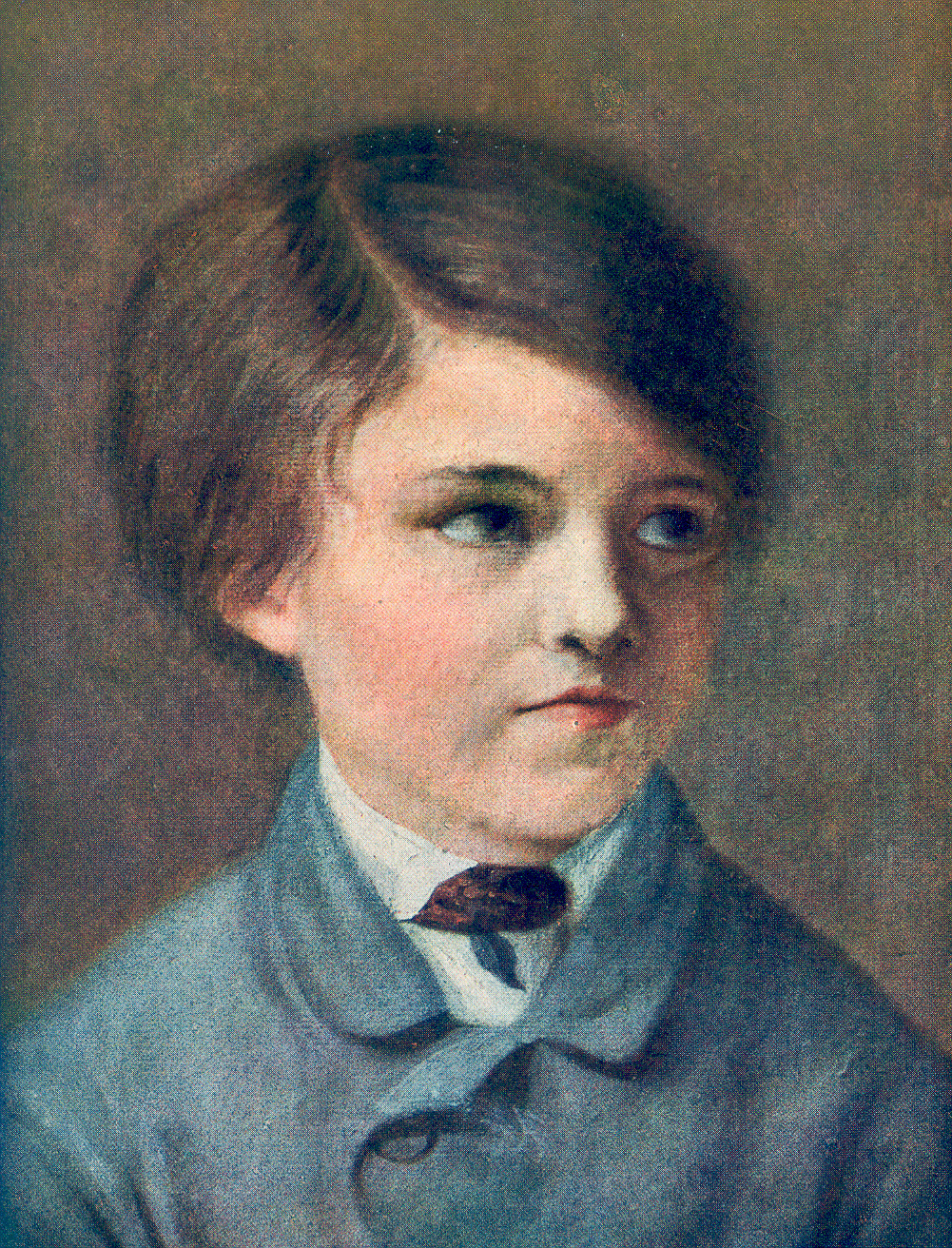
Georges dessiné par son père, à 10 ans.

Benjamin Clemenceau, le père de Georges, est lui aussi un républicain engagé. Athée, passionné d'art, de dessin, de lettres et de philosophie, il transmet à son fils les idéaux révolutionnaires et la haine de toute monarchie,. En 1830, il prend part aux Trois Glorieuses et constitue plus tard une « Commission démocratique nantaise » avec quelques amis. Après le coup d'État du 2 décembre 1851, il est arrêté et détenu quelque temps à Nantes. Farouche opposant du Second Empire, il est étroitement surveillé et de nouveau arrêté en 1858 dans le cadre de la loi de sûreté générale. Comme il le confie à son secrétaire Jean Martet, l'influence paternelle laisse une empreinte indélébile sur Georges Clemenceau, qui, selon l'expression de Michel Winock, « fut élevé sous les portraits des hommes de la Révolution française », au sein d'une famille qui « se démarque idéologiquement des hobereaux vendéens traditionnels par son adhésion précoce à la République ».
La famille maternelle de Georges est d'origine plus modeste, ce qui a longtemps poussé les Clemenceau à refuser l'union de Benjamin et Sophie. Républicains convaincus et protestants, les Gautreau sont issus d'une famille de cultivateurs devenus de petits bourgeois.

### Enfance
Jusqu'à l'âge de 10 ans, Georges Clemenceau est éduqué par sa mère mais à partir du collège, contrairement à ses sœurs qui sont toutes instruites à la maison, il entre en pension rue du Chapeau-Rouge, à Nantes. Femme moderne, Sophie Gautreau inculque des valeurs intellectuelles et morales à ses enfants. Elle apprend le latin pour le leur enseigner, et s'attache à leur transmettre le goût de la lecture. Aimante et attentive, elle fait l'admiration de Georges qui lui témoigne tout au long de sa vie une tendresse indéfectible. Son père est peu présent au quotidien, mais il lui transmet sa passion pour la chasse, l'équitation et l'escrime. Surtout, il instruit son fils dans la vénération de la Révolution française, comme en témoigne le buste de Robespierre qui trône sur la cheminée de leur maison.
L'entrée au pensionnat est un déchirement pour Georges qui souffre de l'éloignement de la maison familiale. Il s'y montre pourtant bon élève et reçoit, à la distribution des prix en août 1852, le prix de version grecque et le prix d'histoire ancienne, puis cinq accessits en thème latin, version latine, géographie, orthographe et mémoire.

### Études et formation (1852-1865)

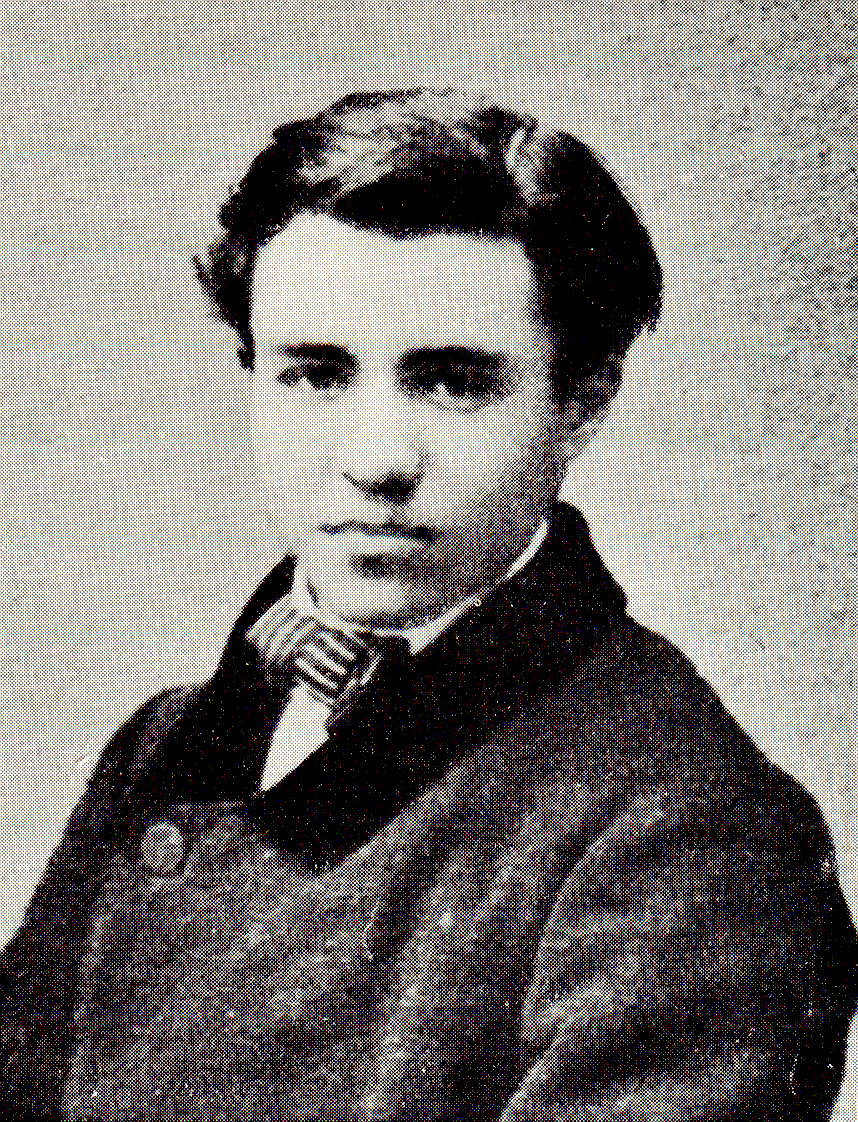
Georges Clemenceau vers l'âge de seize ans (musée Clemenceau).

En 1852, Georges Clemenceau entre en classe de 5e au lycée impérial de Nantes, où son professeur de lettres est Louis Vallez, le père de l'écrivain Jules Vallès. Il y effectue une scolarité convenable, obtenant chaque année quelques accessits, sauf en 4e, et seulement trois prix,. En 1858, Georges Clemenceau achève ses études secondaires et obtient son baccalauréat ès lettres. Il s'inscrit à l'École préparatoire de médecine de Nantes, un choix guidé non seulement par mimétisme familial mais aussi par son goût pour les sciences et le positivisme. En 1861, après trois années pendant lesquelles il se révèle un étudiant médiocre, indocile et dissipé, au point de passer en conseil de discipline, il poursuit ses études à l'École de médecine de Paris, où il fréquente également la faculté de droit,.

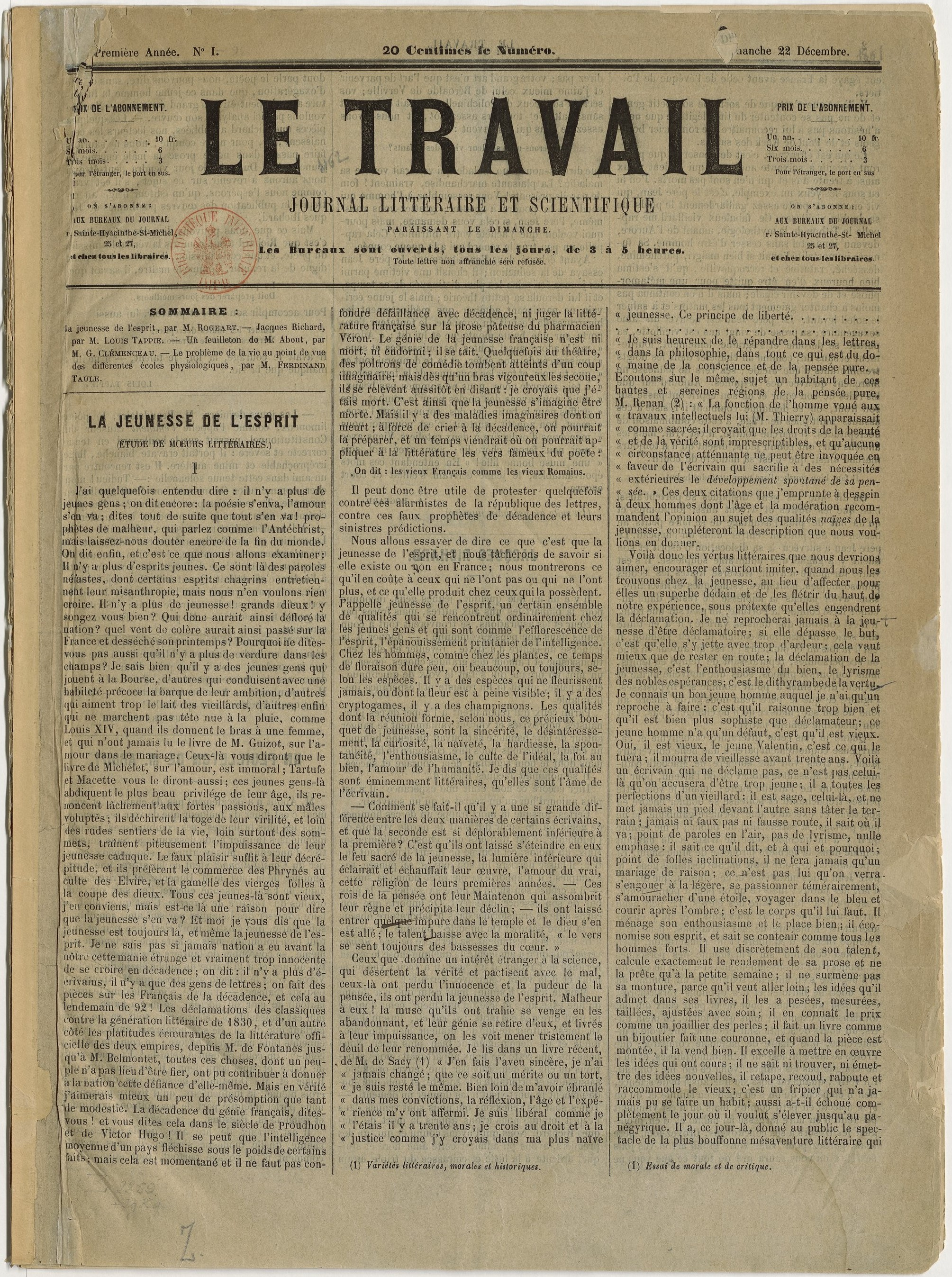
Le Travail, journal littéraire et scientifique, 22 décembre 1861.

Dans la capitale, Clemenceau fréquente les cercles artistiques et républicains du Quartier latin, où il rencontre notamment Claude Monet en 1863. Entouré de quelques amis, il adopte le principe d'une association anticléricale, « Agis comme tu penses », puis il fonde l'hebdomadaire Le Travail, dont le premier numéro paraît le 22 décembre 1861, avec ses camarades Germain Casse, Jules Méline, Ferdinand Taule, Pierre Denis et Louis Andrieux. Soutenu par Émile Zola contre la censure, le groupe présente son journal comme une feuille littéraire et scientifique, dans laquelle Clemenceau fait ses débuts de polémiste en fustigeant les œuvres de l'écrivain Edmond About, rallié au régime impérial.
La publication prend fin au bout de huit numéros : Clemenceau et quelques-uns de ses camarades sont arrêtés et incarcérés à la prison Mazas après avoir lancé un appel à une manifestation sur la place de la Bastille afin de commémorer la journée révolutionnaire du 24 février 1848. Le 11 avril, il est condamné par le tribunal correctionnel à un mois de prison ferme, ce qui porte sa durée d'emprisonnement à 73 jours en comptant les semaines de détention provisoire. Libéré, il rend visite à son ami Ferdinand Taule, détenu à Sainte-Pélagie, où il rencontre deux hommes avec qui il se lie d'amitié : le républicain Auguste Scheurer-Kestner et le révolutionnaire Auguste Blanqui, dont il apprécie les discours et à qui il rend un vibrant hommage en 1896, évoquant « [une] vie de désintéressement total, dans une auréole de héros, qui ne découragera que les lâches du grand combat pour la justice et pour la vérité ».
En 1862, Clemenceau fonde un nouveau journal, Le Matin, dont la publication court sur huit numéros du 29 juin au 31 août. Il poursuit toutefois ses études de médecine. Après avoir réussi l'externat en 1861, il échoue les deux années suivantes au concours de l'internat. Reçu néanmoins comme interne provisoire, il effectue des stages à l'hôpital psychiatrique de Bicêtre, puis à La Pitié. Dès 1864, il renonce à l'internat et décide de préparer une thèse de doctorat intitulée De la génération des éléments anatomiques, qu'il soutient le 13 mai 1865 sous la direction de Charles Robin, un matérialiste ami d'Auguste Comte et adversaire du catholique bonapartiste Louis Pasteur. Cette thèse est ensuite éditée chez Germer-Baillière, en échange de la traduction par Clemenceau d'un ouvrage de John Stuart Mill, Auguste Comte and Positivism.

### Séjour aux États-Unis et mariage (1865-1869)

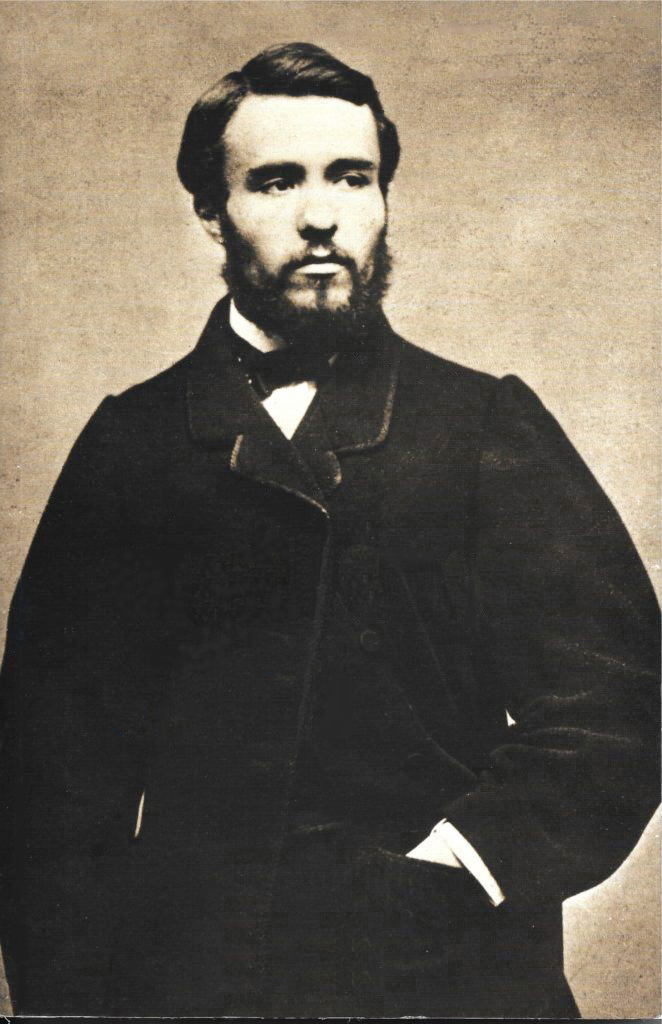
Georges Clemenceau vers 1865 (musée Clemenceau).

À la suite d'un dépit amoureux avec Hortense Kestner, la belle-sœur de son ami Auguste Scheurer-Kestner, Georges Clemenceau décide de s'installer aux États-Unis. Comme il le confie à ce dernier, son projet n'est pas encore bien défini : « Vous savez pourquoi je pars (en Amérique). Que me demandez-vous de plus ? Ce que je vais faire. Mais je n'en sais rien. Je pars, voilà tout. Le hasard fera le reste, peut-être chirurgien dans l'armée fédérale, peut-être autre chose, peut-être rien. » Il voyage d'abord en Angleterre, où son père le présente à John Stuart Mill et Herbert Spencer, puis, de Liverpool, il s'embarque avec un ami médecin, le docteur Dourlen, sur le steamer Etna, de la compagnie Inman Line. Arrivé à New York le 28 septembre 1865, il s'installe dans le faubourg de Greenwich Village où vivent de nombreux intellectuels et où se trouve une importante colonie française. Les premiers temps sont durs et Clemenceau ne sait pas encore quelle orientation donner à son séjour, d'autant plus que son cabinet médical, situé à Sheridan Square, est peu fréquenté. Son père, qui n'avait pas désapprouvé la perspective d'un court voyage d'études, le presse de rentrer pour exercer la médecine en Vendée, mais Clemenceau s'y refuse et peut compter sur le soutien financier de la veuve de son ami Gustave Jourdan,.

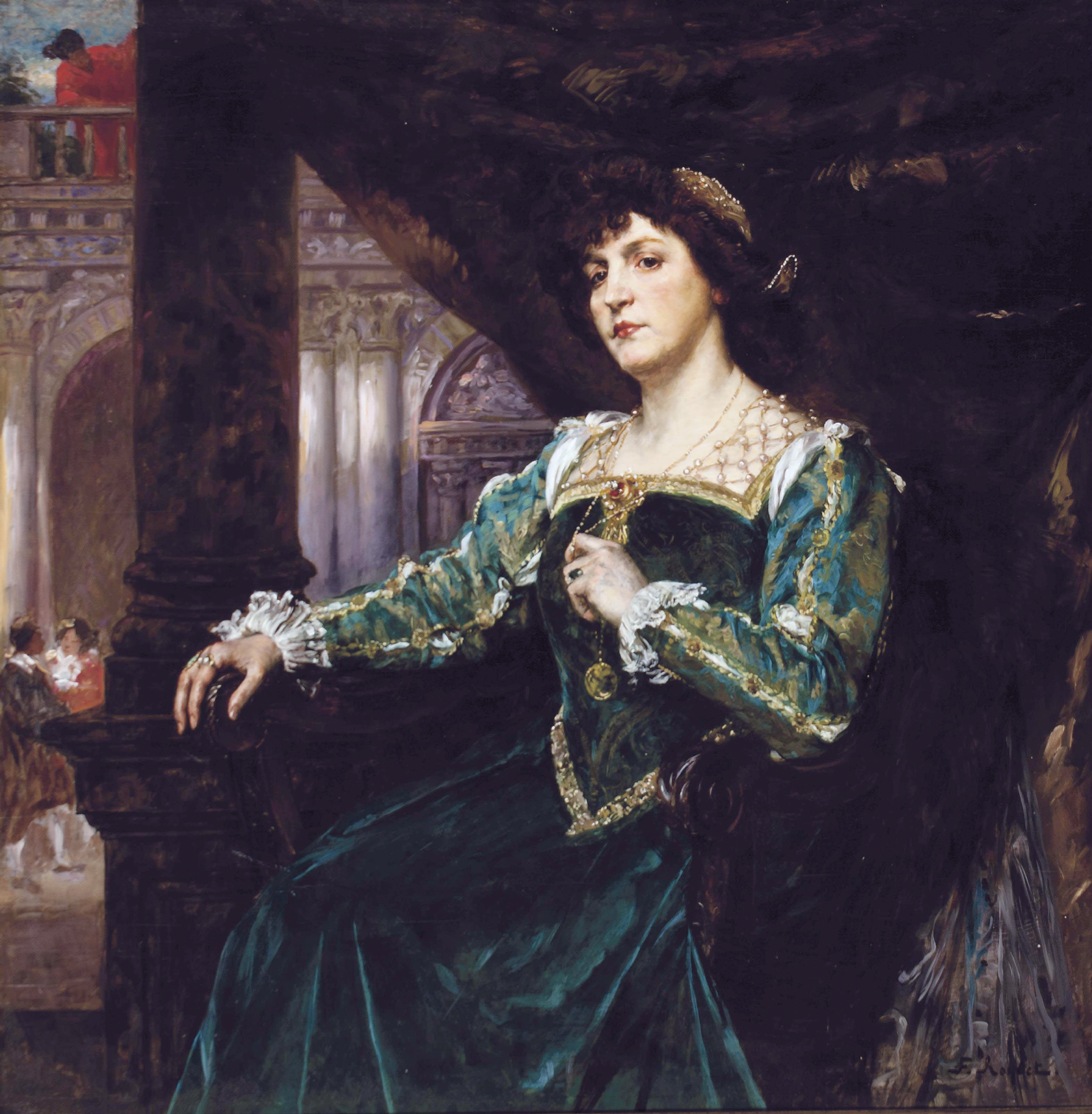
Mary Plummer épouse Clemenceau, portrait peint par Ferdinand Roybet.

Dès son arrivée à l'automne 1865, Clemenceau envoie spontanément des lettres sur la situation américaine au lendemain de la guerre de Sécession au journal Le Temps qui les publie sans jamais citer son nom, en raison des nombreux démêlés de Georges et son père avec la police impériale. Cette correspondance, interrompue entre le 27 février 1866 et le 25 janvier 1867, reprend de manière officielle. Pour compléter ses revenus, Clemenceau obtient un poste d'enseignant dans un pensionnat de jeunes filles dirigé par miss Catherine Aiken à Stamford dans le Connecticut,. Deux jours par semaine, il y donne des cours de français et d'équitation, et s'éprend alors d'une de ses élèves, Mary Plummer, originaire de Durand dans le Wisconsin, qu'il épouse civilement le 20 juin 1869 à New York, au domicile de l'oncle et tuteur de la jeune femme,.
Après leur union, le couple s'installe en France où Georges reprend son activité de médecin. Le 2 juin 1870, Mary donne naissance à leur premier enfant, Madeleine,. De ce séjour américain, Clemenceau tire un bilinguisme franco-anglais encore rare à l'époque, ainsi qu'une certaine familiarité avec les cercles littéraires anglo-saxons. Au contact de la démocratie américaine, dont il admire les principes philosophiques, en particulier la procédure d'impeachment, il parfait sa formation intellectuelle et politique.

### Débuts dans le camp républicain (1870-1876)

#### Effondrement de l'Empire, siège de Paris et dénonciation de l'armistice

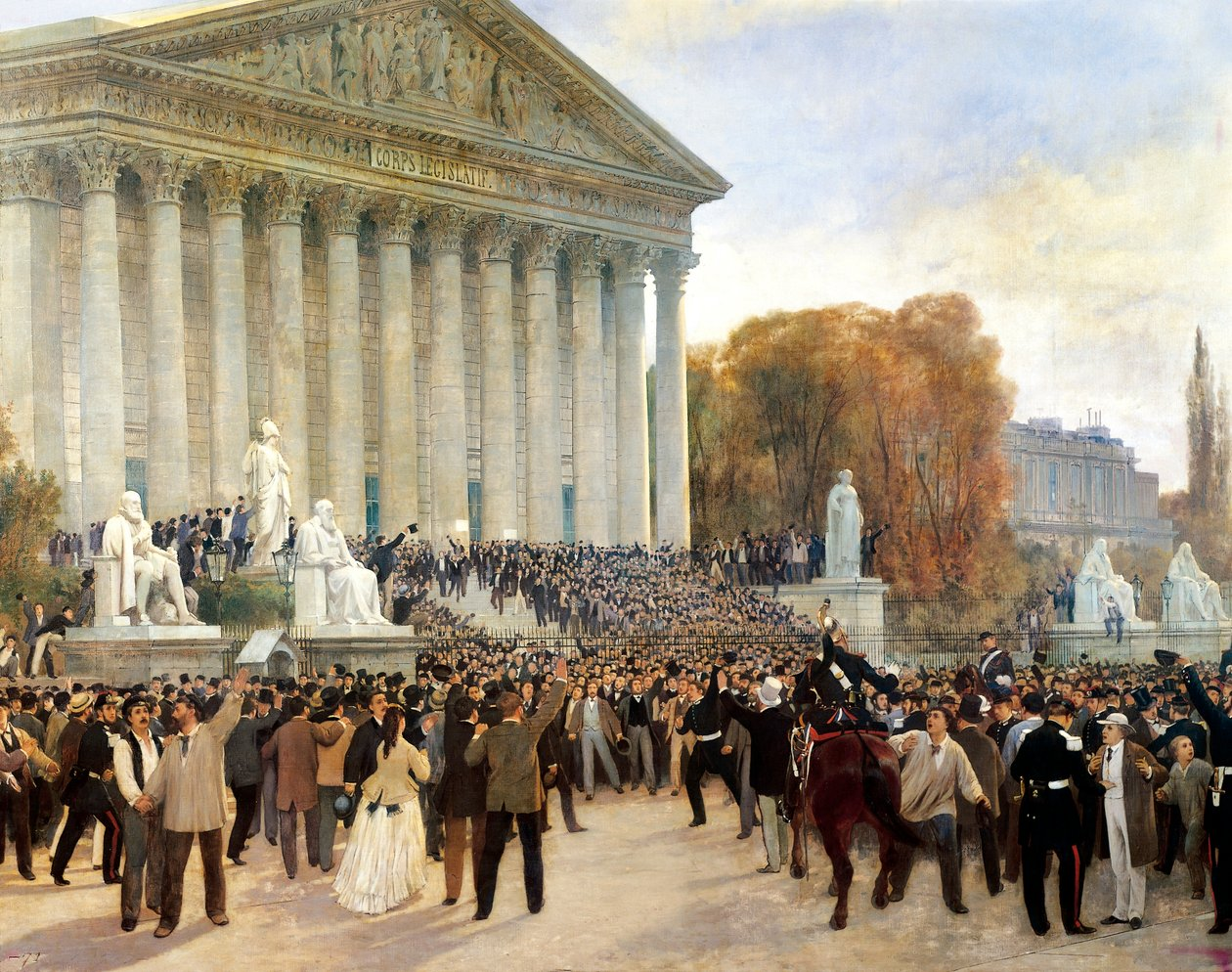
La foule devant le Corps législatif au matin du 4 septembre 1870, peinture de Jacques Guiaud et Jules Didier.

Dès que la guerre franco-prussienne éclate, Georges Clemenceau quitte Mary et leur petite fille Madeleine pour se rendre à Paris, où il pense pouvoir se rendre utile. Arrivé au début du mois d'août 1870, il y apprend la défaite de l'Empereur à Sedan le 2 septembre puis, muni d'un képi de la Garde nationale, il se mêle avec ses amis Arthur Ranc et Edmond Adam à la foule parisienne qui prend une part active dans les événements qui aboutissent à la Proclamation de la IIIe République par Léon Gambetta et les députés républicains à l'hôtel de ville le 4 septembre,.
Formé le jour même, le gouvernement de la Défense nationale nomme Étienne Arago maire de Paris, ce dernier désignant à son tour des maires provisoires dans les différents arrondissements de la ville. Arago, cherchant des républicains sûrs, nomme Clemenceau — présenté à lui quelques années plus tôt par son père — à la mairie du XVIIIe arrondissement, celui des quartiers populaires de Montmartre. C'est à cette période que Clemenceau rencontre l'anarchiste Louise Michel, institutrice du quartier, et permet à son ami Auguste Blanqui de devenir commandant du 169e bataillon de la garde nationale de Paris, alors que le siège de Paris commence le 19 septembre 1870. Fervent défenseur de la cause républicaine comme de la patrie, Clemenceau fait afficher une proclamation martiale le 23 septembre : « Nous sommes les enfants de la Révolution. Inspirons-nous de l'exemple de nos pères de 1792, et comme eux nous vaincrons. » Tout en organisant les distributions de fournitures indispensables à la défense de la ville comme de la population, il témoigne de ses convictions laïques en demandant aux instituteurs de ne pas conduire leurs élèves à la messe du Saint-Esprit pour la rentrée des classes, comme c'était l'usage sous l'Empire.

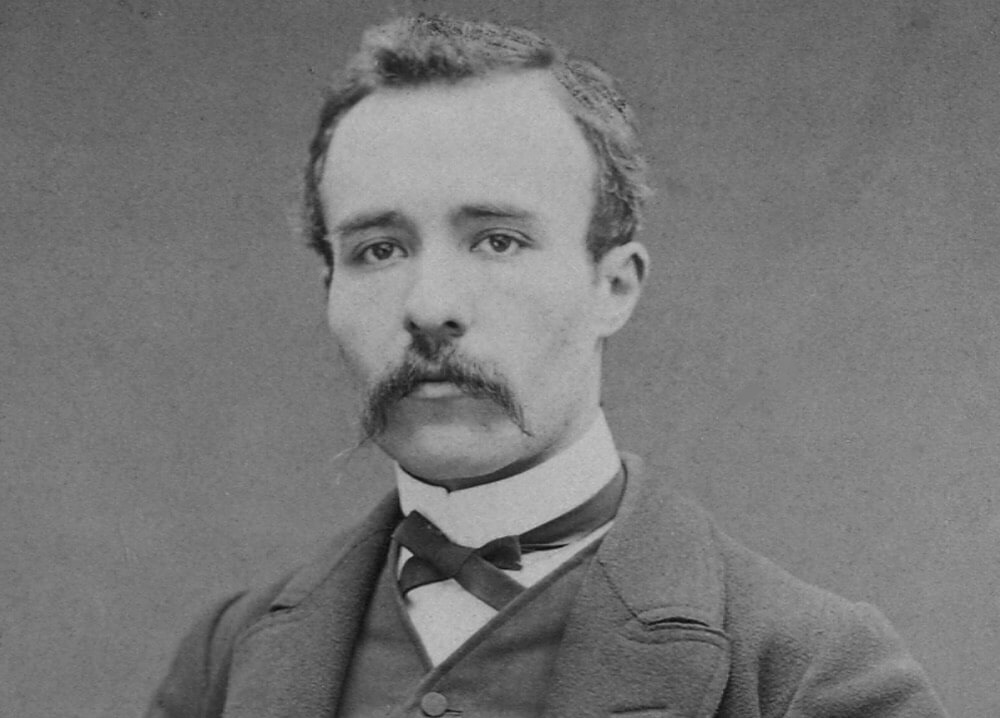
Georges Clemenceau photographié par Étienne Carjat (vers 1871).

Fin octobre, les Parisiens se révoltent en apprenant la reddition à Metz du maréchal Bazaine, la reprise du village du Bourget par les Prussiens et la démarche d'Adolphe Thiers, délégué par le gouvernement à Versailles pour négocier l'armistice avec Bismarck. Pour le républicain farouchement antimonarchiste qu'est Clemenceau, ceci est une provocation : il fait placarder des affiches annonçant son refus d'une telle « trahison ». Le jour même, des bataillons de la Garde nationale des quartiers populaires organisent un soulèvement et marchent sur l'Hôtel de Ville avec la volonté d'établir une Commune révolutionnaire. L'ordre est finalement rétabli par la Garde nationale des quartiers bourgeois, emmenée par Jules Ferry, qui empêche le coup de force. De cet épisode naît une rivalité acharnée entre Clemenceau et Ferry.
Désavoués pour leur complicité avec les révolutionnaires, Arago puis Clemenceau démissionnent. Le gouvernement obtient la confiance des Parisiens par plébiscite le 3 novembre et organise des élections municipales deux jours plus tard. Clemenceau est élu largement dans le XVIIIe arrondissement. Il est cependant destitué le 22 janvier 1871, jour d'un nouveau soulèvement, pour avoir demandé, avec d'autres maires d'arrondissement réunis par Jules Favre, la démission du général Trochu. L'armistice, refusé par Clemenceau et le peuple parisien, est signé six jours plus tard.
Le 8 février, après avoir refusé l'offre de Léon Gambetta de devenir préfet du Rhône en remplacement de Paul Challemel-Lacour, Clemenceau est élu député de la Seine en 27e position, avec un peu plus de 95 000 voix. Au sein de la nouvelle Assemblée nationale, les députés parisiens qui figurent sur les listes électorales de l'Union républicaine sont très majoritairement hostiles aux conditions de paix exigées par Bismarck, mais la représentation nationale, principalement issue des campagnes et à forte tendance monarchiste, est favorable à l'armistice, quel qu'en soit le prix. Après la ratification du traité préliminaire de paix, le 28 février, de nombreux députés républicains démissionnent. Clemenceau, qui choisit de conserver son mandat, rentre à Paris. Il appelle notamment ses concitoyens à s'abstenir de toute violence lors de l'entrée des Prussiens dans la ville le 1er mars.

#### De la Commune au conseil municipal de Paris

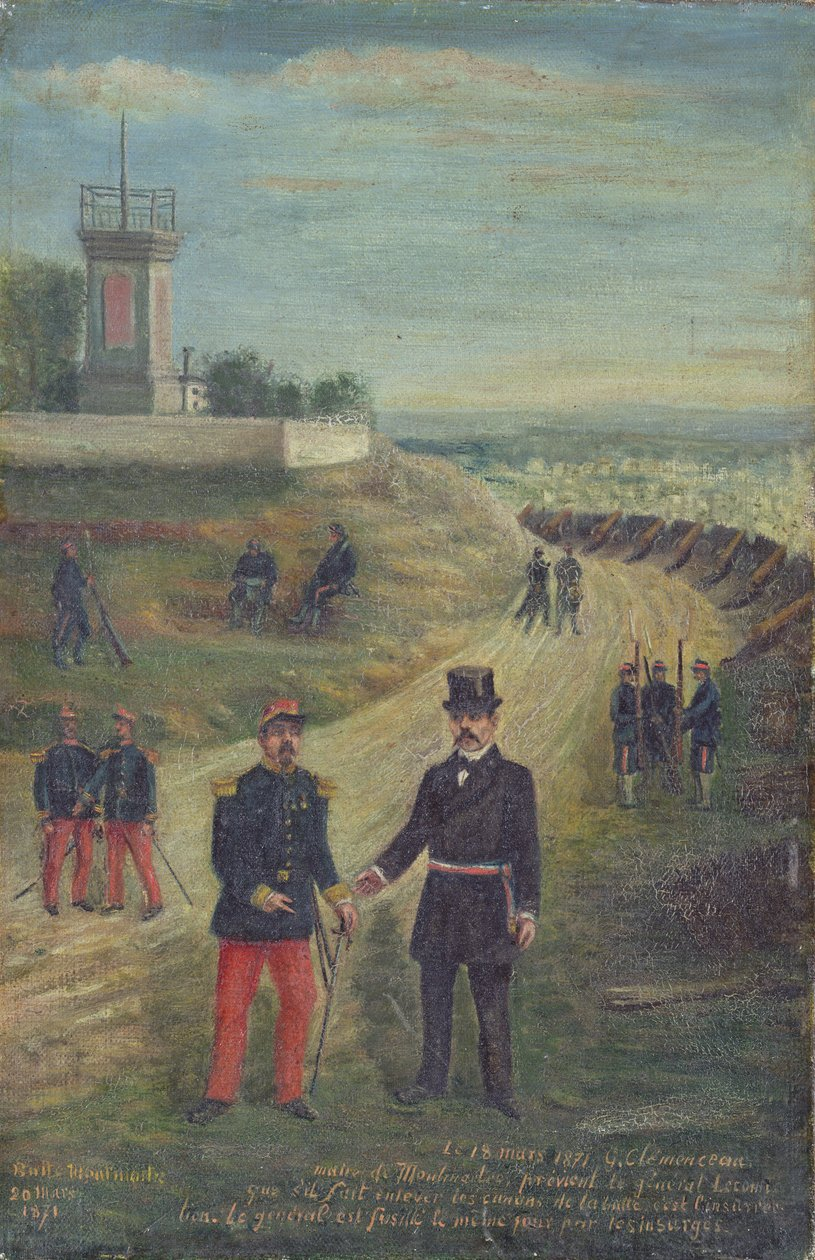
Art naïf : le 18 mars 1871, Clemenceau, maire de Montmartre, tente d'empêcher le général Lecomte de retirer les canons de la Butte Montmartre.

Le 18 mars 1871, la décision du gouvernement de désarmer Paris en retirant les canons de la garde nationale alignés à Belleville et Montmartre provoque un nouveau soulèvement. L'opération échoue et les soldats de ligne fraternisent avec le peuple. Adolphe Thiers décide de se replier à Versailles et ordonne l'évacuation totale des troupes et le départ de tous les fonctionnaires de Paris. Dans une ville livrée à la révolution, Clemenceau tente de sauver de la foule les généraux Lecomte et Clément-Thomas, qui sont finalement exécutés. Clemenceau lui-même est pris à partie, mais il parvient à regagner la mairie. Le soir, le Comité central de la garde nationale s'installe à l'Hôtel de ville et décide l'organisation d'élections municipales.
Deux jours plus tard, à l'Assemblée réunie à Versailles, Clemenceau dépose, avec 18 députés républicains, un projet de loi en faveur de l'élection d'un conseil municipal de 80 membres à Paris et qui devra désigner en son sein celui « qui aura le titre et exercera les fonctions de maire de Paris ». Par cette manœuvre, il cherche à contrer la menace d'une guerre civile en établissant une autorité légale dans la capitale tout en empêchant les révolutionnaires d'y installer la Commune. Clemenceau ne parvient pas à concilier les camps ennemis et s'attire l'inimitié des deux parties. Les communards le destituent de sa fonction de maire le 22 mars et le remplacent par un délégué du Comité central. Lors des élections municipales du 26 mars 1871, il n'obtient que 752 voix sur 17 443 votants. La Commune de Paris est proclamée le 28 mars à l'Hôtel de ville. La veille, Clemenceau adresse sa démission au président de l'Assemblée Nationale.

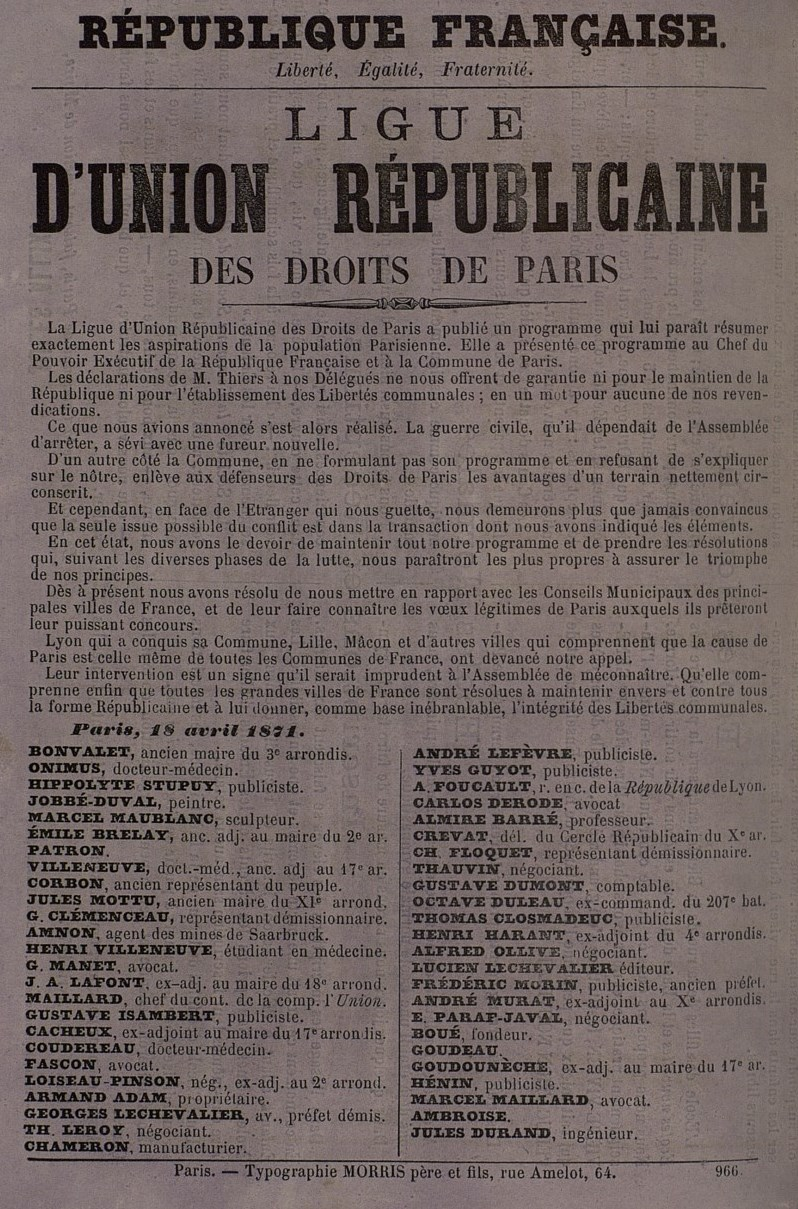
Affiche de la Ligue d'union républicaine des droits de Paris (18 avril 1871).

Avec d'anciens maires, il fonde la Ligue d'union républicaine des droits de Paris qui tente de négocier avec les deux camps et leur adresse des manifestes, sans succès. Il quitte Paris le 10 mai afin de rejoindre le congrès des municipalités à Bordeaux, finalement interdit par le gouvernement Thiers. Devant cet échec, il tente de revenir à Paris mais ne peut entrer dans la ville : le 21 mai, les troupes versaillaises investissent la capitale et entament la violente répression de la semaine sanglante du gouvernement Thiers.
Soupçonné de connivence avec la Commune, il se rend clandestinement à Nantes où le maire René Waldeck-Rousseau lui donne un faux passeport qui lui permet de rejoindre sa famille en Vendée. Il se réfugie ensuite à Thann chez son ami Auguste Scheurer-Kestner, avec qui il visite Belfort l'héroïque et Strasbourg annexé. Rentré à Paris le 15 juin, Georges Clemenceau tente de faire sa rentrée à l'Assemblée nationale, mais il est battu lors des élections complémentaires du 2 juillet 1871. Il est alors candidat aux élections municipales de Paris le 30 juillet, et se fait élire à Clignancourt dans le XVIIIe arrondissement. Au sein du nouveau conseil municipal, qui compte de nombreux élus républicains, Clemenceau forme une petite minorité radicale avec ses amis Édouard Lockroy, François Allain-Targé et Arthur Ranc.

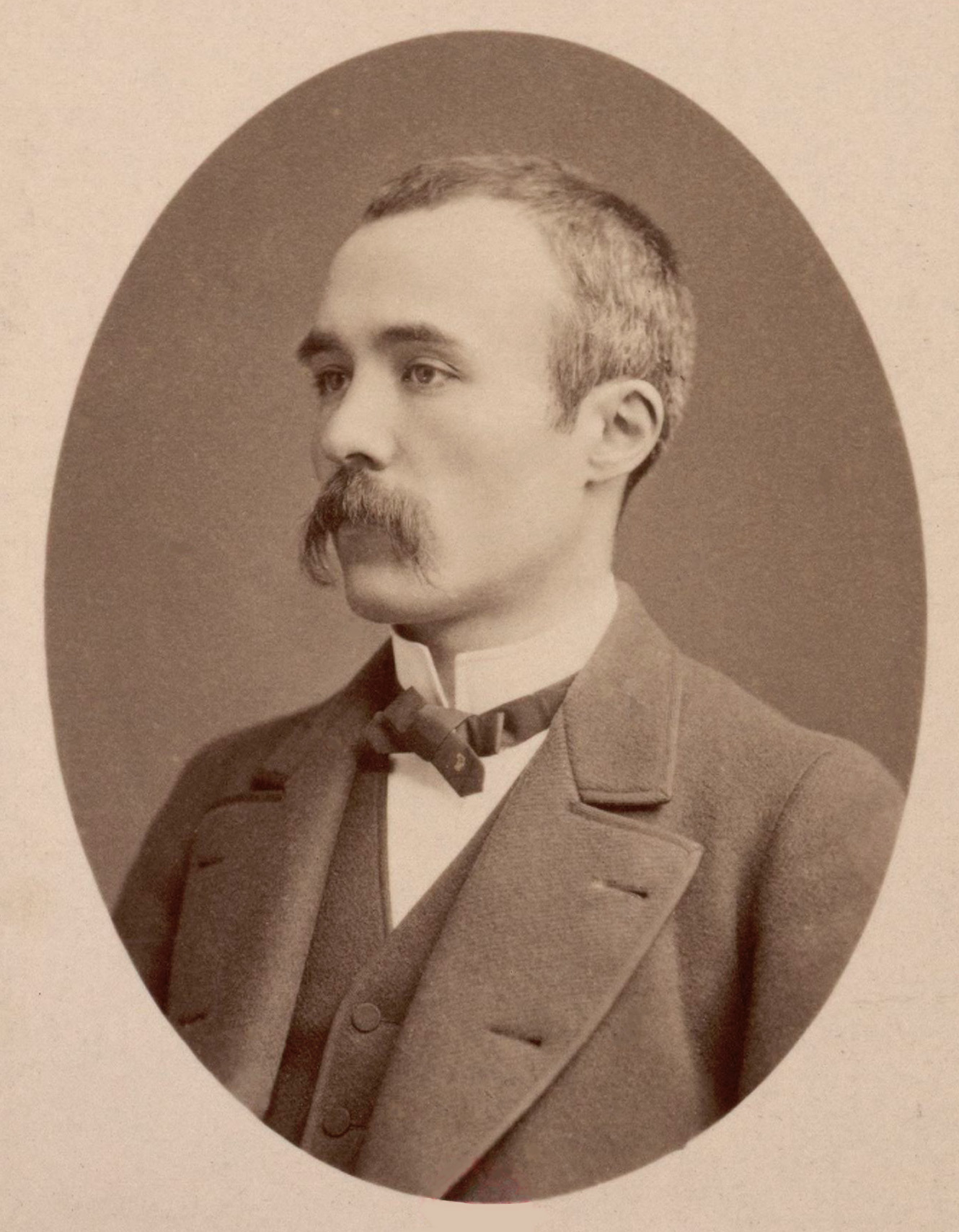
Georges Clemenceau par Nadar.

Fin 1871, il se bat en duel avec le commandant Poussargues, qui l'accuse de mensonge lors du procès des assassins des généraux Lecomte et Clément-Thomas. L'échange a lieu au pistolet dans la forêt de Verrières, et Clemenceau blesse son adversaire à la jambe. Il est condamné le 5 octobre 1872 à une peine de 15 jours de prison et 25 francs d'amende.
Au conseil municipal, il fait preuve d'une grande activité et œuvre à la reconstruction de la ville. Il travaille notamment sur la question des logements insalubres et propose d'augmenter la capacité des hôpitaux de la capitale. En parallèle, il poursuit ses activités de médecin et installe un petit dispensaire dans deux chambres qu'il loue rue des Trois-Frères à Montmartre. Il séjourne peu à l'Aubraie, en Vendée, où sa femme donne naissance à deux autres enfants, Thérèse en 1872 et Michel en 1873.
Georges Clemenceau est largement réélu lors des élections municipales en novembre 1874. Son autorité ne cessant de s'affirmer, il est élu président du conseil municipal de Paris par 39 voix sur 54 suffrages le 29 novembre 1875. Dans son discours d'inauguration, il affirme avec force sa position anticléricale : « Le caractère dominant de notre politique municipale […] c'est d'être profondément imbue de l'esprit laïque, c'est-à-dire que, conformément aux traditions de la Révolution française, nous voudrions séparer le domaine de la Loi, à qui tous doivent obéissance, du domaine du Dogme, qui n'est accepté que par une fraction seulement des citoyens ».

### Un radical à la Chambre des députés (1876-1893)

#### Lutte pour l'amnistie des communards

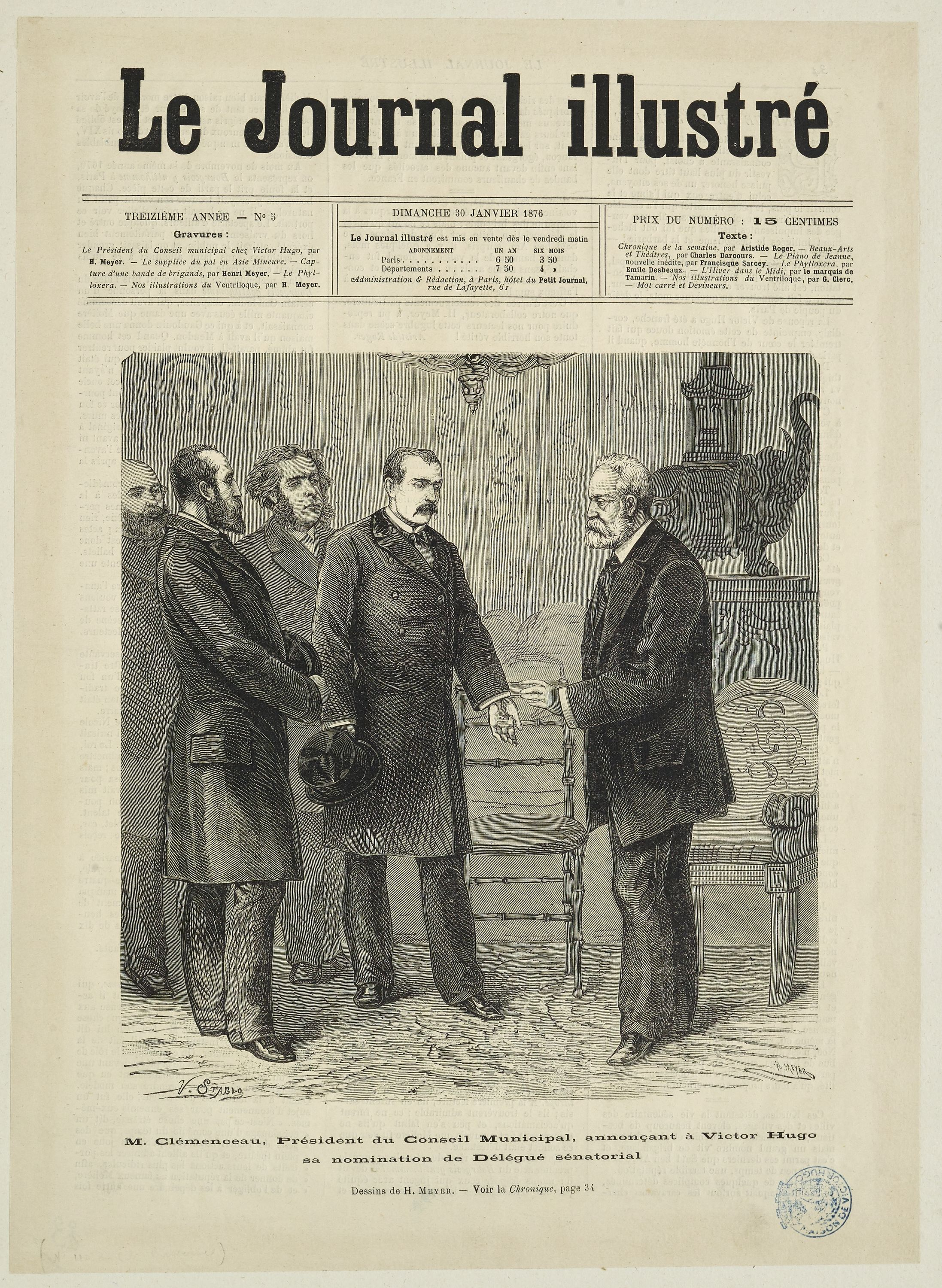
« Clemenceau, Président du Conseil Municipal, annonçant à Victor Hugo sa nomination de Délégué sénatorial », Le Journal illustré, 30 janvier 1876.

Son élection le 20 février 1876 comme député de la Seine à la Chambre des députés marque son émergence sur la scène nationale. Il est élu dès le premier tour avec 15 000 voix contre 3 700 pour son rival, toujours à Clignancourt dans le XVIIIe arrondissement. Opposé au cumul des mandats, il démissionne de son poste de président du conseil municipal le 24 avril 1876.
À la Chambre, Clemenceau lutte pour l'amnistie des communards, un combat porté dans le même temps au Sénat par Victor Hugo. Son discours du 16 mai 1876 retient l'attention, mais la proposition d'amnistie générale également portée par François-Vincent Raspail et Édouard Lockroy est finalement rejetée par la majorité républicaine qui, derrière Jules Méline et Léon Gambetta, soutient une amnistie partielle. Le combat est relancé trois ans plus tard et Clemenceau s'oppose au gouvernement Waddington qui veut exclure de la loi d'amnistie les personnes « signalées par l'atrocité de leur crime » ou qui « se déclarent les ennemis de la société ». Pour le député et ses alliés, seule une amnistie pleine et entière peut assurer une pacification définitive et l'affermissement du régime républicain, mais leur projet est une nouvelle fois rejeté.

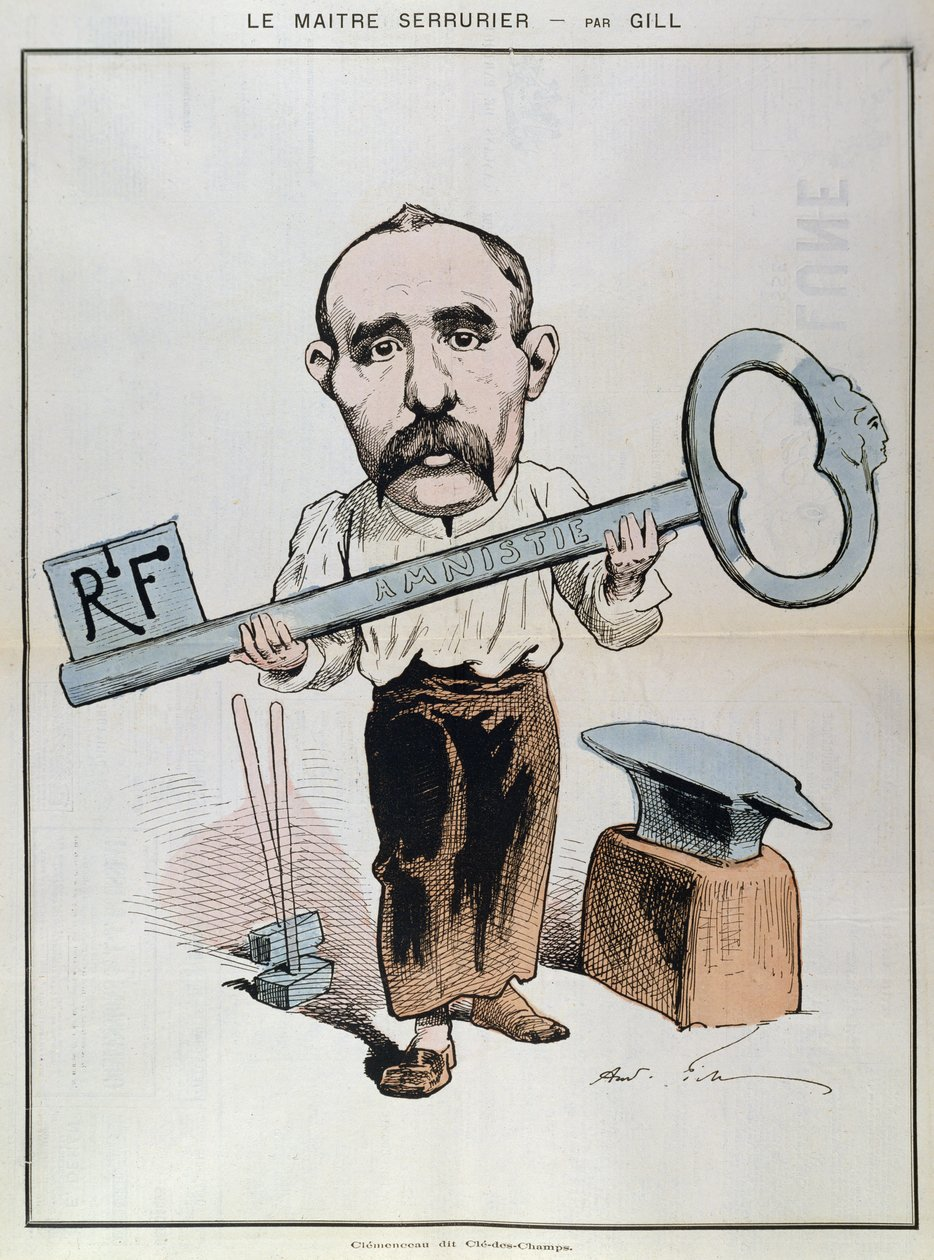
« Le maître serrurier : Clemenceau, dit Clé-des-Champs » forgeant la clef de l'amnistie des communards. Caricature par André Gill dans La Lune rousse, 1879.

Au début de cette même année, Clemenceau soutient discrètement la candidature à la députation d'Auguste Blanqui, toujours détenu à la maison centrale de Clairvaux, qu'il parvient à faire élire le 20 avril face à un proche de Gambetta dans une circonscription bordelaise. L'invalidation de cette élection par la Chambre pour cause d'inéligibilité permet à Clemenceau de relancer la bataille pour l'amnistie, d'autant plus que la situation politique évolue après la démission du maréchal Mac-Mahon, remplacé par Jules Grévy à la présidence de la République, et l'arrivée d'une nouvelle majorité républicaine au Sénat. L'amnistie générale est finalement votée le 11 juillet 1880, quelques jours avant que soit commémorée la première fête nationale,.

#### Rupture avec Gambetta, fondation deLa Justiceet discours de Marseille

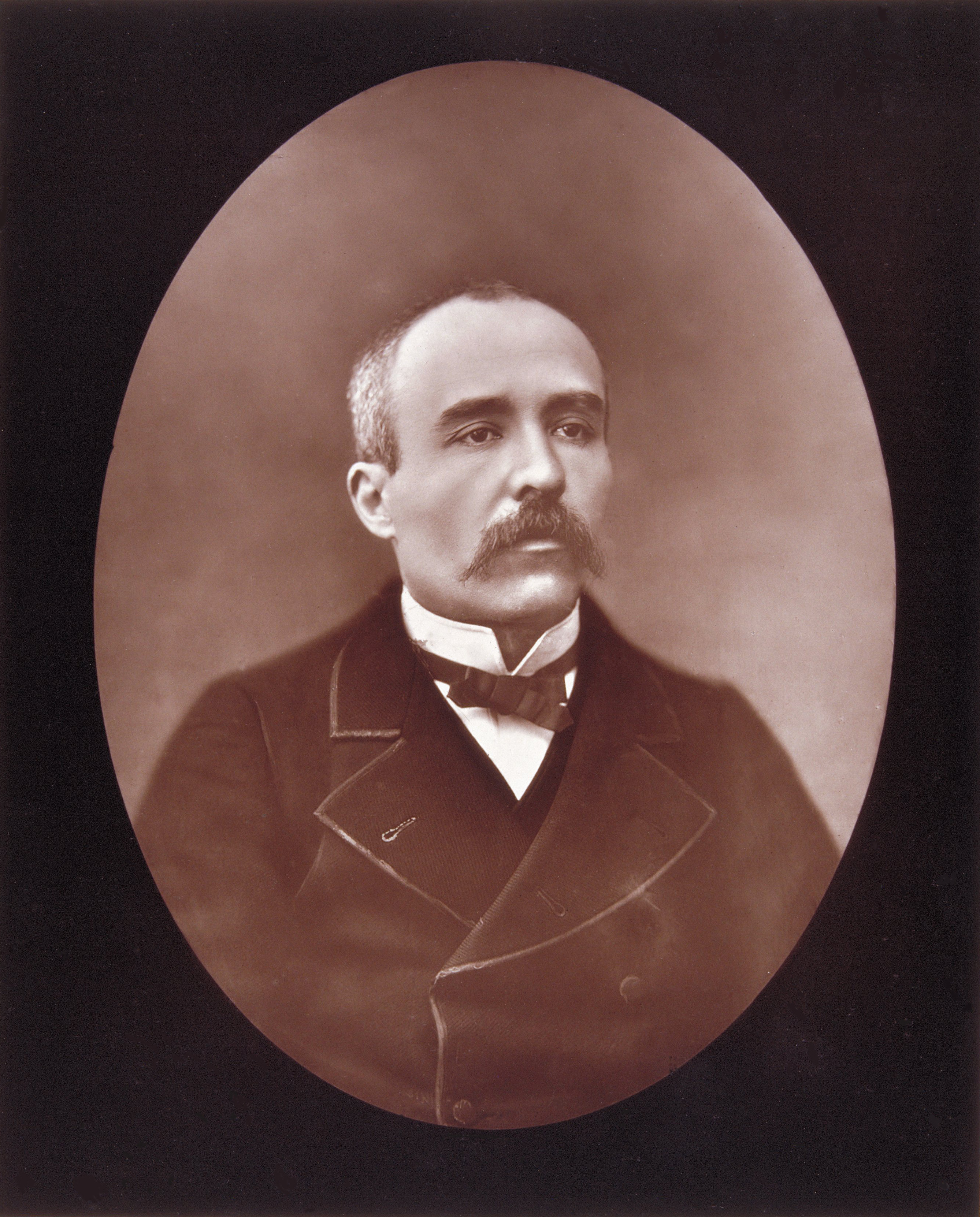
Georges Clemenceau photographié par Étienne Carjat, vers 1879.

Malgré son désaccord avec la majorité républicaine sur la question de l'amnistie, Georges Clemenceau assure l'unité du groupe et signe le manifeste des 363, dans le contexte de la crise du 16 mai 1877 qui oppose les députés au président de la République Patrice de Mac Mahon. Après la dissolution de la Chambre par ce dernier, Clemenceau est largement réélu député lors des élections législatives de 1877 avec 18 617 voix sur 21 184 votants.
Il s'oppose néanmoins aux républicains opportunistes, emmenés par Léon Gambetta, à qui il reproche la prudence, la modération et le pragmatisme, et s'impose comme le chef incontesté des radicaux et de l'opposition d'extrême gauche. Le combat pour la révision des lois constitutionnelles de 1875 devient son mot d'ordre, lui qui prône un retour au programme des républicains sous le Second Empire et rejette à la fois le Président de la république et le Sénat, deux institutions qu'il juge non propices au bon fonctionnement du régime. Il se montre aussi intransigeant sur la question cléricale, réclamant la séparation de l'Église et de l'État ainsi que la fin du ministère des Cultes. La rupture avec Gambetta intervient en mars 1879, quand Clemenceau contribue à la démission du ministre de l'Intérieur Émile de Marcère. Après que La Lanterne, un quotidien de tendance radicale, a révélé des brutalités policières, Clemenceau réclame le renouvellement du personnel de la police, hérité de l'Empire, et propose le vote d'un blâme contre le ministre qui se dit solidaire de ses subordonnés. En réponse, Marcère exige le vote d'un ordre du jour de confiance. Ni l'un ni l'autre ne sont votés, mais le ministre est contraint de se retirer.
| |  |  |
| À gauche, la une du premier numéro de La Justice, le 16 janvier 1880. À droite, Clemenceau caricaturé par Manuel Luque avec une plume à la main, posant parmi son journal et des recueils de ses discours. |  |  |

Pour asseoir davantage son influence, Georges Clemenceau fonde son propre journal le 16 janvier 1880, La Justice. Il réunit les fonds nécessaires auprès de ses amis et de sa famille, acquiert la moitié des actions et assure la direction du quotidien. Camille Pelletan est désigné rédacteur en chef d'une équipe qui rassemble aussi bien des journalistes comme Stephen Pichon ou Gustave Geffroy que des hommes politiques comme Jules Roche ou Georges Laguerre, mais également Charles Longuet, gendre de Karl Marx. Malgré un tirage relativement faible, autour de 10 000 exemplaires, doublé d'un échec économique durable, le quotidien bénéficie d'une certaine audience dans les milieux politiques et contribue à la diffusion du programme et des idées de son patron.
Dans son discours de Marseille, le 28 octobre 1880, Clemenceau développe son ambition politique et philosophique, : « Délivrer l'homme de l'ignorance, l'affranchir du despotisme religieux, politique, économique et l'ayant affranchi régler par la seule justice, la liberté de son initiative ; seconder par tous les moyens possibles le magnifique essor de ses facultés ; accroître l'homme en un mot, en l'élevant toujours plus haut ». S'il reconnaît avoir approuvé la méthode de Gambetta dans les temps où l'Assemblée était dominée par les monarchistes, il regrette « les politiques parlementaires qui depuis sept ans viv[ent] de temporisations, de transactions, de concessions » et considère que le régime doit désormais « passer de la politique purement défensive à la politique d'action ». Il y affirme une nouvelle fois son attachement au principe de la laïcité de l'État et propose tout un programme de grandes réformes qui comprend notamment l'égalité des droits de l'ouvrier et du patron, la réduction de la durée légale de la journée de travail, l'interdiction du travail pour les enfants en dessous de 14 ans, la reconnaissance juridique des syndicats ou encore la liquidation des grandes compagnies de chemin de fer, des mines et des canaux.
Bien que siégeant à l'extrême gauche, Clemenceau incarne une voie médiane entre le socialisme émergeant et les opportunistes. Interpellé par le jeune socialiste Alexandre Avez lors d'un discours prononcé le 11 avril 1880 au cirque Fernando à Paris, il critique ouvertement le collectivisme et la socialisation des moyens de production.

#### Le tombeur de ministères
Pendant la dernière session parlementaire qui précède les élections législatives de 1881, Clemenceau se porte à la pointe du combat pour l'établissement des grandes libertés, et défend une ligne réformiste qui veut aller plus loin que les opportunistes. Lors des débats autour de la liberté de la presse, il tente de s'opposer à l'institution d'un délit d'outrage au président de la République, qu'il considère comme une forme de censure. De même, il se moque en février 1881 du délit de diffamation proposé par le rapporteur. Il tente également d'autoriser les assemblées non permanentes lors des débats sur la liberté de réunion, alors que le projet de loi maintient l'interdiction des clubs politiques. Concernant les lois scolaires portées par Jules Ferry et qu'il soutient, il s'oppose néanmoins à une loi sur l'éducation obligatoire qui n'inclurait pas le caractère laïque de l'éducation publique, considérant l'éducation obligatoire dans des écoles religieuses comme contraire à la liberté de conscience.
À la fois candidat dans les deux circonscriptions du XVIIIe arrondissement ainsi que dans les Bouches-du-Rhône, à Arles, Clemenceau est largement réélu député. Il acquiert alors une réputation de tombeur de ministères. Dès novembre 1881, il attaque le cabinet Ferry qu'il accuse d'avoir menti sur les véritables raisons qui ont conduit à l'expédition tunisienne et abouti à l'instauration d'un protectorat institué par le traité du Bardo, considérant qu'elle ne résulte que de l'action d'hommes « qui veulent faire des affaires et gagner de l'argent à la Bourse ! ». Il dépose une motion proposant une enquête sur les causes de l'expédition tandis que la droite dépose une motion rivale accusant le gouvernement d'avoir trompé les Chambres et le pays. Aucune n'est adoptée mais, incapable de faire voter l'ordre du jour, Ferry démissionne et laisse la place au gouvernement Gambetta.

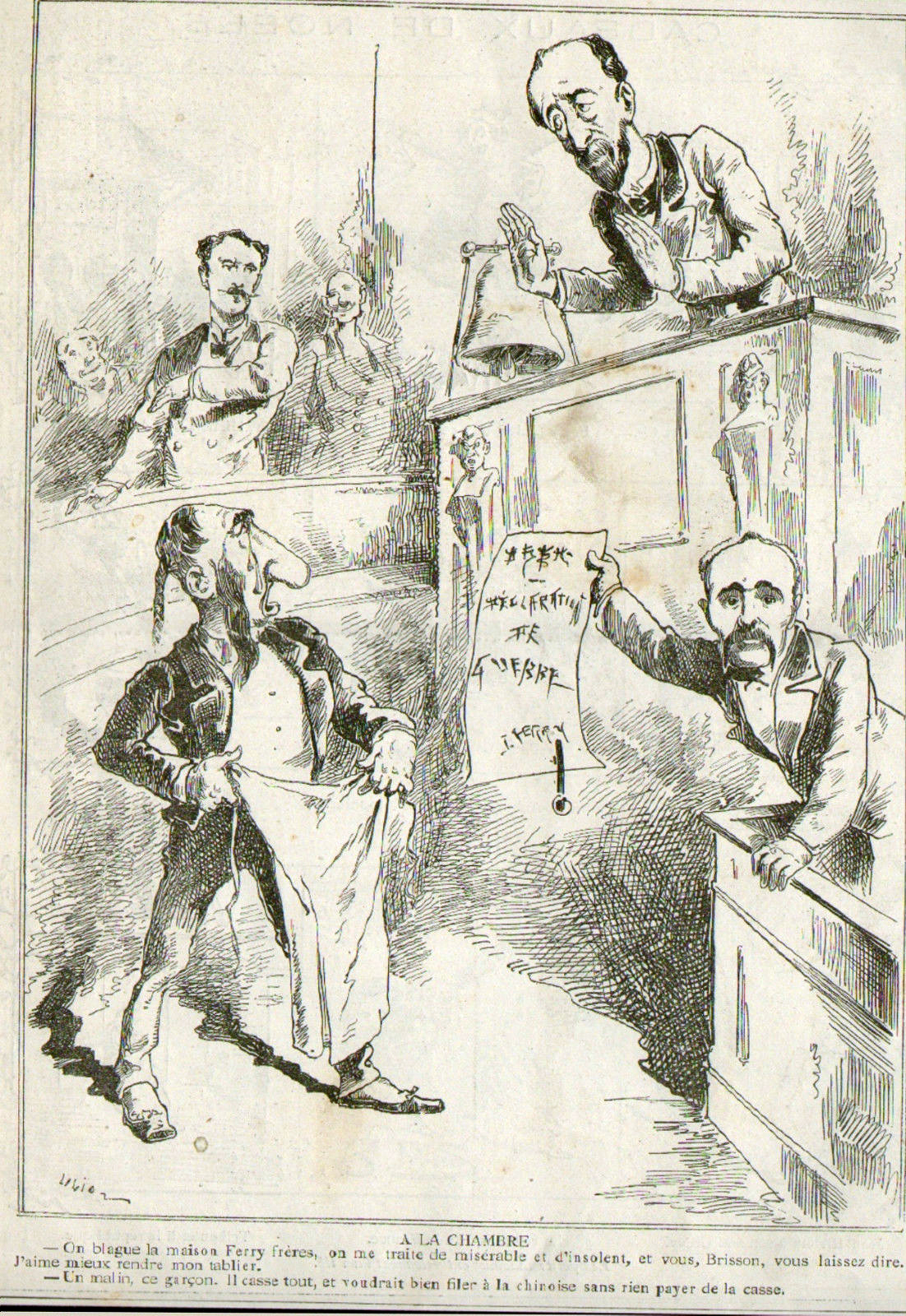
Jules Ferry, Georges Clemenceau et Henri Brisson à la Chambre des députés (dessin satirique sur la guerre franco-chinoise, Le Triboulet, 23 décembre 1883).

Deux mois plus tard, en janvier 1882, il contribue à défaire ce même ministère en défendant le principe d'une révision intégrale de la Constitution contre le projet de révision partielle voulue par Gambetta. Le cabinet Freycinet qui le remplace est évincé six mois plus tard : en incitant les députés à refuser le vote des crédits pour une intervention militaire sur le canal de Suez, Clemenceau joue de tout son poids dans cette démission. En février 1883, Jules Ferry forme son deuxième cabinet, appuyé sur une coalition centriste qui rassemble l'Union républicaine et la Gauche républicaine. Clemenceau en est son adversaire le plus acharné.
En 1884, dans le cadre des débats sur l'autorisation des syndicats, il affirme que « c'est l'État qui doit intervenir directement pour résoudre le problème de la misère, sous peine de voir la guerre sociale éclater au premier jour », et encourage le vote de la loi Waldeck-Rousseau qui est finalement adoptée malgré les réticences du président du Conseil. Quelques mois plus tard, en revanche, Clemenceau et les radicaux ne convainquent pas la majorité sur la question de la révision constitutionnelle, la loi se limitant à une simple réforme du Sénat.

#### Débats avec Jules Ferry sur le colonialisme

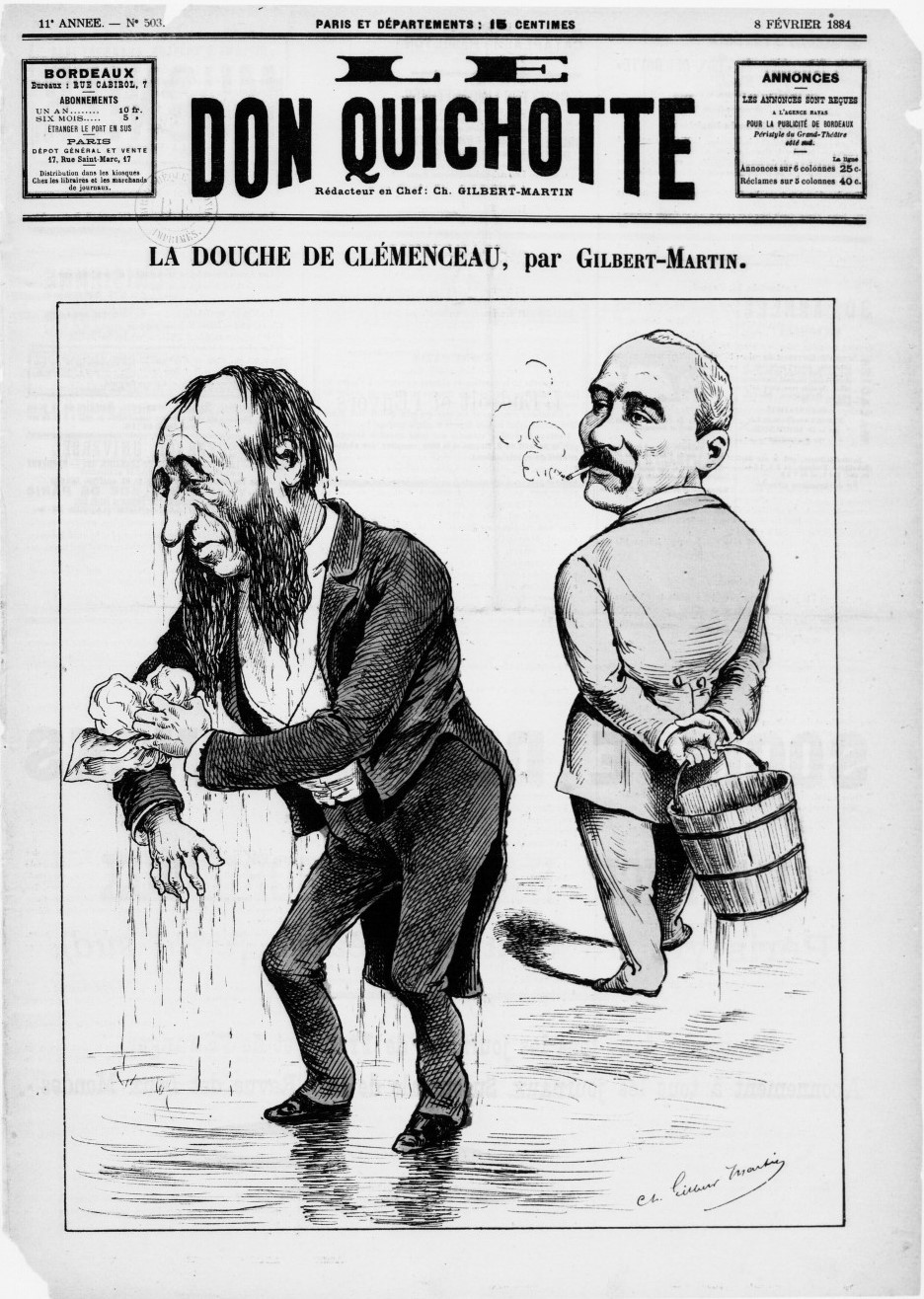
Jules Ferry « douché » par Clemenceau (caricature de Charles Gilbert-Martin, Le Don Quichotte, 2 février 1884).

C'est sur la question de la colonisation que les affrontements entre Ferry et Clemenceau sont les plus virulents. Tandis que le premier en est un partisan actif, y voyant un moyen d'affirmer la puissance française sur les plans économique et politique, le second y est fermement opposé. Le 30 mars 1885, Ferry demande le vote d'un crédit supplémentaire de 200 millions de francs pour aider les troupes françaises menacées par l'armée chinoise au Tonkin. La droite et l'extrême gauche s'y refusent, Clemenceau allant jusqu'à soutenir une mise en accusation du gouvernement. Ils parviennent à convaincre de nombreux modérés de voter contre l'ordre du jour proposé par le président du Conseil et, sèchement battu, Ferry démissionne aussitôt.
Le débat rebondit trois mois plus tard sous le cabinet Brisson, alors que Ferry défend l'expédition de Madagascar. De nouveau, Clemenceau s'oppose farouchement à la colonisation, refusant tout impérialisme au nom du respect envers les autres peuples et civilisations. Il s'oppose à une « politique aventuriste » et du « fait accompli », et réfute les arguments économiques avancés par les partisans de l'expansion. Par ailleurs, quand Ferry invoque à la Chambre le devoir pour les « races supérieures » de « civiliser les races inférieures », Clemenceau lui répond vertement :

« Races supérieures ! Races inférieures ! C'est bientôt dit. Pour ma part, j'en rabats singulièrement depuis que j'ai vu des savants allemands démontrer scientifiquement que la France devait être vaincue dans la guerre franco-allemande, parce que le Français est d'une race inférieure à l'Allemand. Depuis ce temps, je l'avoue, j'y regarde à deux fois avant de me retourner vers un homme et vers une civilisation et de prononcer : homme ou civilisation inférieure ! »

Lors de chaque intervention sur cette question, Clemenceau contredit les arguments de la politique défendue par Ferry. Tout en contestant le profit économique supposé qu'apporterait la colonisation, il préconise que le gouvernement, plutôt que de vouloir diffuser la civilisation française dans le monde, cherche à lutter contre la misère en France et de faire avancer les droits sociaux.

#### Vague boulangiste

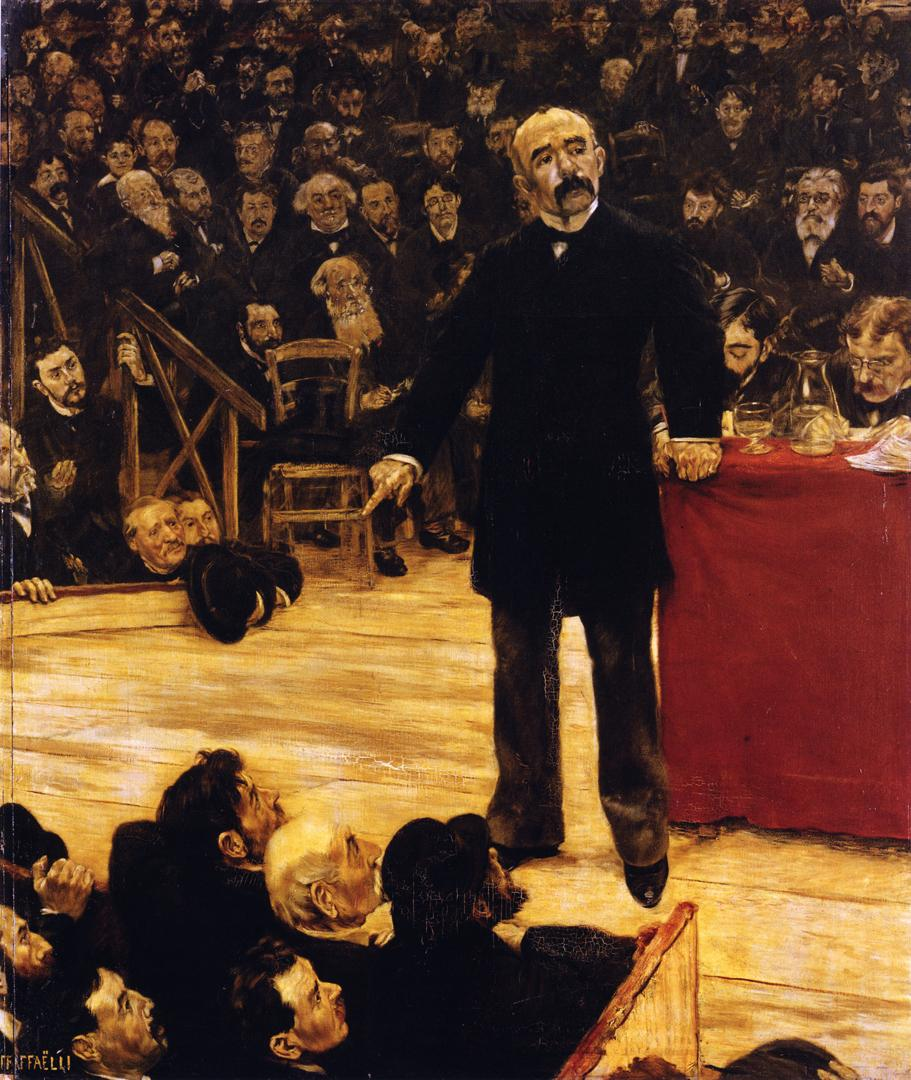
Georges Clemenceau prononçant un discours dans une réunion électorale, huile sur toile de Jean-François Raffaëlli, musée d'Orsay, vers 1885.

Les élections législatives d'octobre 1885 marquent un progrès important des monarchistes dans le contexte des difficultés économiques que rencontrent la France et ses voisins dans la Grande dépression. Pour la première fois, le vote s'effectue au scrutin de liste départemental et Clemenceau se porte candidat à la fois dans la Seine et dans le Var, un département où il s'est rendu l'année précédente au sein d'une délégation radicale chargée d'étudier l'épidémie de choléra. À cette occasion, il rencontre l'équipe du journal Le Petit Var qui soutient sa candidature. Mis en ballottage, Clemenceau est élu dans les deux départements et choisit de représenter le Var où le modéré Jules Roche s'est désisté par discipline républicaine, permettant à la liste radicale de l'emporter. Majoritaire à la Chambre, la gauche est cependant divisée entre les modérés de l'Union républicaine et de l'Union démocratique et l'extrême-gauche, incluant la Gauche radicale de Clemenceau, de sorte qu'aucun cabinet ne peut s'appuyer sur une majorité solide et durable.
En 1886, le général Boulanger est nommé ministre de la Guerre dans le cabinet Freycinet, ce qui est considéré comme un geste des modérés vis-à-vis de Clemenceau dont il est un ancien condisciple au lycée de Nantes. Au reste, le député s'est rapproché du général en 1882 lors de son entrée au ministère comme directeur de l'infanterie, et continue depuis de le conseiller,. Au gouvernement, Boulanger, républicain et patriote, fait une application stricte et étendue de la loi du 22 juin 1886 interdisant aux membres des familles ayant régné sur la France de servir dans l'armée. Opposé au colonialisme, qu'il considère comme un détournement de l'effort militaire vis-à-vis de l'Allemagne, et préparant la professionnalisation de l'armée, il plaît alors à Clemenceau, qui reste cependant circonspect et se méfie de la popularité grandissante du général.

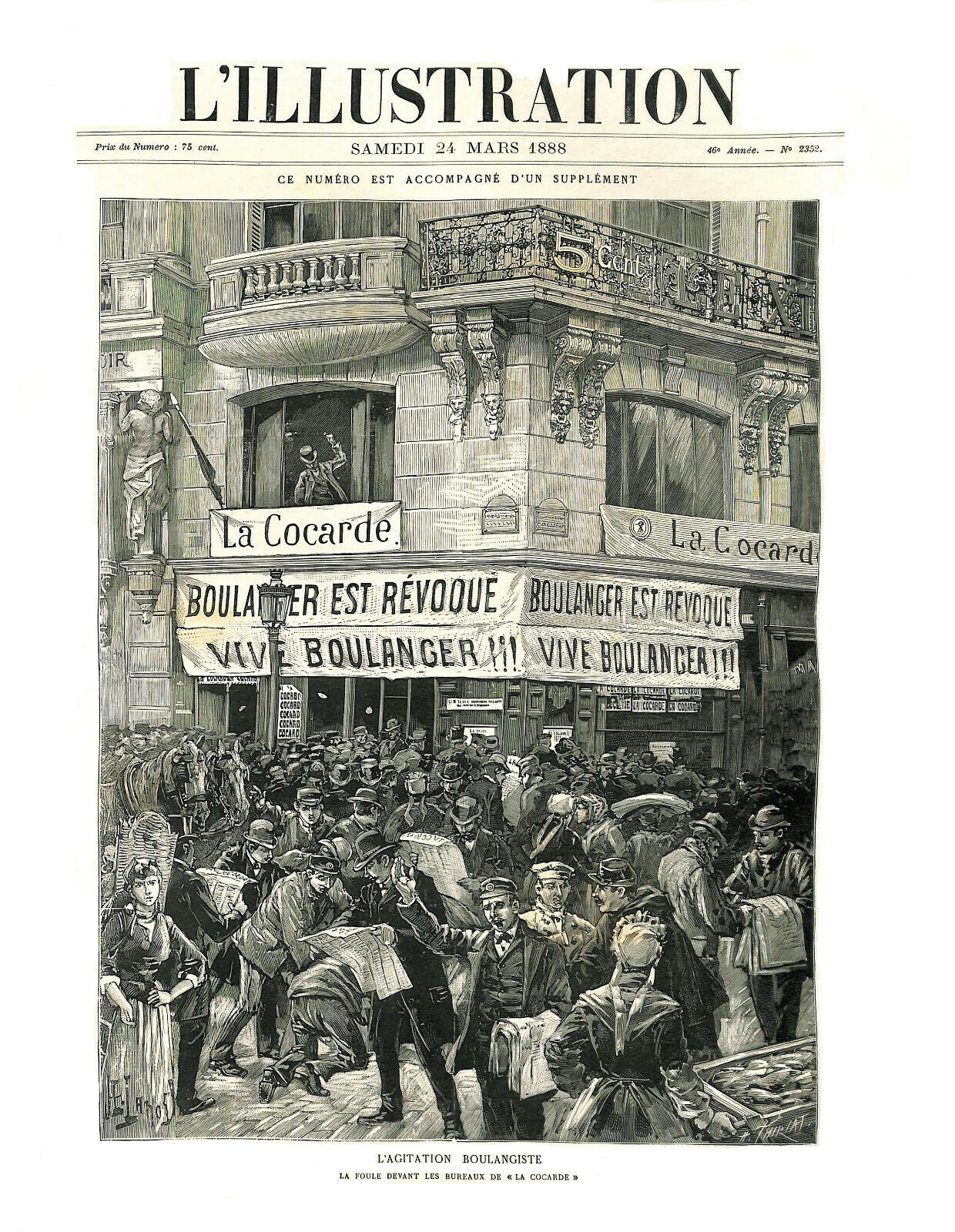
« L'agitation boulangiste. La foule devant les bureaux de La Cocarde » consécutivement à la radiation du général Boulanger des cadres de l'armée (L'Illustration 24 mars 1888).

C'est le début de la vague boulangiste qui manque d'emporter la République. Fin 1887, le scandale des décorations est utilisé par les partisans du général pour discréditer le régime parlementaire : le président Jules Grévy est contraint de démissionner au début du mois de décembre. La vague antiparlementaire inquiète les républicains, et notamment Jules Ferry qui fait l'objet de la colère populaire lors d'une manifestation de groupes hétéroclites s'opposant à son élection à la présidence. Tout en récusant toute forme de violence, Clemenceau œuvre lui aussi contre Ferry et favorise l'élection de Sadi Carnot. Dès l'été 1887, Clemenceau perce à jour la façade de Boulanger, celui-ci ment et n'est pas réellement un radical. Clemenceau ne lui fait alors plus confiance mais ne rompt pas avec lui car la majorité des radicaux le soutient encore.
Le général Boulanger, appuyé par une coalition hétéroclite de radicaux d'extrême-gauche, notamment les journaux L'Intransigeant d'Henri Rochefort ou La Lanterne d'Eugène Mayer, et de monarchistes, démis de ses fonctions de ministre après la chute du cabinet Goblet provoquée par Ferry en mai 1887, puis démis de ses fonctions militaires en mars 1888, se présentant successivement à plusieurs élections partielles qui confirment sa popularité. De son côté, Clemenceau semble s'appuyer au début sur la vague boulangiste pour pousser ses propres projets de réforme institutionnelle, mais il le fait avec prudence et clarifie sa position à l'égard du général qu'il accuse de césarisme et de bonapartisme dès la mi-mars. Tout en s'opposant aux boulangistes, il dit en comprendre les causes et exige des réformes sociales, et pas seulement politiques : selon lui, c'est leur absence qui explique le succès du général. Comme le souligne l'historien Michel Winock, « Clemenceau, à la mi-mars 1888, utilise la fièvre boulangiste, sans être boulangiste lui-même, pour aiguillonner le parti républicain, ses hommes au pouvoir et les parlementaires ».
|                                                                                             |  |  |
| Recto et verso d'une médaille de la Société des droits de l'homme et du citoyen, vers 1888. |  |  |

Le 25 mai 1888, avec Jules Joffrin, Alexandre Isaac, Arthur Ranc et Prosper-Olivier Lissagaray, Clemenceau fonde la Société des droits de l'homme et du citoyen, dont le but est d'unir contre la vague boulangiste diverses tendances républicaines, des radicaux aux socialistes, à l'exception des partisans inconditionnels de Jules Ferry. Il provoque en avril, l'exclusion du groupe d'Extrême-gauche des boulangistes. À la Chambre, Boulanger critique le parlementarisme et appelle à une réforme institutionnelle qui donnerait une grande place au plébiscite et à ce qu'il appelle la « démocratie directe ». Il dépose une proposition de loi en ce sens le 4 juin 1888, qui est aussitôt combattue par Clemenceau qui déclare : « ces cinq cents hommes qui sont ici, en vertu d'un mandat égal au vôtre, ne s'accordent pas sans discussion. Eh bien, puisqu'il faut le dire, ces discussions qui vous étonnent, c'est notre honneur à tous. Elles prouvent surtout notre ardeur à défendre les idées que nous croyons justes et fécondes. Ces discussions ont leurs inconvénients, le silence en a davantage ». Le rejet de la proposition, à une large majorité, entraîne la démission de Boulanger.

#### Derniers combats à la Chambre

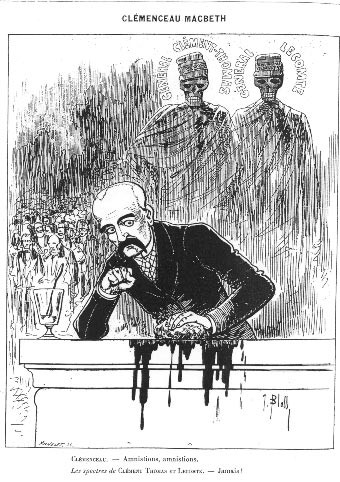
À la tribune de la Chambre des députés, Clemenceau réclame l'amnistie des manifestants du 1er mai à Fourmies tandis que les spectres désapprobateurs des généraux Lecomte et Clément-Thomas se dressent derrière lui.
Clemenceau Macbeth, caricature par J. Blass dans Le Triboulet, journal satirique royaliste, 17 mai 1891.

Aux élections législatives de 1889, le camp républicain s'unit contre la menace boulangiste alliée à la droite. Georges Clemenceau se présente de nouveau dans le Var, dans la circonscription de Draguignan. Au premier tour, il obtient 7 500 voix sur 15 400 suffrages exprimés, devant le radical Louis Martin et le boulangiste Achille Ballière, un ancien déporté de Nouvelle-Calédonie. Par discipline républicaine, Martin se désiste et Ballière, reconnaissant sa défaite, se retire, permettant la réélection de Clemenceau au second tour le 6 octobre avec 9 500 voix sur 10 200 suffrages exprimés, l'abstention ayant augmenté. À la Chambre, les républicains remportent une large majorité et la poussée boulangiste est contenue. Cependant, ils apparaissent affaiblis : bien qu'ils conservent une centaine de sièges, ils sont en recul à Paris où une partie de leurs électeurs a rejoint le boulangisme, notamment dans l'ancien bastion montmartrois de Clemenceau.
Le 29 janvier 1891, à l'occasion d'une interpellation du gouvernement au sujet de l'interdiction de Thermidor, une pièce de théâtre de Victorien Sardou qui constitue une critique virulente de la Terreur, Georges Clemenceau défend implicitement la censure gouvernementale dans un discours resté célèbre. Il déclare que « la Révolution est un bloc », affirmant ainsi que la République doit assumer l'héritage de la Révolution comme un tout,. Après la fusillade de Fourmies le 1er mai suivant, il évoque un « Quatrième État » à propos des ouvriers, et réussit à faire voter l'amnistie des manifestants arrêtés à la quasi-unanimité. En novembre, il échoue cependant à obtenir celle des mineurs de Carmaux.

#### Scandale de Panama et défaite électorale

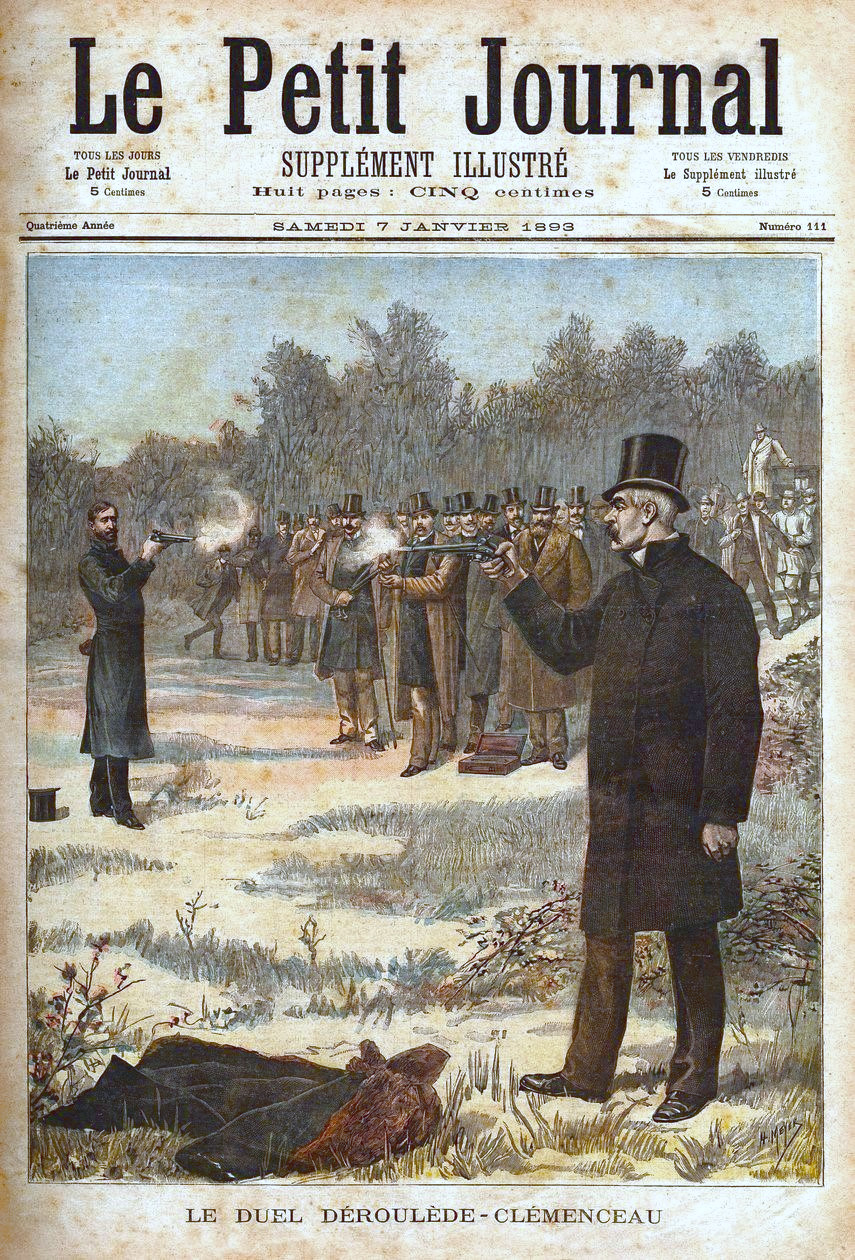
Duel entre Georges Clemenceau et Paul Déroulède (Le Petit Journal, 7 janvier 1893).

En 1892, Clemenceau est mis en cause dans le scandale de Panama, une affaire de corruption qui éclabousse plusieurs hommes politiques, notamment Jacques de Reinach dont la mort suspecte jette le trouble. La première attaque vient de Gaston Calmette qui évoque, le 12 décembre 1892, dans un article écrit sous pseudonyme dans Le Figaro, la participation de Clemenceau à une réunion avec Reinach à la veille de sa mort. Maurice Rouvier, dont Reinach avait sollicité l'aide, avait en fait demandé à Clemenceau d'être son témoin pour cette réunion. Il est ensuite accusé par Maurice Barrès ou encore Ernest Judet, propriétaire de l'influent Petit Journal, pour ses liens avec Cornelius Herz, l'un des principaux mis en cause de l'affaire et qui avait autrefois investi dans le journal de Clemenceau, La Justice.
Bien que Clemenceau ne soit pas inquiété par la justice, sa réputation est entachée et la revanche de ses nombreux adversaires est en marche. Le 20 décembre, le nationaliste Paul Déroulède l'accuse de corruption à la Chambre et le provoque publiquement en duel. Deux jours plus tard, à Saint-Ouen, aucune des six balles tirées par chacun des adversaires ne fait mouche.

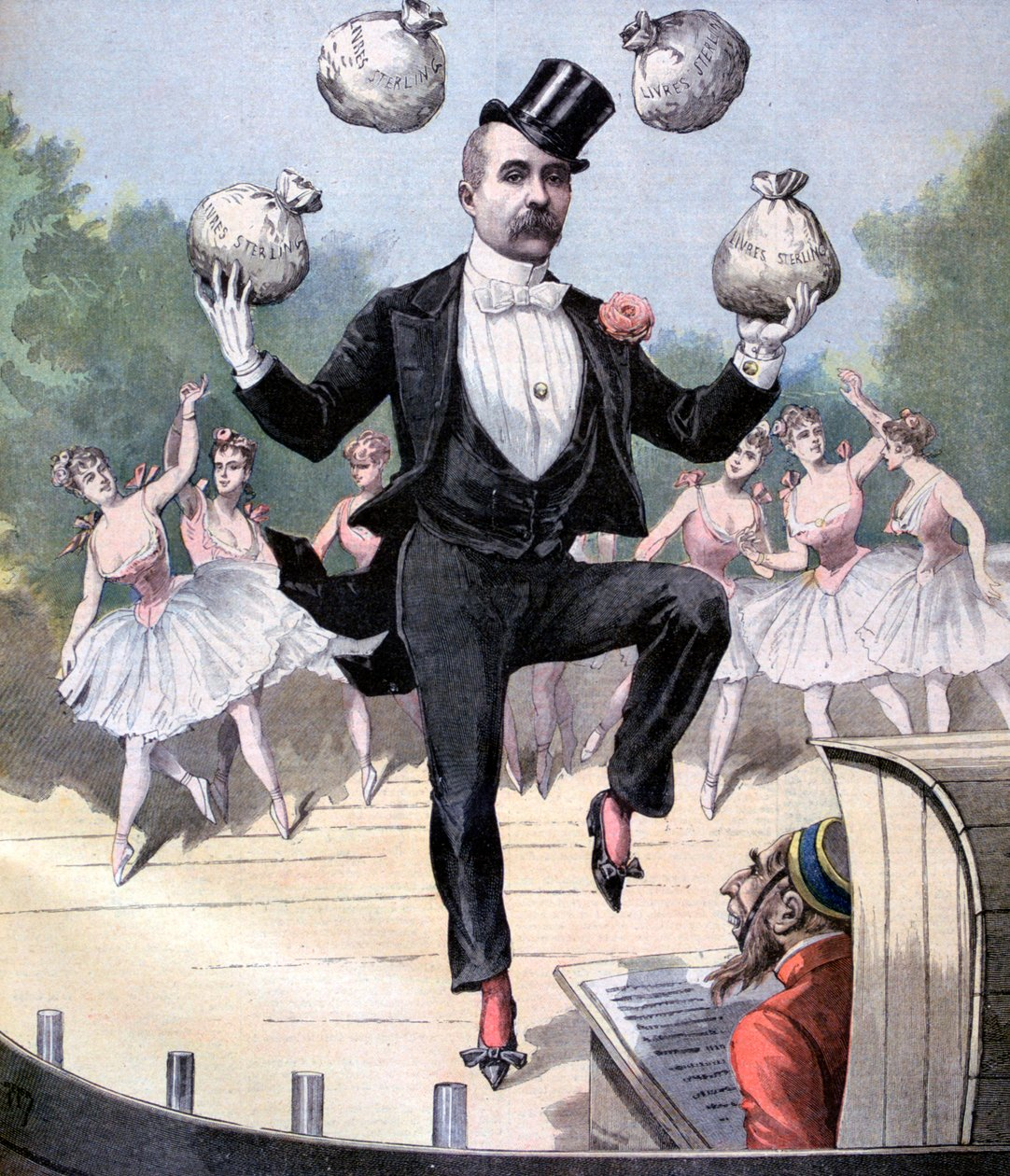
« Le pas du commandité » : Clemenceau caricaturé par Henri Meyer (Le Petit Journal, 19 août 1893).

Sans fournir la moindre preuve de corruption, les adversaires de Clemenceau ont néanmoins réussi à répandre la calomnie et à insinuer le doute à son égard. En juin 1893, le journaliste Édouard Ducret va jusqu'à utiliser un faux pour faire accuser Clemenceau et d'autres parlementaires d'intelligence avec l'ennemi, en l'occurrence le Royaume-Uni. Cette fausse information est relayée par le député boulangiste Lucien Millevoye, qui est ridiculisé à la Chambre. Ducret et son complice, l'escroc Louis-Alfred Véron alias « Norton », sont condamnés pour faux et usage de faux.
Avant les élections législatives de 1893, Clemenceau est soumis à une campagne particulièrement haineuse, dépassant de loin le département du Var dans lequel il est candidat une nouvelle fois. Son ancien soutien Arthur Engelfred, qui se présente face à lui, fonde même un nouveau journal, L'Anti-Clemenciste, qui contribue avec d'autres titres de la presse nationale ou régionale à l'entreprise de démolition du candidat Clemenceau. Le Petit Journal, force de frappe journalistique qui tire à un million d'exemplaires, publie en une un portrait satirique, intitulé « Le pas du commandité », qui montre Clemenceau sur la scène de l'Opéra (allusion à la cantatrice Rose Caron, sa maîtresse) en train de danser avec des ballerines tout en jonglant avec des sacs remplis de livres sterling, « au son d'un orchestre conduit par un Anglais à favoris » et au nez crochu, caricature antisémite de Cornelius Herz,.
Le 8 août 1893, dans son discours de Salerne, Clemenceau dénonce « la meute » lancée contre lui. Arrivé en tête du premier tour le 20 août avec 6 634 voix, il est cependant battu le 3 septembre en obtenant seulement 8 610 voix contre 9 503 à l'avocat Joseph-Auguste Jourdan qui bénéficie du désistement des autres candidats.

### De l'Affaire Dreyfus au Sénat (1893-1906)

#### Écriture et question sociale

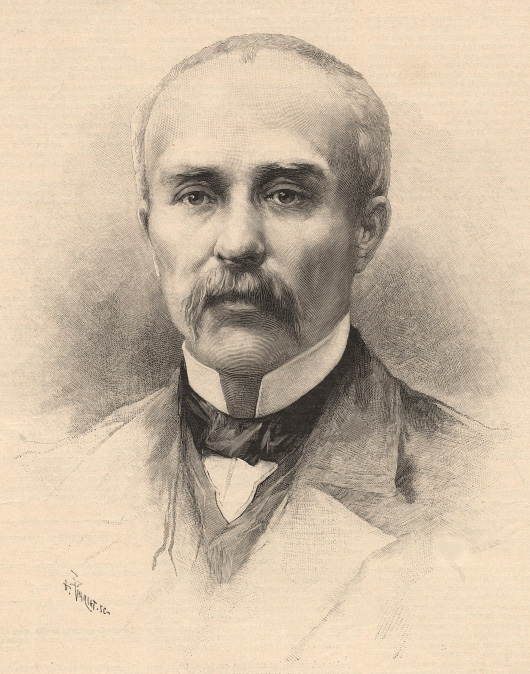
Portrait gravé de Georges Clemenceau publié dans L'Illustration du 2 septembre 1893.

Cet échec électoral force Clemenceau à se mettre en retrait. À son ami Charles-Edmond Chojecki, il dit son désespoir et sa situation financière funeste, en raison notamment des dettes contractées pour La Justice. Un nouveau duel l'oppose au jeune député Paul Deschanel, qui l'a de nouveau impliqué, sans preuves, dans l'affaire de Panama, en juillet 1894. Deschanel est légèrement blessé.
Clemenceau succède à Camille Pelletan en octobre 1893 comme rédacteur en chef et devient le principal contributeur du quotidien dont il a réduit le personnel. Il se désintéresse un temps de ses combats politiques pour la réforme des institutions ou encore la laïcité, au profit de la question sociale et du sort de ses concitoyens les plus pauvres. Dans La Justice, il écrit une série d'articles qu'il rassemble en 1895 dans La Mêlée sociale, un ouvrage dont la préface décrit un processus de civilisation rigoureusement inverse à celui prôné par le darwinisme social. Dans ses textes, Clemenceau ne cesse d'appeler la réforme sociale et met l'accent sur la misère à travers les faits divers, véritable « thermomètre social » qui met en lumière les victimes de la pauvreté. Il reprend, à propos du chômage, la phrase de Karl Marx sur « l'armée de réserve du travail » et condamne fermement le capitalisme. Il s'attaque au libéralisme économique défendu par Léon Say, Yves Guyot et Paul Leroy-Beaulieu, et dénonce aussi les tarifs Méline de 1892 qui protègent les cultivateurs de blé mais pas, selon lui, les petits propriétaires terriens ni les populations urbaines, assujetties à une hausse des prix, critique la répression des grèves et dénigre l'évolution du christianisme, qui, d'« insurrection des pauvres », est devenu un « syndicat des riches ». Il dénonce également les « lois scélérates » qui rétablissent le délit d'opinion en disant lutter contre la propagande anarchiste.
Comme Jean Jaurès et Victor Hugo, il s'oppose aussi à la peine de mort, décrivant par le détail l'exécution d'Émile Henry : « Je sens en moi l'inexprimable dégoût de cette tuerie administrative, faite sans conviction par des fonctionnaires corrects. […] Le forfait d'Henry est d'un sauvage. L'acte de la société m'apparaît comme une basse vengeance ». Clemenceau ébauche d'ailleurs une possibilité d'entente avec Jaurès, affirmant que son programme n'est, en fait, que « la reprise du programme radical-socialiste défendu par La Justice depuis quatorze ans ».

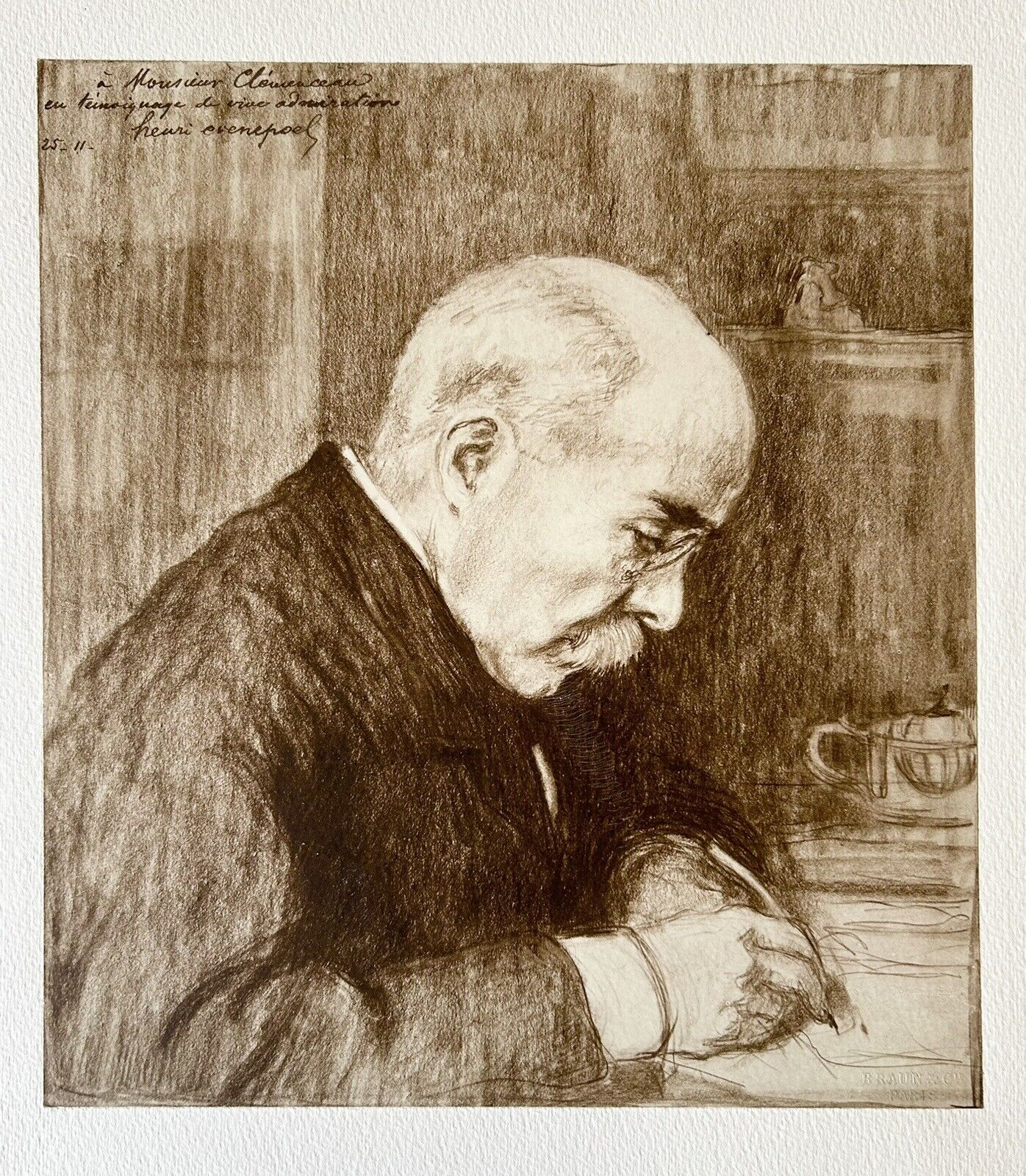
Portrait de Clemenceau écrivant, par Henri Evenepoel.

Dans les dernières années du XIXe siècle, Clemenceau multiplie les contributions. D'août 1894 à la fin de l'année 1902, il écrit des chroniques littéraires puis des articles politiques dans le quotidien toulousain La Dépêche, dirigé par Maurice Sarraut, mais il collabore également au Journal entre juillet 1895 et janvier 1897, à L'Écho de Paris pendant quelques mois en 1897, avant de devenir éditorialiste pour le quotidien L'Aurore. Il publie également des recueils d'articles avec Le Grand Pan en 1896, dans lequel il fait l'apologie de l'hellénisme et du paganisme qui précèdent le judéo-christianisme, Au fil des jours en 1900 et Les Embuscades de la vie en 1903. Clemenceau s'essaie même au roman avec Les Plus Forts, paru en 1898. Ses essais littéraires, qui ne remportent guère de succès populaire, sont diversement accueillis : raillé par Maurice Barrès, son style est salué par Léon Blum tandis que Charles Maurras se montre indulgent.
Clemenceau écrit également une pièce de théâtre en un acte, Le Voile du bonheur, représentée pour la première fois le 4 novembre 1901 au théâtre de la Renaissance, avec une musique de scène de Gabriel Fauré,,.

#### Défenseur du capitaine Dreyfus

##### Entrée dans l'Affaire

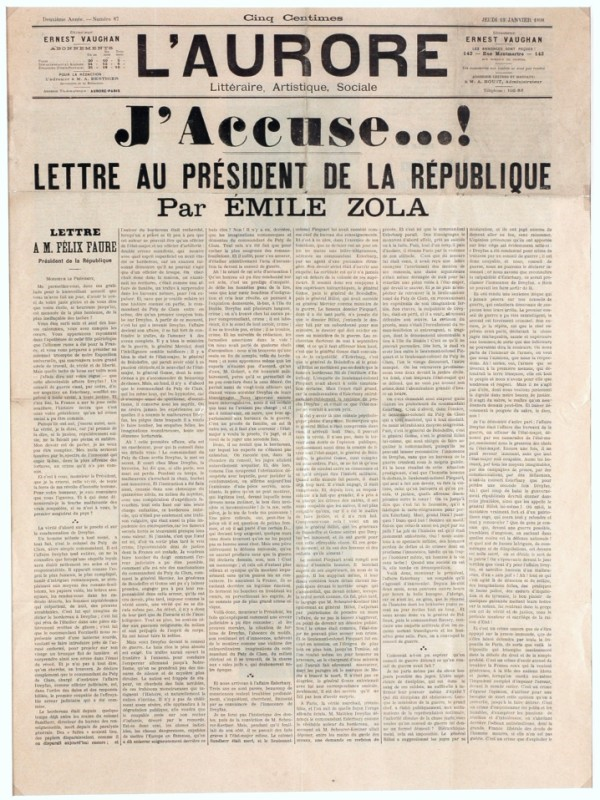
« J'accuse…! » à la une de L'Aurore du 13 janvier 1898.

L'affaire Dreyfus permet à Clemenceau de revenir au premier plan. Entré comme rédacteur à L'Aurore en octobre 1897 après avoir quitté La Justice, il n'est pas au départ convaincu de l'innocence du capitaine Dreyfus, condamné au bagne en 1894 pour trahison. Approché par Mathieu Dreyfus, frère du condamné, par Lucien Herr, le bibliothécaire de l'École normale supérieure, et par Arthur Ranc, il entre progressivement dans l'Affaire.
Ce dernier l'envoie chez son vieil ami Auguste Scheurer-Kestner, vice-président du Sénat, dont il s'était éloigné, et qui a eu connaissance par Me Leblois du témoignage du lieutenant-colonel Picquart innocentant Dreyfus et accusant le commandant Esterhazy. Sans se prononcer sur l'innocence de Dreyfus, Clemenceau s'indigne contre le refus de transmettre les pièces du dossier à l'avocat de la défense, et réclame la révision du procès sur cette base. Loin de considérer que cela déshonore l'armée, il s'étonne au contraire que l'armée puisse ne pas être soumise à la justice.

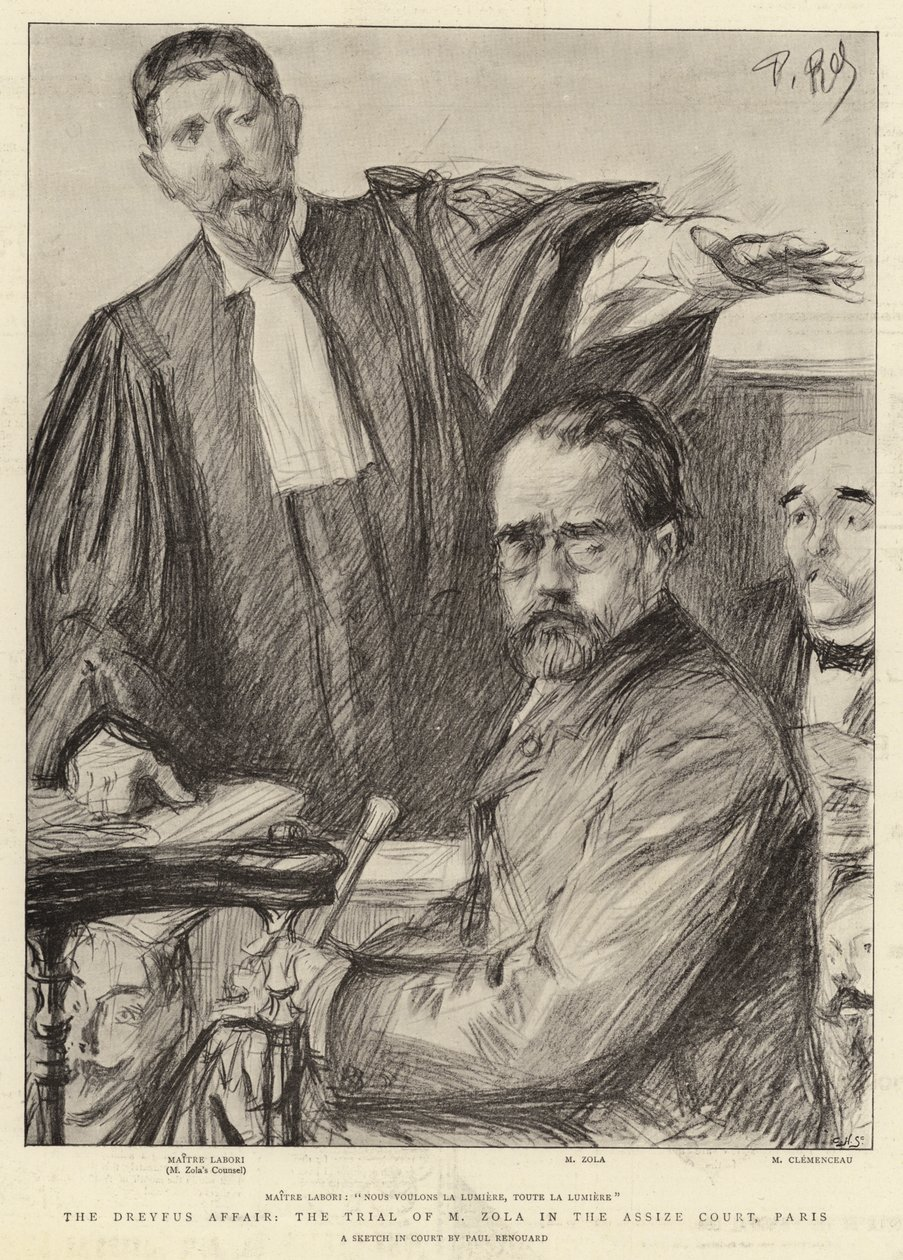
Émile Zola devant les Assises de la Seine, en compagnie de son avocat Fernand Labori et de Georges Clemenceau.
Dessin de Paul Renouard à la une du magazine The Graphic, 12 février 1898.

Il commence aussi à prendre conscience du rôle de l'antisémitisme, bien que cette même année 1898, il publie un ouvrage sur les mœurs de la communauté juive de Galicie, Au pied du Sinaï, qui, malgré une fin conciliante, contient certains poncifs antisémites. Dans ses articles, Clemenceau condamne les milieux catholiques qu'il accuse d'attiser la haine antisémite : « Aimez-vous les uns les autres ! s'écrie le bon prédicateur du Christ qui, en descendant de sa chaire, fait ses délices du journal dont chaque ligne est un cri de mort contre le peuple élu de Dieu. Il est dans sa tradition, le malheureux, dans sa tradition de paroles exquises et d'actes barbares : toute l'histoire de l'Église ». Il salue par ailleurs l'engagement de nombreux scientifiques, artistes ou écrivains en faveur de la révision du procès, popularisant ainsi le néologisme d'intellectuel,.
C'est l'acquittement d'Esterhazy, le 11 janvier 1898, qui déclenche la crise. Clemenceau intervient auprès du directeur de L'Aurore pour le convaincre de publier, le 13 janvier, la lettre ouverte d'Émile Zola, « J'accuse…! », dont il a lui-même l'idée du titre. Il plaide ensuite, aux côtés de son frère Albert, avocat, lors du procès intenté à Zola et au journal.

##### Dreyfusard acharné

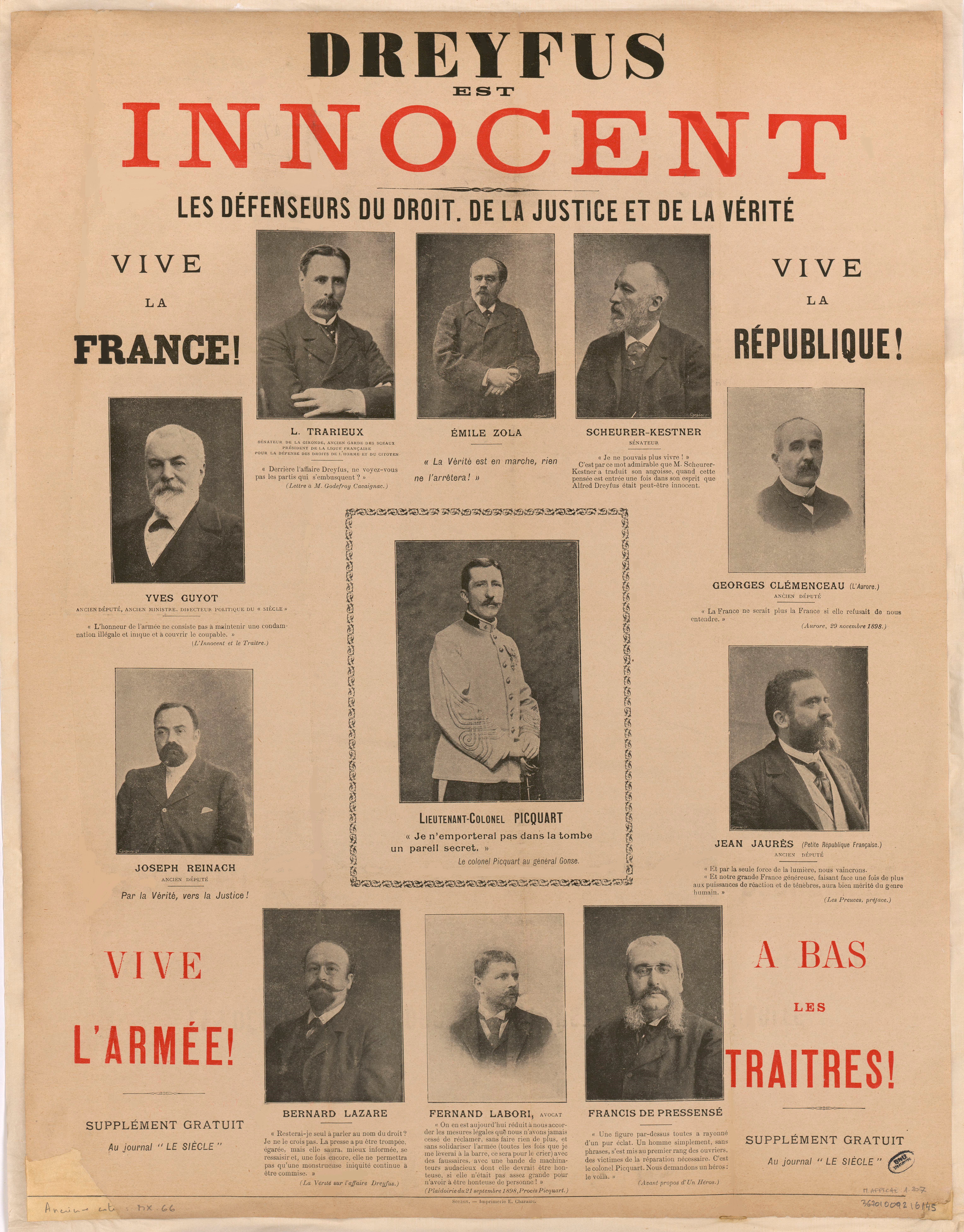
Dreyfus est innocent : les défenseurs du droit, de la justice et de la vérité.
Clemenceau figure parmi les défenseurs du capitaine sur cette affiche dreyfusarde (1899).

Provoqué par Édouard Drumont, Clemenceau défie celui-ci en duel le 26 février 1898, mais aucune des trois balles tirées par les deux hommes ne touche son adversaire. Absorbé par l'Affaire, à laquelle il consacre près de 700 articles, il décline la proposition qui lui est faite de se présenter dans le Var aux élections législatives de mai 1898.
C'est après la lecture publique de fausses preuves alléguées contre Dreyfus par le ministre de la Guerre Godefroy Cavaignac, le 7 juillet 1898, qu'il acquiert l'intime conviction de l'innocence du capitaine, sans toutefois changer sa ligne de défense : plus que l'innocence de Dreyfus, c'est l'iniquité de son jugement qu'il faut démontrer.

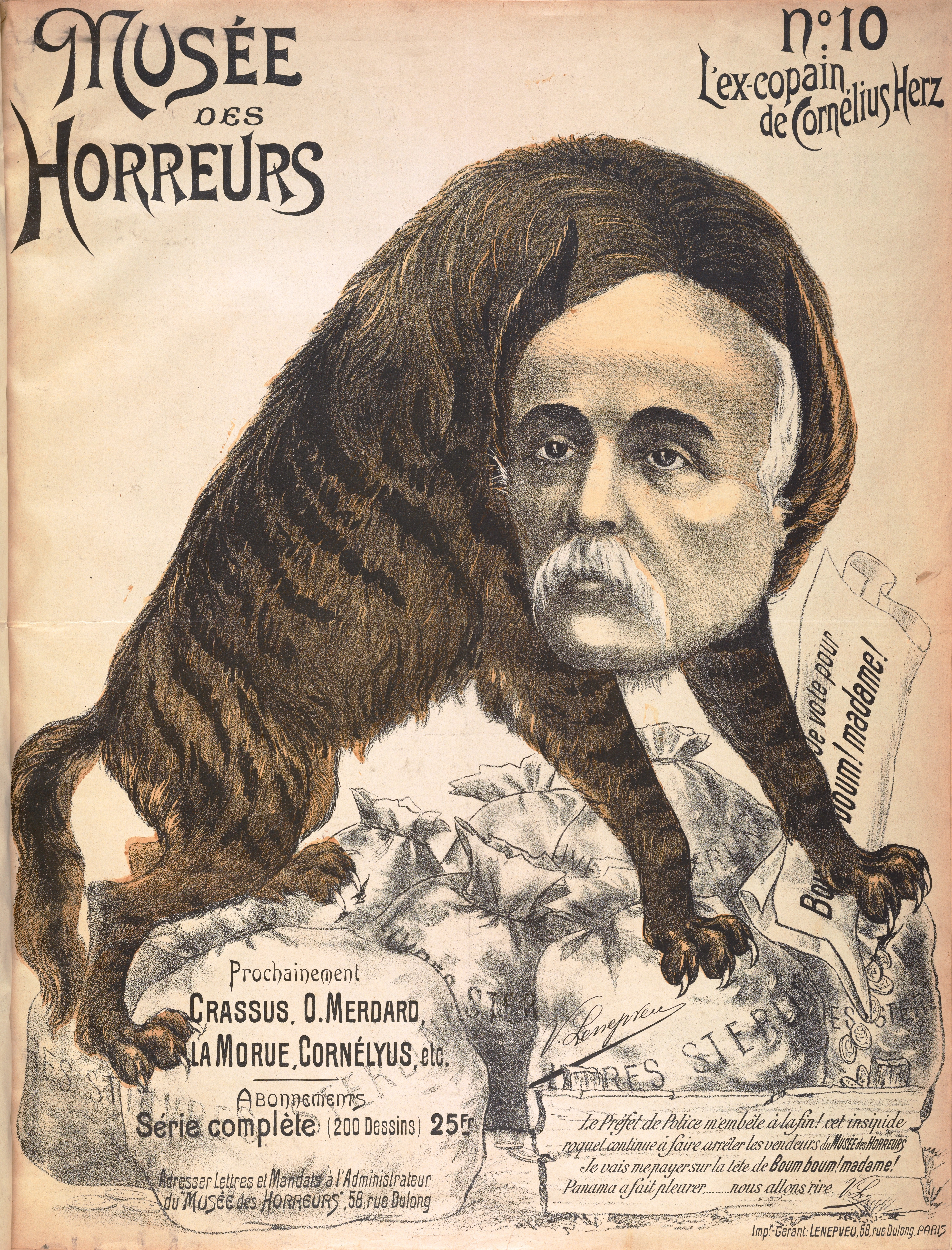
Caricature antidreyfusarde de Clemenceau en horrible homme-hyène (Musée des horreurs de V. Lenepveu, 1899).

La mort du président Félix Faure, hostile à la révision du procès, le 16 février 1899, fait évoluer la situation. Clemenceau soutient l'élection d'Émile Loubet et accueille favorablement la composition du gouvernement de Défense républicaine présidé par Pierre Waldeck-Rousseau. Cloué au lit par une bronchite contractée lors d'un séjour dans la station thermale de Carlsbad, Clemenceau ne peut assister au procès de révision qui s'ouvre à Rennes en août 1899, mais il recommande aux avocats du capitaine d'adopter une attitude offensive. Dreyfus est de nouveau condamné en septembre 1899, mais avec circonstances atténuantes, un jugement dont Clemenceau moque l'incohérence. Il bénéficie cependant d'une grâce présidentielle, à laquelle Clemenceau est de fait opposé, préférant la justice et la reconnaissance de droit de l'innocence de Dreyfus plutôt qu'un acte de clémence.
Dans un article daté du 24 septembre, il affirme : « Oh! je n'ignore pas qu'on va poursuivre la réhabilitation de Dreyfus devant la Cour de cassation. […] Mais au-dessus de Dreyfus — je l'ai dit dès le premier jour — il y a la France, dans l'intérêt de qui nous avons d'abord poursuivi la réparation du crime judiciaire. La France à qui les condamnations de 1894 et de 1899 ont fait plus de mal qu'à Dreyfus lui-même ».

##### Le Bloc

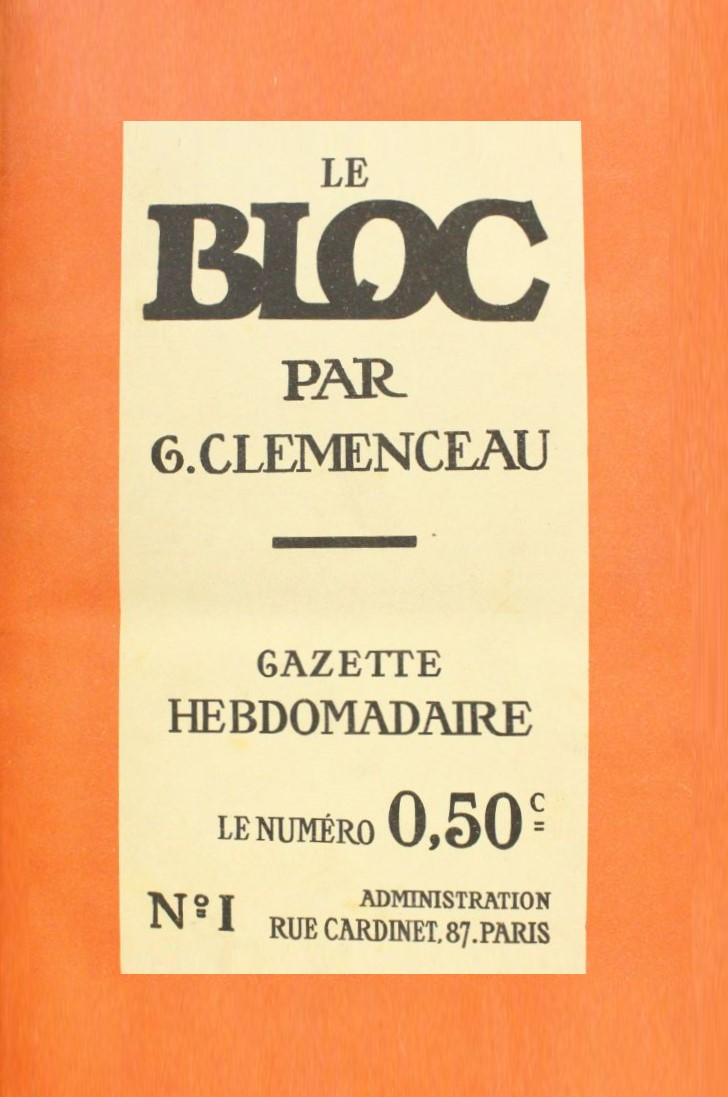
Couverture du premier fascicule de la gazette hebdomadaire de Clemenceau, Le Bloc, janvier 1901.

Les articles que Clemenceau rédige presque quotidiennement sur l'Affaire sont réunis en sept volumes publiés entre 1899 et 1903 chez Pierre-Victor Stock, un contrat d'édition qui lui permet de rembourser une grande partie de ses dettes. Tout comme il avait, dans un premier temps, refusé la grâce de Dreyfus, Clemenceau s'oppose à la loi d'amnistie votée le 14 décembre 1900 pour tous les faits relatifs à l'Affaire, car elle met sur un même pied d'égalité dreyfusards et antidreyfusards, c'est-à-dire les défenseurs d'une cause juste et ceux qui ont maintenu un mensonge pendant plusieurs années. Dans un article des Cahiers de la Quinzaine, en février 1900, Charles Péguy salue l'action de Clemenceau parmi d'autres dreyfusards les plus combatifs : « Il est certain que depuis le commencement de l'Affaire, […] le colonel Picquart, Zola, Clemenceau, Francis de Pressensé, tant d'autres, sont devenus des hommes nouveaux, non pas nouveaux en ce sens qu'ils seraient devenus différents de ce qu'ils étaient avant, mais nouveaux en ce sens que des parties entières de leur talent, de leur génie, de leur caractère, de leur âme, insoupçonnées jusqu'alors, et qui pouvaient rester insoupçonnées toujours, se sont soudain révélées avec un éclat incomparable ». Rejoignant ce constat, l'historien Michel Winock considère que « l'Affaire Dreyfus avait transcendé Clemenceau ».
En décembre 1899, il quitte L'Aurore, indigné par un article d'Urbain Gohier qui se vantait d'avoir à lui seul défendu Dreyfus. Il crée alors un nouvel hebdomadaire, Le Bloc, un journal entièrement rédigé par lui et qui paraît de janvier 1901 à mars 1902. À travers ce nouveau périodique, Clemenceau entend rassembler le parti républicain face à la réaction cléricale et nationale provoquée par l'Affaire. Il s'attaque avec force à l'Église catholique et dénonce la loi sur les associations de 1901 qui lui semble trop prudente à l'égard des congrégations religieuses. Il condamne de nouveau le colonialisme, s'intéressant en particulier au cas de l'Indochine, et critiquant au passage les missionnaires.

#### Lutte contre le cléricalisme et le colonialisme au Sénat

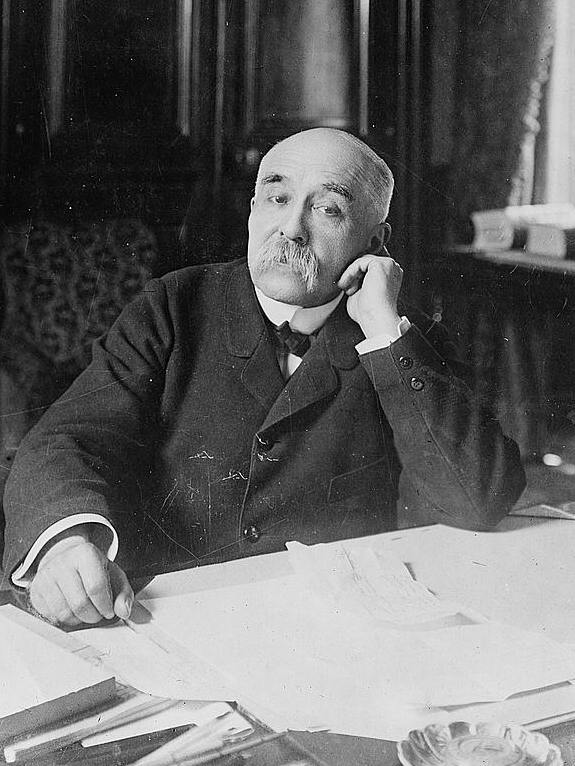
Clemenceau photographié par Henri Manuel (1904).

Après dix ans d'absence, Georges Clemenceau effectue son retour à la vie parlementaire au Sénat, lui qui, hostile au bicamérisme, dénonçait auparavant cette institution qu'il jugeait antirépublicaine. Une élection partielle est organisée dans le Var après le décès d'un sénateur inamovible dont le siège est transformé en siège départemental. D'abord réticent, Clemenceau est convaincu par son éditeur, Pierre-Victor Stock, et surtout la délégation varoise menée par le maire de Draguignan qui vient le rencontrer à Paris. Sa candidature est saluée par le socialiste Jean Jaurès, compagnon de lutte lors de l'affaire Dreyfus. Le 6 avril 1902, il est élu avec 344 voix sur 474 votants, contre 122 pour son rival, un conseiller général radical-socialiste.

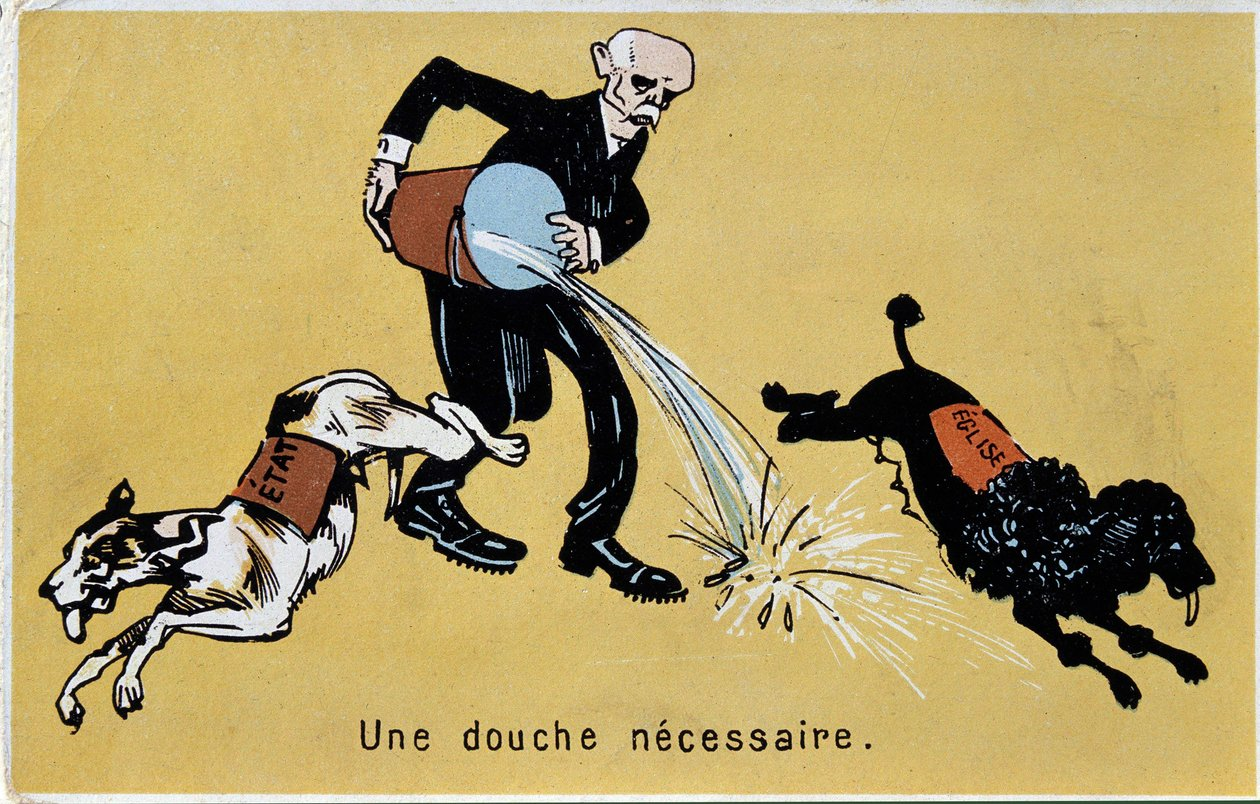
« Une douche nécessaire » : Clemenceau sépare deux chiens en rut à l'aide d'un seau d'eau, allégorie de la séparation de l'Église et de l'État. Carte postale satirique.

Les élections législatives d'avril-mai 1902 voient la victoire du Bloc des gauches et la formation du cabinet Émile Combes, que Clemenceau soutient malgré sa décision de rester à l'écart du Parti radical-socialiste, fondé l'année précédente. Le gouvernement envisage la séparation des Églises et de l'État que Clemenceau appelle de ses vœux depuis le début de sa carrière politique. Pour autant, son discours du 30 octobre 1902 étonne l'assemblée et se démarque de la position des autres grandes figures de la gauche : alors que la loi de 1901 sur les associations visait uniquement les congrégations religieuses non autorisées, Clemenceau pourfend la « théocratie » catholique et réclame la « suppression pure et simple au nom de la liberté » de toutes les congrégations religieuses, mais dans le même temps, il défend la liberté d'enseignement, contestant l'intérêt pour l'État du monopole de l'éducation. Pour l'historien Michel Winock, ce discours constitue « une des bases de la philosophie républicaine en matière de laïcité et d'éducation ».

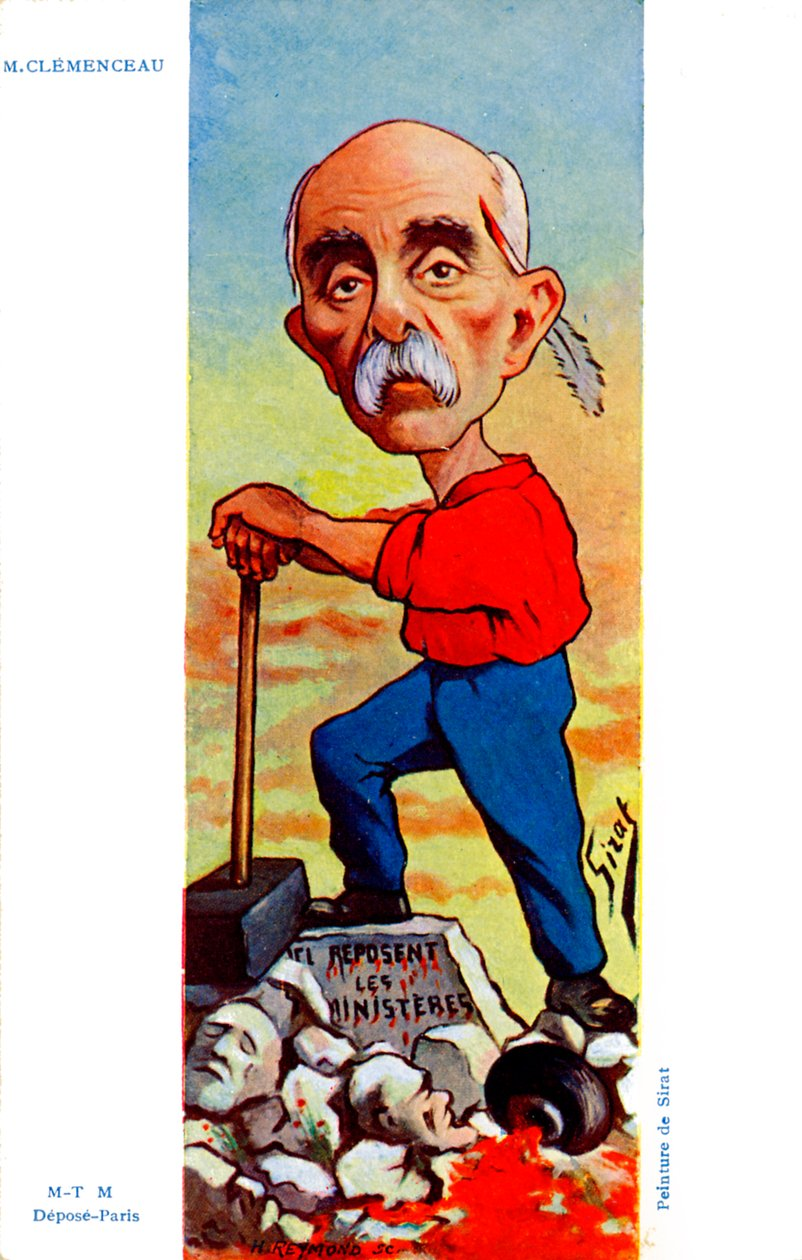
Sa plume de journaliste sur l'oreille, Clemenceau est caricaturé en tombeur de ministères par Joseph Sirat.

Clemenceau participe finalement à la chute du cabinet Combes, à la fois en raison de l'affaire des fiches, qu'il qualifie de « jésuitisme retourné », et de la non-dénonciation du Concordat qui aurait dû, selon lui, être l'aboutissement de la crise provoquée par le voyage du président Émile Loubet à Rome en 1904.
Outre ses discours au Sénat, Clemenceau profite de sa tribune dans L'Aurore, dont il devient rédacteur en chef en juin 1903, pour exposer ses griefs à l'égard de l'exécution. En avril 1905, lors des débats sur la loi de séparation des Églises et de l'État, Clemenceau passe à l'offensive à l'encontre d'Aristide Briand, rapporteur de la loi, et Jean Jaurès. Il s'oppose à leur frilosité à propos de l'article 4, qui concerne la dévolution de la propriété ecclésiastique aux associations cultuelles. Clemenceau traite Briand de « socialiste papalin » et accuse la formulation de l'article de « [mettre] la société cultuelle dans les mains de l'évêque, dans les mains du pape » : « voulant rompre le Concordat, la Chambre des députés est demeurée dans l'esprit du Concordat […] au lieu de comprendre qu'elle aurait pour premier devoir d'assurer la liberté de tous les fidèles, sans exception ». Il vote pourtant la loi, considérant que son œuvre est déjà considérable.
Pas plus que sur la laïcité, Clemenceau ne cède quoi que ce soit sur le colonialisme. Dans L'Aurore du 13 juin 1904, il critique la domination française sur le Maroc, et se moque, le 2 avril 1905, au moment de la crise de Tanger, de la politique de l'inamovible ministre des Affaires étrangères, Théophile Delcassé : « Les politiques républicains, trouvant plus aisé de remporter des victoires sur les populations désarmées de l'Afrique et de l'Asie que de s'adonner à l'immense labeur de la réformation française, envoyaient nos armées à des gloires lointaines, pour effacer Metz et Sedan, trop prochains. Une effroyable dépense d'hommes et d'argent, chez une nation saignée à blanc, où la natalité baissait. […] Partis de France dans l'illusion qu'à la condition de tourner le dos aux Vosges, le monde s'ouvrait à nous, nous rencontrons l'homme de l'autre côté des Vosges devant nous à Tanger ». Fervent patriote, Clemenceau dénonce également l'internationalisme de Gustave Hervé : « ils comprendraient peut-être que la nature humaine est à la racine de tous les faits sociaux, bons ou mauvais, et que la suppression de la patrie ne détruirait point le fondement universel de l'égoïsme humain, ne changeant que la forme des manifestations de violence inhérentes à l'homme, seul ou associé ».

### Figure controversée du pouvoir exécutif

#### «Premier flic de France»

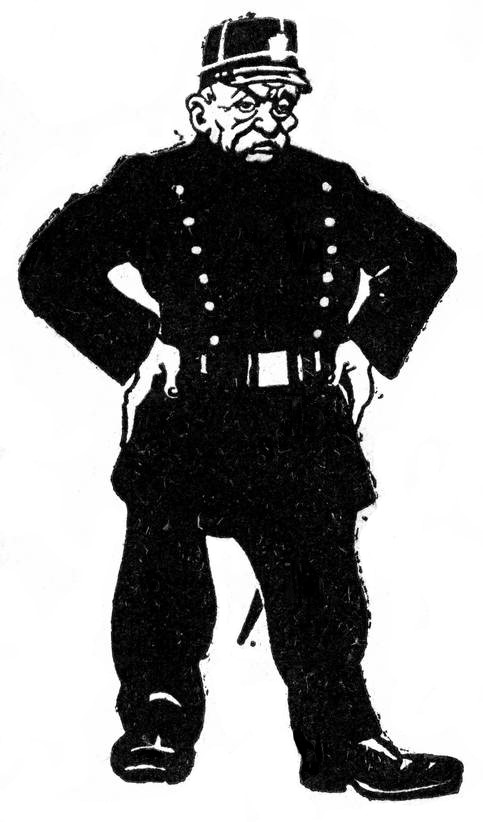
Clemenceau caricaturé en « première dame génisse de France » par Albert Guillaume dans Le Rire, 25 décembre 1906.

En mars 1906, Clemenceau ironise sur la nomination du radical Ferdinand Sarrien comme président du Conseil : « Ça, rien ? Mais c'est tout un programme ! ». Toutefois, Aristide Briand, qui doit encore négocier les inventaires de l'Église, préfère le compter avec lui plutôt que de subir ses attaques dans l'opposition, et subordonne sa participation au gouvernement à celle de Clemenceau. Ce dernier obtient l'Intérieur et se déclare alors comme « le premier des flics ». Au ministère, il calme d'abord le jeu sur la question des inventaires, mais c'est sur le terrain de la contestation sociale qu'il doit faire ses preuves. La France connaît alors une vague de grèves importantes et parfois quasi-insurrectionnelles, depuis que la CGT a entériné son orientation syndicaliste révolutionnaire avec la charte d'Amiens, tandis que l'union des socialistes au sein de la SFIO se fait sur une position anti-réformiste bourgeoise, malgré les hésitations de Jaurès.

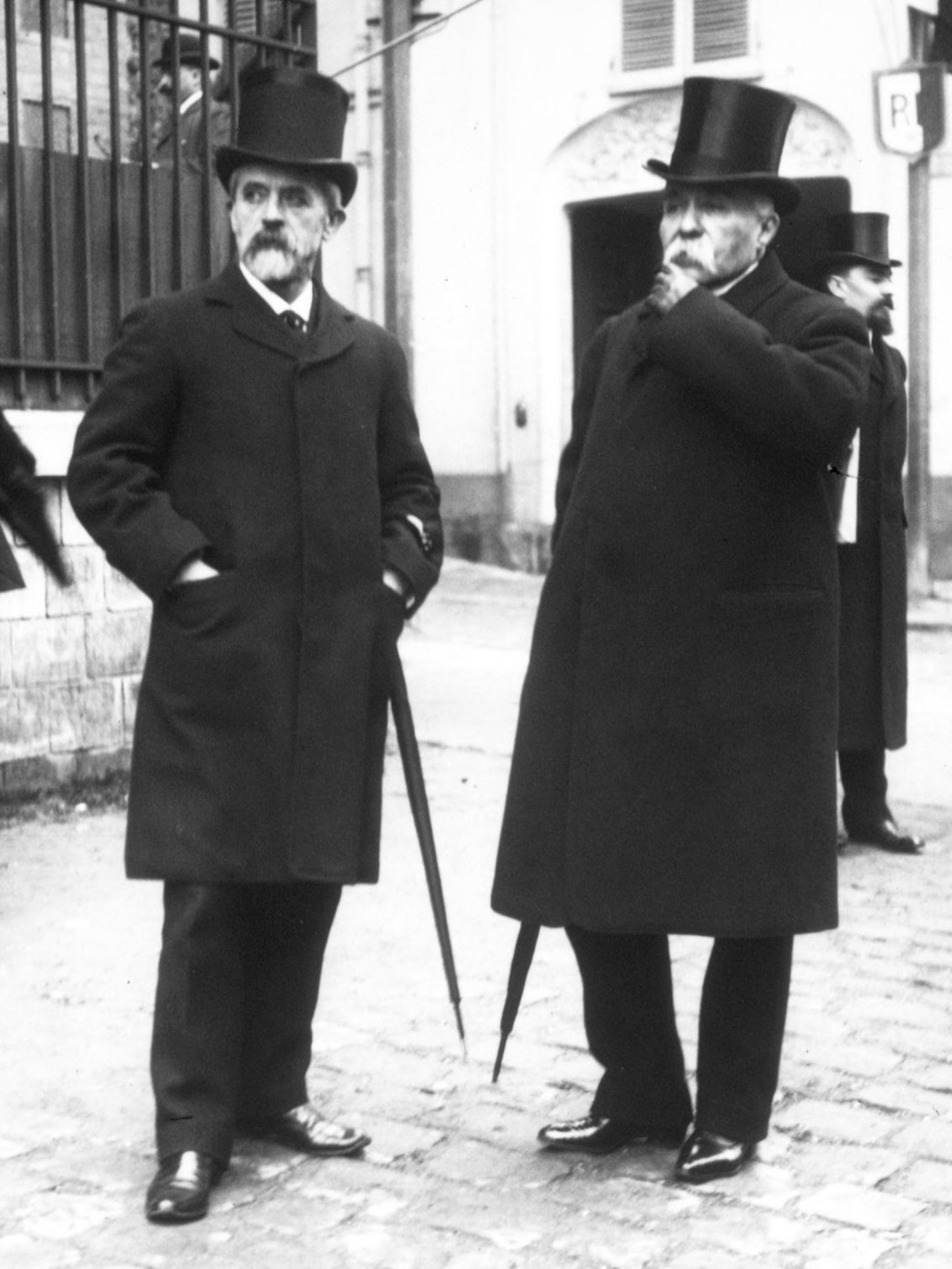
Louis Lépine, préfet de police, et Georges Clemenceau, ici en février 1908.

Confronté à la grève qui fait suite à la catastrophe de Courrières (près de 1 100 morts), il refuse d'envoyer la troupe de façon préventive, comme c'est l'usage, mais se rend à Lens dès le 17 mars et affirme aux grévistes que leur droit à faire grève sera respecté tant qu'aucune personne ni propriété ne sera menacée. Les grévistes s'échauffant, il se résout à envoyer la troupe le 20 mars. L'opinion républicaine et conservatrice se montre rassurée par sa fermeté, mais cette décision marque une première rupture entre Clemenceau et la gauche socialiste, révolutionnaire et syndicaliste,.
La grève se répand et atteint Paris, où les terrassiers, les postiers et d'autres corps de métier cessent le travail. L'Écho de Paris, qui relaie l'inquiétude des milieux conservateurs, publie une série d'articles sous le titre : « Vers la révolution ». À l'approche du 1er mai 1906, Clemenceau avertit Victor Griffuelhes, secrétaire général de la CGT, qu'il sera tenu responsable pour tout débordement, et fait arrêter préventivement plusieurs militants d'extrême-droite pour endiguer toute préparation de complot. Il fait venir 45 000 soldats dans la capitale, de sorte que la « fête du Travail », sous haute surveillance policière, se déroule dans le respect de l'ordre et de la propriété.

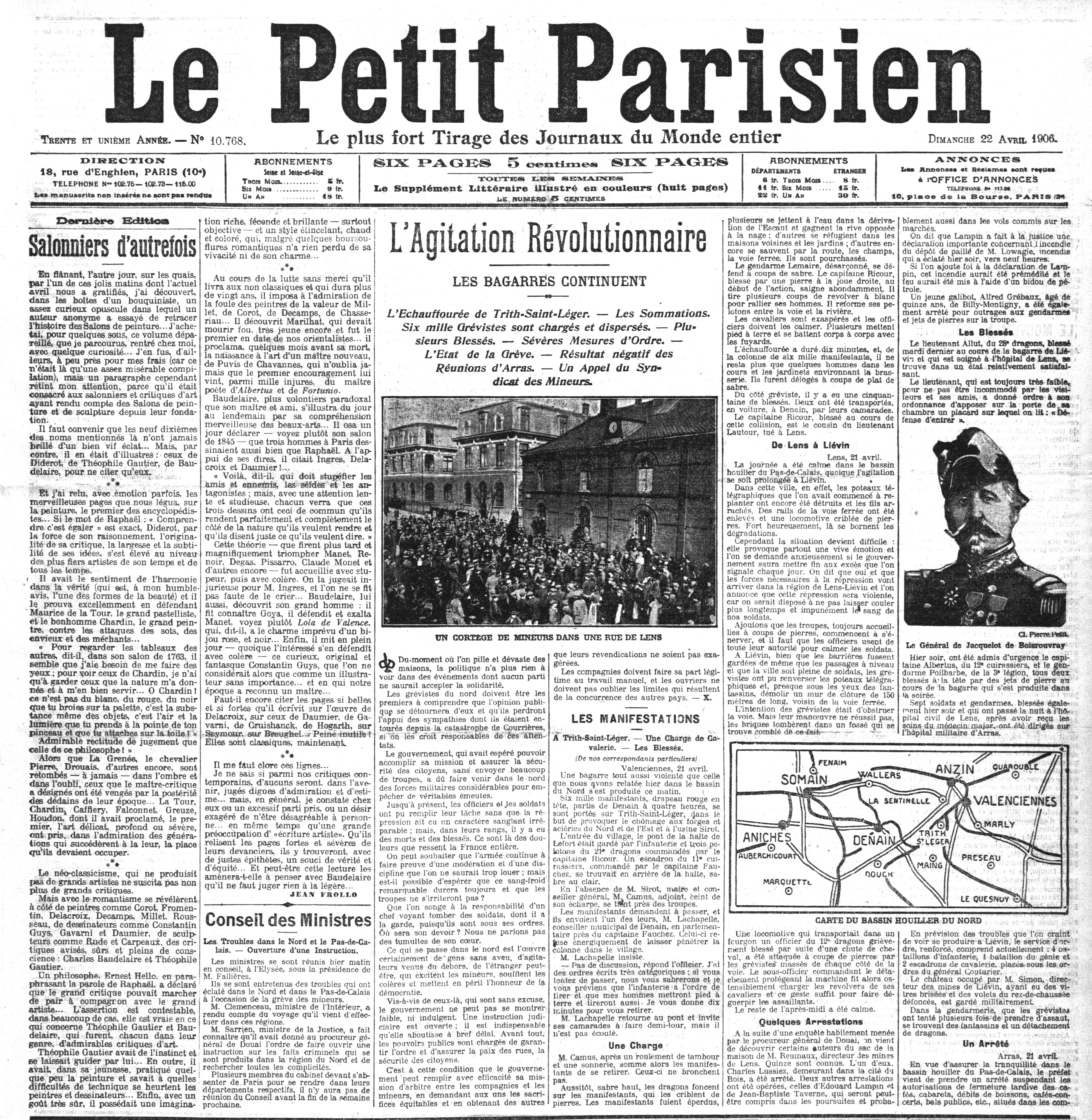
« L'agitation révolutionnaire. Les bagarres continuent », Le Petit Parisien, 22 avril 1906.
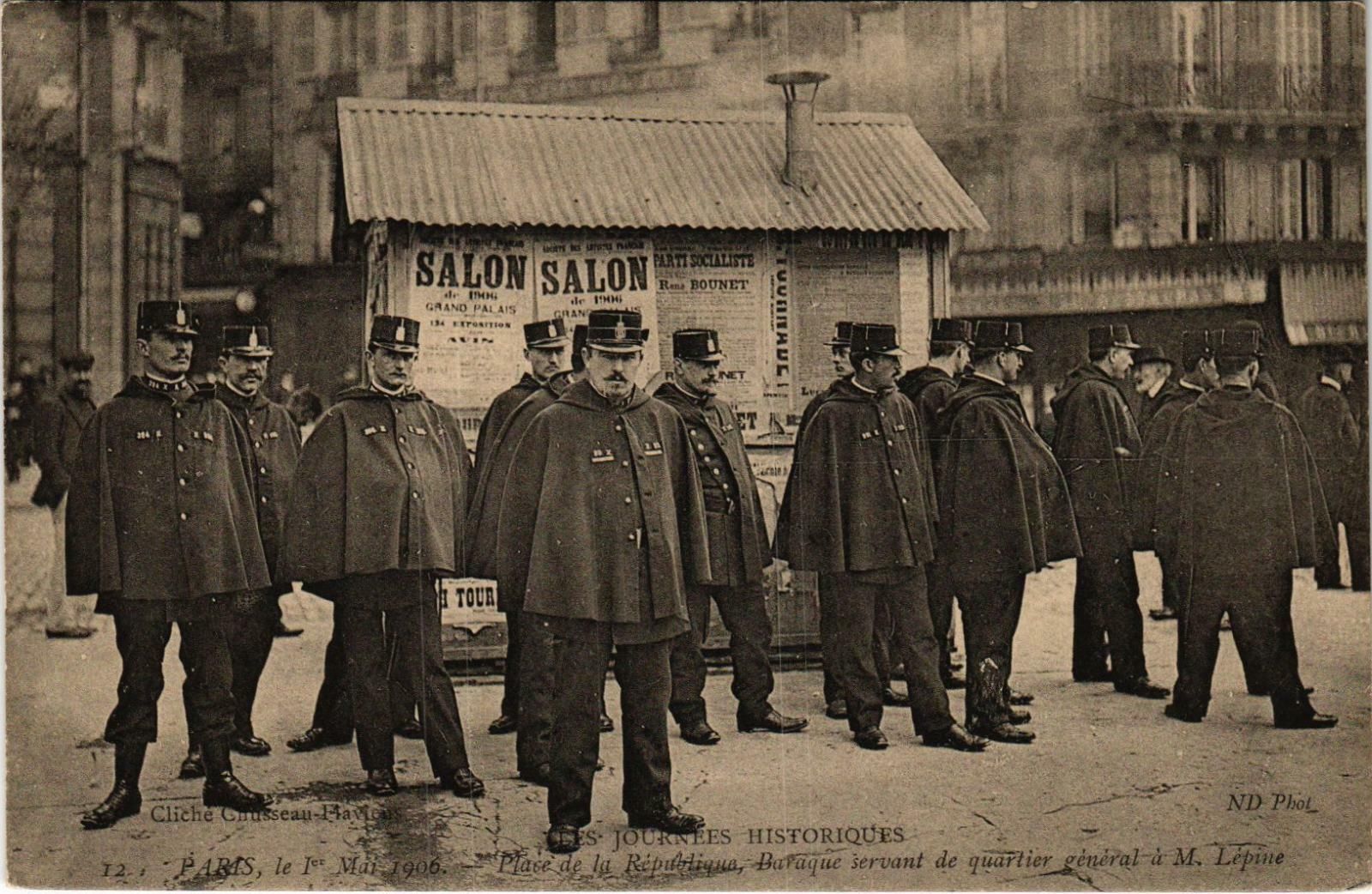
Policiers parisiens encadrant une baraque servant de quartier général au préfet Lépine lors de la manifestation du 1er mai 1906.
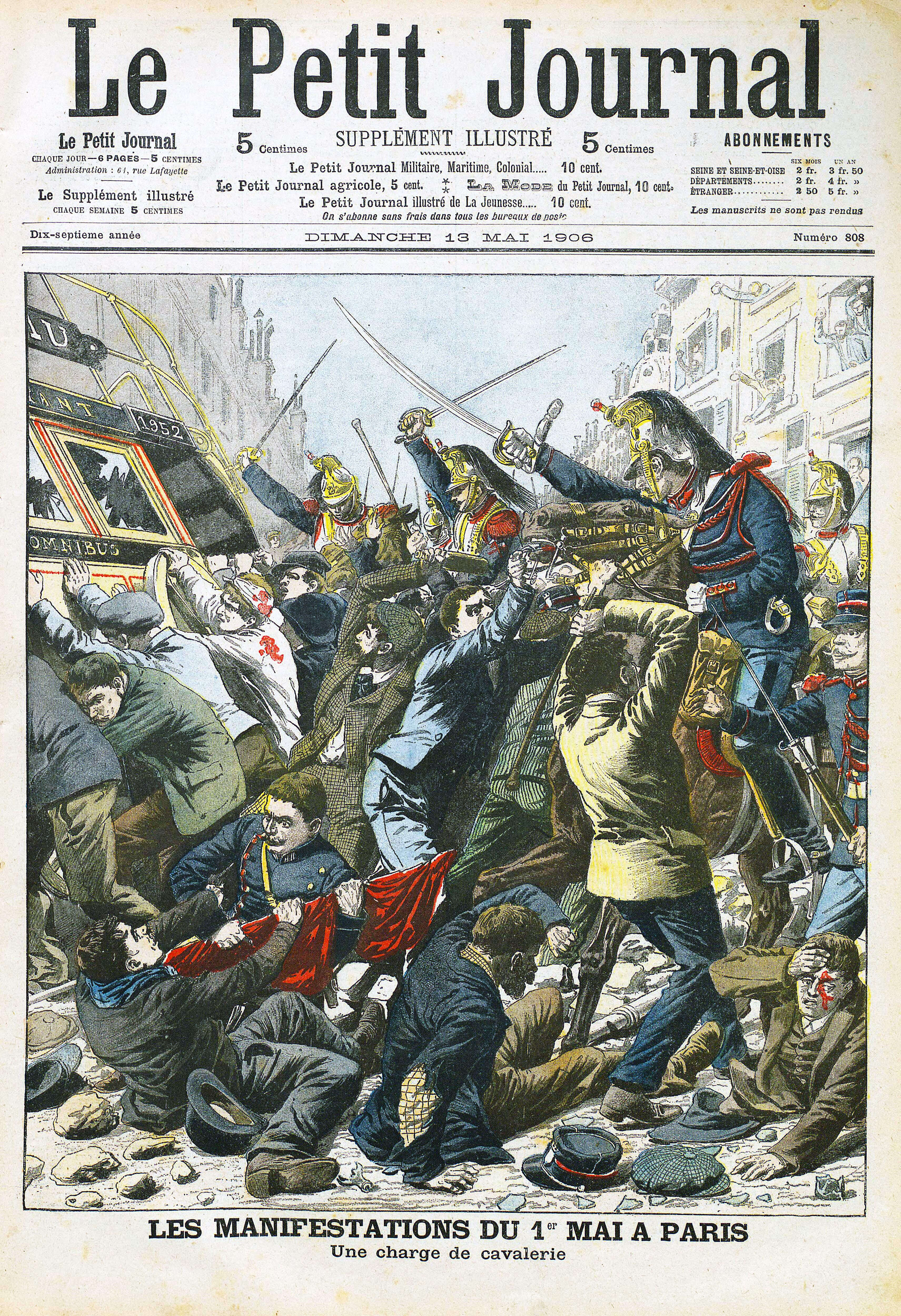
« Les manifestations du 1er mai à Paris. Une charge de cavalerie », Le Petit Journal, 13 mai 1906.

Les élections législatives qui se tiennent quelques semaines plus tard confirment la poussée socialiste mais les radicaux, les radicaux-socialistes et les républicains de gauche de l'Alliance démocratique peuvent constituer une majorité qui renouvelle sa confiance au gouvernement Sarrien. Cependant, le président du Conseil, malade, se retire le 18 octobre 1906, après avoir recommandé au président de la République Armand Fallières de nommer Clemenceau pour lui succéder.

#### Président du Conseil pour la première fois

##### Le cabinet Clemenceau et la question de la laïcité

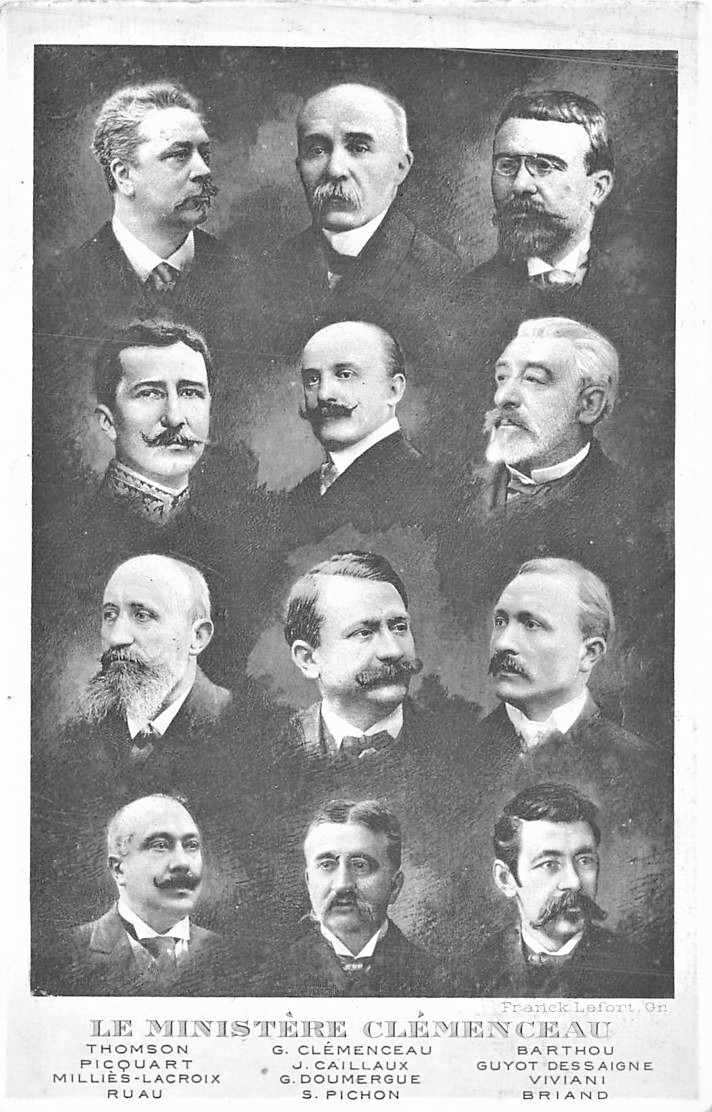
Le cabinet Clemenceau en 1906.

Georges Clemenceau accède à la présidence du Conseil le 25 octobre 1906, à 65 ans, et son mandat est l'un des plus longs de la Troisième République. Son cabinet comprend notamment le socialiste indépendant René Viviani, à la tête d'un ministère du Travail inédit, le général Picquart, qui avait dévoilé la supercherie accusant Alfred Dreyfus, comme ministre de la Guerre. Clemenceau conserve quant à lui le portefeuille de l'Intérieur.
Il dévoile son programme ministériel le 5 novembre 1906 devant la Chambre des députés, en énumérant dix-sept chantiers de réformes. Clemenceau vise à maintenir la paix avec l'Allemagne, tout en réformant l'armée afin de préparer la France à un éventuel conflit. Sur le plan social, il déclare vouloir accomplir la réalisation de la loi sur les retraites ouvrières, la loi sur les 10 heures, améliorer la loi Waldeck-Rousseau sur les syndicats, nationaliser la Compagnie des chemins de fer de l'Ouest en quasi-faillite, intervenir dans le contrôle de la sécurité dans les mines avec possibilité de rachat des compagnies houillères, et présenter un projet de loi sur l'impôt sur le revenu.

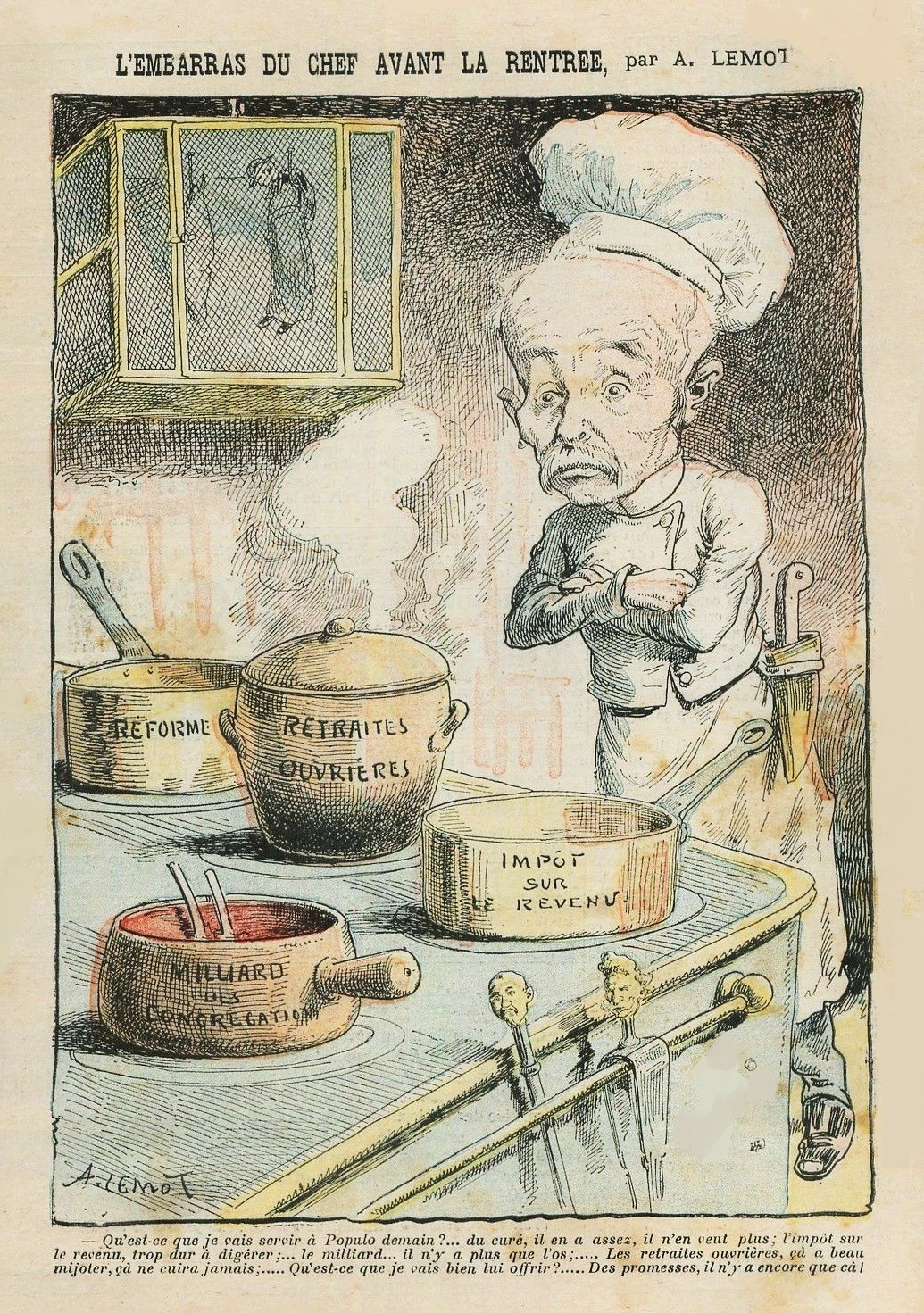
Clemenceau, président du Conseil, caricaturé par Achille Lemot dans le magazine catholique Le Pèlerin, 30 septembre 1906.

Le sujet prioritaire est toutefois l'application de la loi de séparation des Églises et de l'État, fermement condamnée par le pape Pie X dans l'encyclique Vehementer nos mais largement soutenu par l'opinion publique au vu du résultat des élections législatives. La question soulève de nouveaux débats, le Vatican faisant tout pour empêcher la formation des associations cultuelles, auxquelles sont censés être dévolus les biens de l'Église. Attaqué par Maurice Allard, le ministre de l'Éducation et des Cultes, Aristide Briand, que Clemenceau a maintenu à son poste, rétorque en rappelant que la loi de séparation est une loi d'apaisement, et que l'État laïc n'est pas antireligieux mais a-religieux. Si la loi n'est pas appliquée d'ici décembre 1907, Briand déclare qu'il s'appuierait sur la loi de 1881 sur les réunions publiques afin de maintenir la possibilité d'un exercice légal des cultes. Par circulaire du 1er décembre 1906, il précise qu'une déclaration annuelle doit suffire à cet exercice.
Le 11 décembre, le Conseil des ministres rappelle qu'en cas de non-déclaration (annuelle), les infractions seront constatées : l'intransigeance pontificale menace de créer un « délit de messe ». Mgr Carlo Montagnini, à la tête de la nonciature apostolique de la rue de l'Élysée, est expulsé sous l'accusation d'inciter au conflit. La perquisition de la Nonciature et la saisie de documents supposés compromettants pour l'Église aboutissent à l'ouverture d'une instruction mais l'apparition de certaines de ces lettres dans la presse, à l'initiative de Clemenceau — en dépit du secret de l'instruction — crée un scandale. Jaurès réclame l'ouverture d'une commission d'enquête : c'est l'affaire dite des « petits papiers ».
Après de nouveaux débats, la loi du 28 mars 1907 autorise les réunions publiques, sans distinction d'objet, et sans déclaration préalable. La position d'apaisement du gouvernement est confirmée par la loi du 13 avril 1908, qui considère les églises comme des propriétés communales et prévoit des mutualités ecclésiastiques. Ces mesures ne seront cependant acceptées par le Vatican qu'après la Première Guerre mondiale avec le compromis, élaboré par Pie XI et le gouvernement français, des « associations diocésaines ».

##### Le«briseur de grèves»

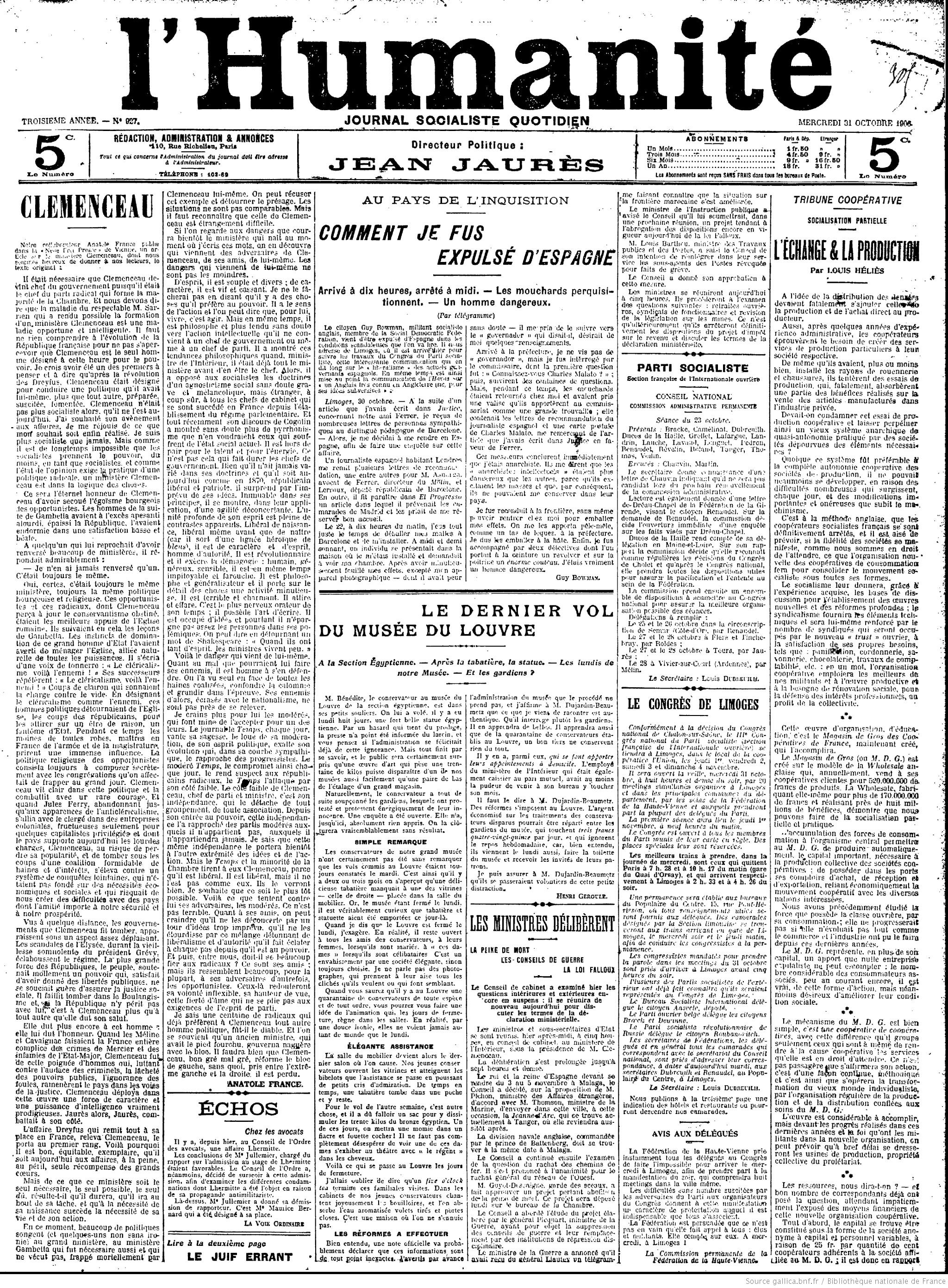
Portrait de Clemenceau par Anatole France dans L'Humanité du 31 octobre 1906.

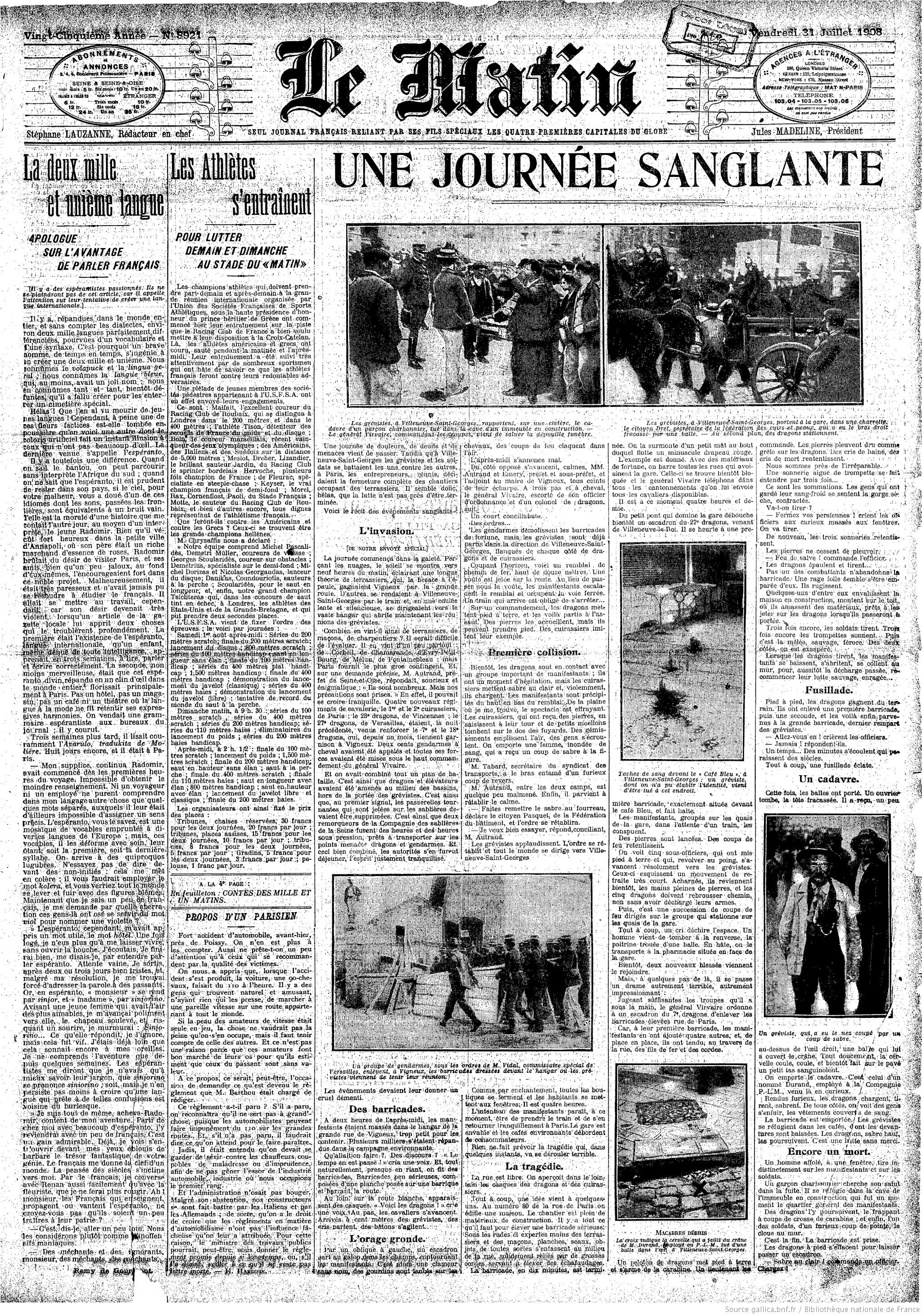
« Une journée sanglante », Le Matin du 31 juillet 1908.

L'historien Michel Winock relève un paradoxe dans la présidence de Clemenceau : « jamais chef de gouvernement ne fut plus à gauche depuis les débuts de la IIIe République, et c'est à lui cependant, responsable du maintien de l'ordre et de la police, que revint la tâche ingrate de faire face aux débordements des grèves et des manifestations de rue de plus en plus nombreuses et violentes ». Le président du Conseil explique lui-même sa situation : « Je déplore toujours qu'un gouvernement soit obligé d'employer la force. J'estime qu'il n'y a rien de si fâcheux ; pour ma part, je ne l'ai fait qu'à contrecœur. Mais il faut bien, cependant, que je sois capable de m'élever jusqu'à la hauteur du devoir qui m'est confié par la Chambre ! Il faut bien que je sois capable de prendre une responsabilité ».
Clemenceau renouvelle sa confiance au préfet de police Louis Lépine, alors que les deux hommes ne s'estiment guère au départ. Il conduit d'importantes réformes de la police, alors que la presse s'effraie des « Apaches », soutient la création de la police scientifique par Alphonse Bertillon et des brigades régionales mobiles (dites « Brigades du Tigre ») par Célestin Hennion, nommé à la tête de la nouvelle Sûreté générale,.
En mars 1907, une grève des électriciens éclate à Paris et Clemenceau convoque le génie militaire pour rétablir le courant, mais le principal conflit social du printemps 1907 est la révolte des vignerons du Languedoc, qui s'étend à l'ensemble de la population de la région et prend une tournure insurrectionnelle. Le 10 juin 1907, Ernest Ferroul, maire socialiste de Narbonne, démissionne avec l'appui des maires locaux. Les viticulteurs réclament des aides équivalentes à celles accordées aux betteraviers du nord. Des manifestants sont tués le 20 juin à Narbonne, la préfecture de Perpignan est incendiée, et le lendemain, le 17e régiment de ligne, appelé pour rétablir l'ordre, se mutine. Le 21 juin, la Chambre confirme son appui à Clemenceau qui reçoit deux jours plus tard le chef de file du mouvement Marcelin Albert. Le président du Conseil lui fait remettre 100 francs pour payer son billet de retour en train, ce qui discrédite Albert aux yeux de l'opinion. La grève s'essouffle et le 29 juin, la Chambre vote la loi revendiquée, qui fixe une surtaxe sur les sucres utilisés pour la chaptalisation.

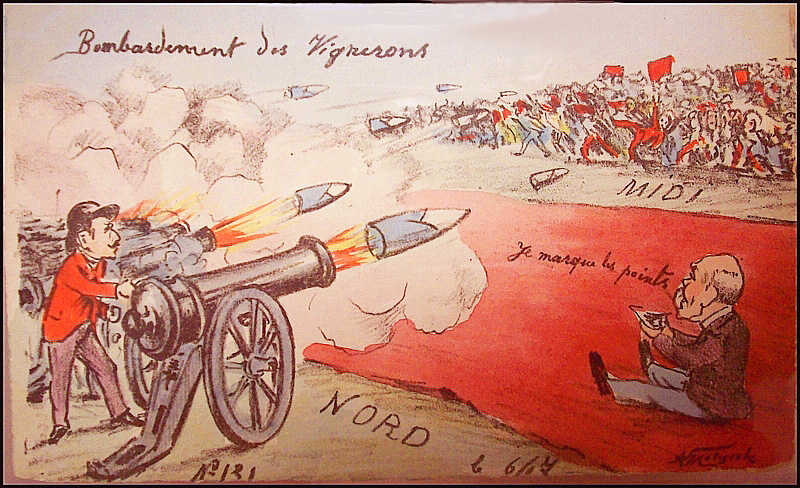
Caricature montrant Georges Clemenceau arbitrant le combat des viticulteurs du Midi contre les betteraviers du Nord.

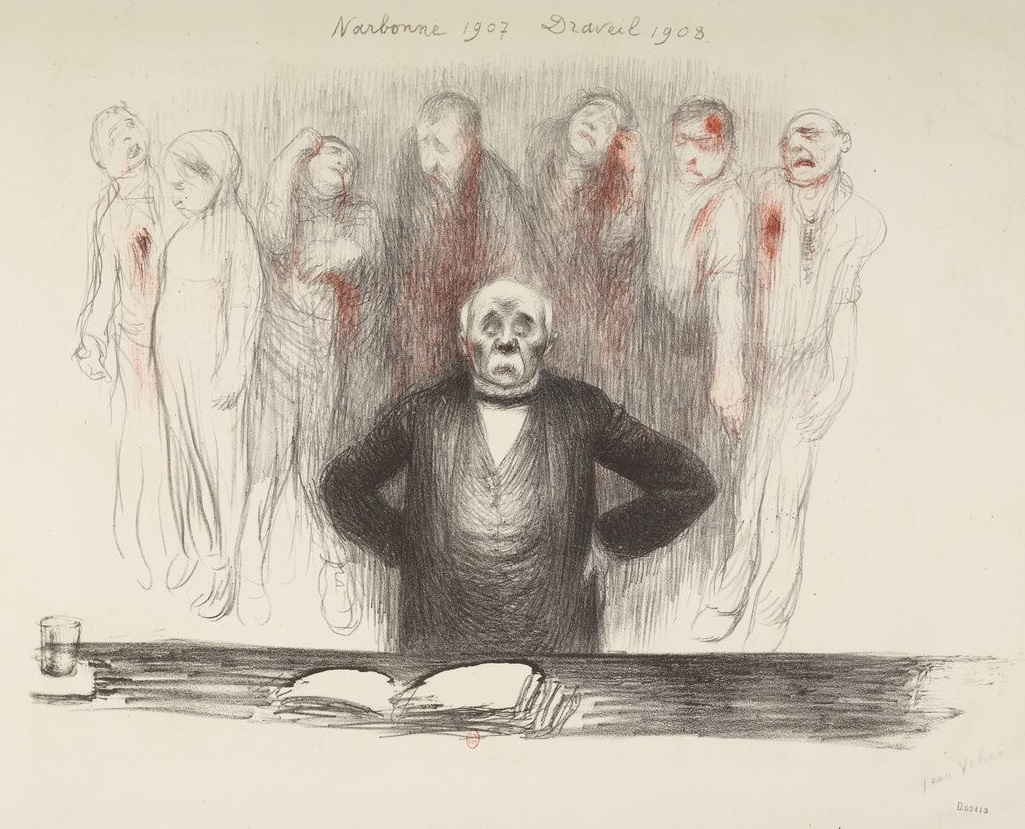
Caricature de Jean Veber évoquant les morts causées par la répression à Narbonne et Draveil sous le gouvernement Clemenceau (vers 1907-1908).

Les conflits se multiplient. En juillet 1907, deux grévistes sont tués à Raon-l'Étape et, l'année suivante, deux autres sont abattus le 2 juin à Vigneux. Le socialiste Édouard Vaillant accuse la « politique du gouvernement » d'être « responsable du meurtre », ce à quoi Clemenceau rétorque : « la Chambre […] dira si elle veut faire avec nous l'ordre légal pour les réformes contre la révolution ». Hormis les socialistes, la majorité le soutient. Il s'agit de la violence policière la plus grave depuis le début de la IIIe République, dans la mesure où les gendarmes ont tiré à bout portant dans une salle, sur des ouvriers désarmés et accompagnés de femmes et d'enfants.
Fin juillet, une nouvelle manifestation est prévue à Draveil où se presse une foule en armes agitée à la fois par des leaders socialistes révolutionnaires comme Gustave Hervé mais aussi par l'Action française de Charles Maurras qui espère une alliance provisoire entre l'extrême gauche et les royalistes pour renverser la République. Clemenceau procède alors à des arrestations massives dans les rangs de la CGT, malgré l'attitude conciliante de son secrétaire général Victor Griffuelhes. Des rumeurs insistantes font alors état d'un agent provocateur qui aurait été utilisé par Clemenceau pour exciter les débordements et dissoudre ensuite la CGT anarcho-syndicaliste qu'il abhorrait. Bien que l'existence d'un tel agent soit avérée, l'historien Jacques Julliard relativise son importance dans les événements.

##### Autres projets de réforme économiques et sociales
Aux yeux des syndicalistes et des socialistes, Georges Clemenceau est devenu « l'ennemi de la classe ouvrière ». Le style du « premier flic de France » l'amène à se brouiller durablement avec Jean Jaurès[réf. nécessaire].

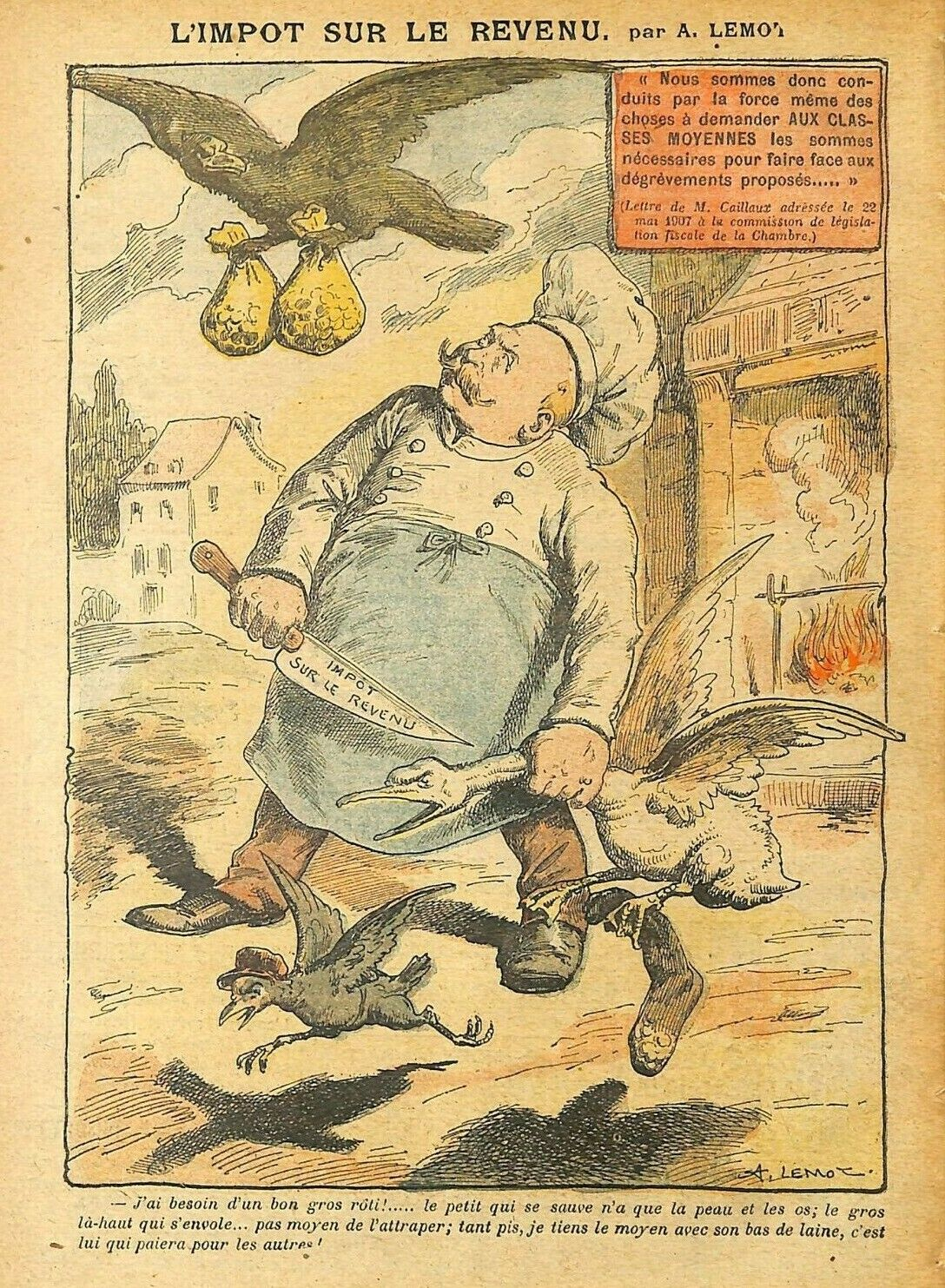
Joseph Caillaux et le projet législatif d'impôt sur le revenu caricaturés par Achille Lemot dans Le Pèlerin, 1907.

Mais le bilan du cabinet Clemenceau ne se résume pas à la seule répression. L'abolition de la peine de mort est mise à l'ordre du jour de la Chambre le 3 juillet 1908, à la suite d'une intervention de Joseph Reinach. Le gouvernement, dans le sillage de Clemenceau, y est favorable, de même que Jaurès et l'abbé Lemire. Le rapport de la commission parlementaire chargée de la réforme judiciaire recommande cependant son maintien, ce qui est approuvé le 8 décembre 1908 à la Chambre par une majorité rassemblant le centre et la droite catholique.
De même, le projet de loi sur l'impôt sur le revenu, présenté en février 1907 par le ministre des Finances Joseph Caillaux, est bloqué par le Sénat, de même que le projet de loi sur les retraites ouvrières. En revanche, la loi Ribot sur les habitations à bon marché (HBM) est votée en avril 1908, puis, en juillet 1909, la loi sur le bien de famille insaisissable, qui vise à protéger les paysans. Par ailleurs, Clemenceau s'engage pour obtenir le transfert des cendres d'Émile Zola au Panthéon, qui est effectif le 4 juin 1908.
Lors d'un débat à la Chambre en avril 1908, Clemenceau reconnaît que le train de réformes sociales qu'il avait préconisé est ralenti, mais il l'explique par la longueur des débats, les résistances du Sénat et l'urgence de certaines décisions. Il accuse par ailleurs les socialistes de faire obstacle aux réformes par leur nombre important d'interpellations : « depuis que le ministère est constitué, la Chambre a tenu 257 séances, sur lesquelles il y a eu 70 séances d'interpellations, c'est-à-dire plus du quart. Donnez-nous ces 70 séances, Monsieur Jaurès, et l'impôt sur le revenu est voté ».

##### Politique étrangère et coloniale

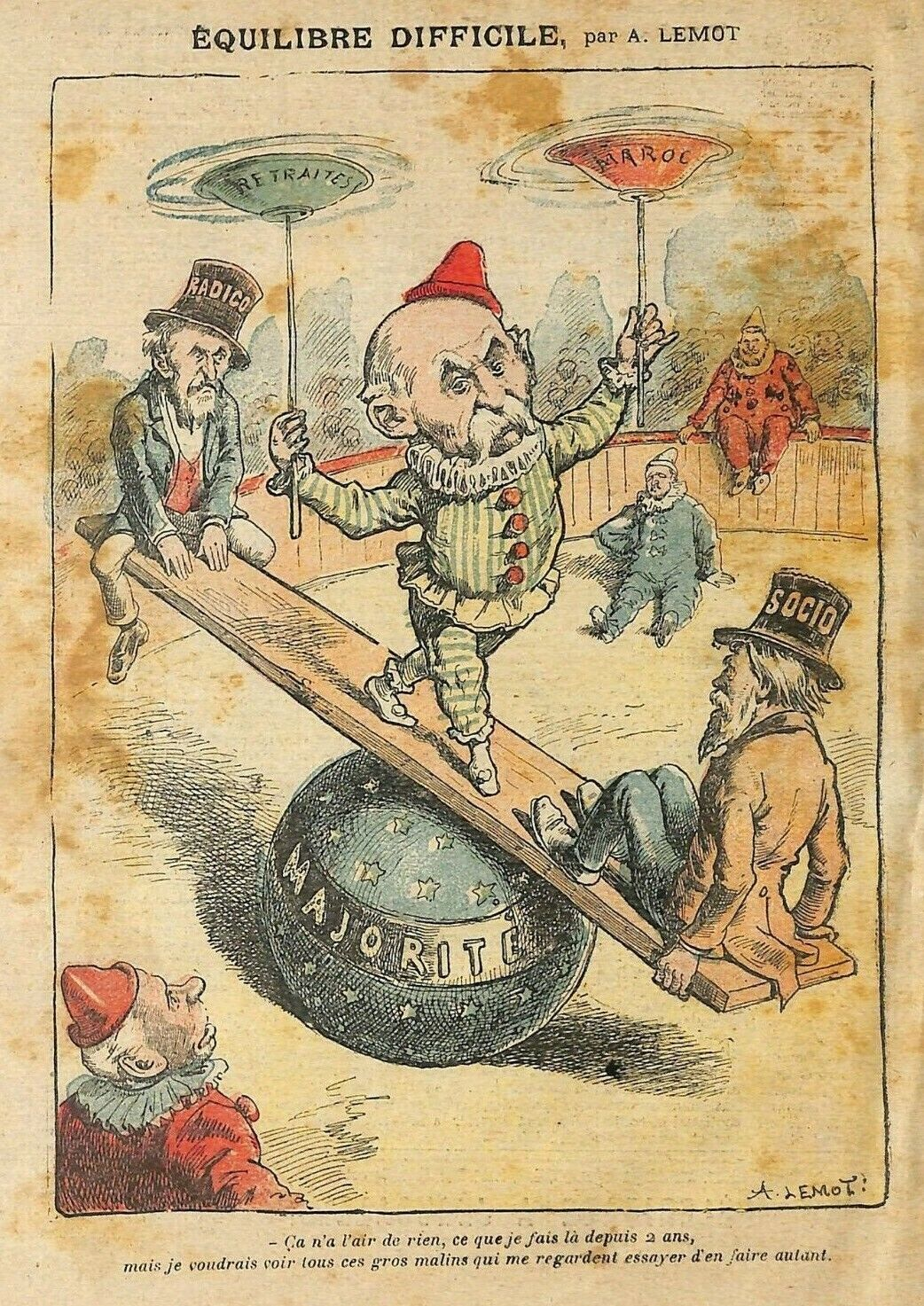
Exercice d'équilibriste de Clemenceau jonglant avec les troubles au Maroc et le projet de loi sur les retraites ouvrières, tout en maintenant sa majorité parlementaire. Caricature par Achille Lemot dans Le Pèlerin, 26 juillet 1908.

En politique extérieure, Clemenceau et son ministre des Affaires étrangères Stephen Pichon se soumettent aux résultats de la conférence d'Algésiras qu'ils sont tenus de faire respecter quel que soit l'avis du président du Conseil sur la question du Maroc et la politique coloniale de ses prédécesseurs. En mars 1907, un médecin français est assassiné au Maroc, sans réaction du sultan Abdelaziz ben Hassan. Clemenceau ordonne alors au général Lyautey d'occuper Oujda. Quelques mois plus tard, le 30 juillet, plusieurs ouvriers français et européens sont tués lors d'une émeute, ce qui conduit au bombardement de Casablanca.
Ces incidents marocains suscitent de nouvelles tensions avec l'Allemagne, d'autant plus qu'en septembre 1908, la désertion de soldats allemands de la Légion étrangère, protégés par le consulat allemand, finit par un arbitrage de la Cour de La Haye qui donne raison à la France le 22 mai 1909. Clemenceau cherche pourtant l'apaisement, et avant même que le verdict ne soit rendu, les négociations entre les deux pays aboutissement à une déclaration commune le 9 février dans laquelle la France s'engage à respecter la souveraineté du Maroc et l'égalité de traitement aux ressortissants allemands dans ce pays, tandis que l'Allemagne reconnaît la légitimité de la France à s'octroyer le maintien de l'ordre dans le pays.
Dans le même temps, Clemenceau propose une réforme qui vise à favoriser l'émancipation des musulmans d'Algérie en accordant par décret, le 24 septembre 1908, l'élection des conseillers généraux indigènes, jusque-là nommés par le gouverneur. En octobre 1908, une délégation des Jeunes Algériens vient réclamer la reconnaissance de l'ensemble des droits civils et politiques pour les Algériens dits évolués, ce que le président du Conseil semble prêt à accorder avant de se heurter à ce sujet aux Européens d'Algérie,.

##### Chute

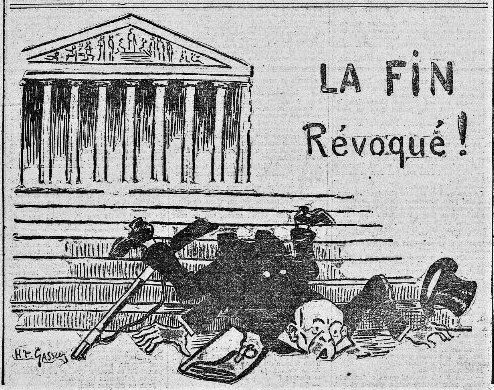
La chute du gouvernement Clemenceau caricaturée par Henri-Paul Deyvaux-Gassier dans L'Humanité, le 22 juillet 1909.

Le 20 juillet 1909, Clemenceau se refuse à répondre à des questions d'ordre technique posées par son rival Théophile Delcassé, président de la commission d'enquête parlementaire sur la Marine, qui avait obtenu l'année précédente la démission du ministre Gaston Thomson. Furieux, Clemenceau attaque violemment Delcassé sur son rôle en tant que ministre lors de la crise de Tanger en 1905, et révèle à la Chambre que les ministres de la Guerre et de la Marine d'alors considéraient que la France n'était pas prête à la guerre, ce qui équivaut à la révélation d'informations confidentielles de l'ordre du secret défense. L'ordre du jour qu'il propose est repoussé par 212 voix contre 176, dans la mesure où de nombreux députés de la majorité sont absents pour congé et rentrés dans leurs circonscriptions alors que la session parlementaire touche à sa fin. Clemenceau démissionne aussitôt de la présidence du Conseil.
Sa chute satisfait tout autant la droite que ses adversaires socialistes. Dans L'Humanité, qui titre au lendemain de la séance « La fin d'une dictature », Jaurès assure que Clemenceau a cédé « à l'impulsivité qui est le fond de sa nature. Et dans l'âpre souci de piétiner son contradicteur, de l'écraser, il marchait sans y prendre garde sur la France elle-même ».

### Retour sur les bancs parlementaires

#### Période de retrait et séjour en Amérique latine
Après sa démission, Georges Clemenceau prend les eaux comme chaque été dans la station thermale de Carlsbad, puis se rend au Mont-Dore pour soigner une affection des bronches. Il séjourne plus régulièrement dans sa maison de campagne de Bernouville, acquise en 1908, où il s'adonne à la pêche et au jardinage, tout en fréquentant son ami Claude Monet qui réside à Giverny, les deux communes étant peu éloignées. Clemenceau accepte même de siéger au conseil de municipal de Bernouville en 1912, avant de démissionner l'année suivante en raison d'un désaccord avec le maire. Les années 1909 à 1912 constituent donc une période d'accalmie dans la carrière de l'homme politique. Le 10 avril 1910, il lance un nouveau quotidien régional, Le Journal du Var.
Le 30 juin suivant, Clemenceau embarque à Gênes sur le paquebot Regina Elena pour effectuer une tournée de conférences très lucratives en Amérique latine sur le thème de la démocratie. Il séjourne en Argentine, en Uruguay puis au Brésil. De janvier à avril 1911, L'Illustration publie une série de treize articles constituant les « Notes de Voyage » de Clemenceau, dans lesquels l'auteur livre une véritable radiographie de la société latino-américaine. Aux États-Unis, le New York Times diffuse lui aussi ces articles.
De retour en Europe, Clemenceau comparaît devant une commission d'enquête parlementaire dans le cadre de l'« affaire Rochette », pour laquelle il lui est reproché d'avoir réglé ses propres comptes avec un industriel pendant qu'il était président du Conseil. Il est finalement blanchi, tout comme le préfet Lépine, lui aussi mis en cause. En 1912, il est hospitalisé en urgence et doit subir une opération risquée de la prostate, dont il sort en meilleure forme. Dans les mois qui suivent, il soutient la candidature de Jules Pams à l'élection présidentielle de janvier 1913, non par affinité ou adhésion, mais pour éviter l'élection de Raymond Poincaré, alors président du Conseil et ennemi déclaré de Clemenceau. Avant le scrutin officiel, les parlementaires du groupe républicain, à l'exception des modérés et des socialistes, se réunissent pour désigner leur candidat. Pams devance Poincaré avec 323 voix contre 309 voix, mais ce dernier refuse de retirer sa candidature comme le voudrait l'usage, malgré l'insistance de Clemenceau et Émile Combes, délégués pour le lui demander. Lors de l'élection du 17 janvier, Raymond Poincaré est finalement élu président de la République grâce au soutien des élus de droite.
En mars 1913, fidèle à sa réputation de « tombeur de ministères », Clemenceau fait chuter le gouvernement d'Aristide Briand qui envisageait une réforme électorale pour abandonner le scrutin d'arrondissement au profit du scrutin proportionnel. En tant que président de la commission sénatoriale chargée d'examiner ce projet de loi, voté par la Chambre le 10 juillet 1912, Clemenceau défend le système majoritaire, qui assure selon lui la continuité du régime républicain depuis quarante ans. Dans son sillage, le Sénat rejette le projet de loi par 161 voix contre 128. Briand démissionne, cédant la place à Louis Barthou.

#### L'Homme libreet débuts de la Grande Guerre

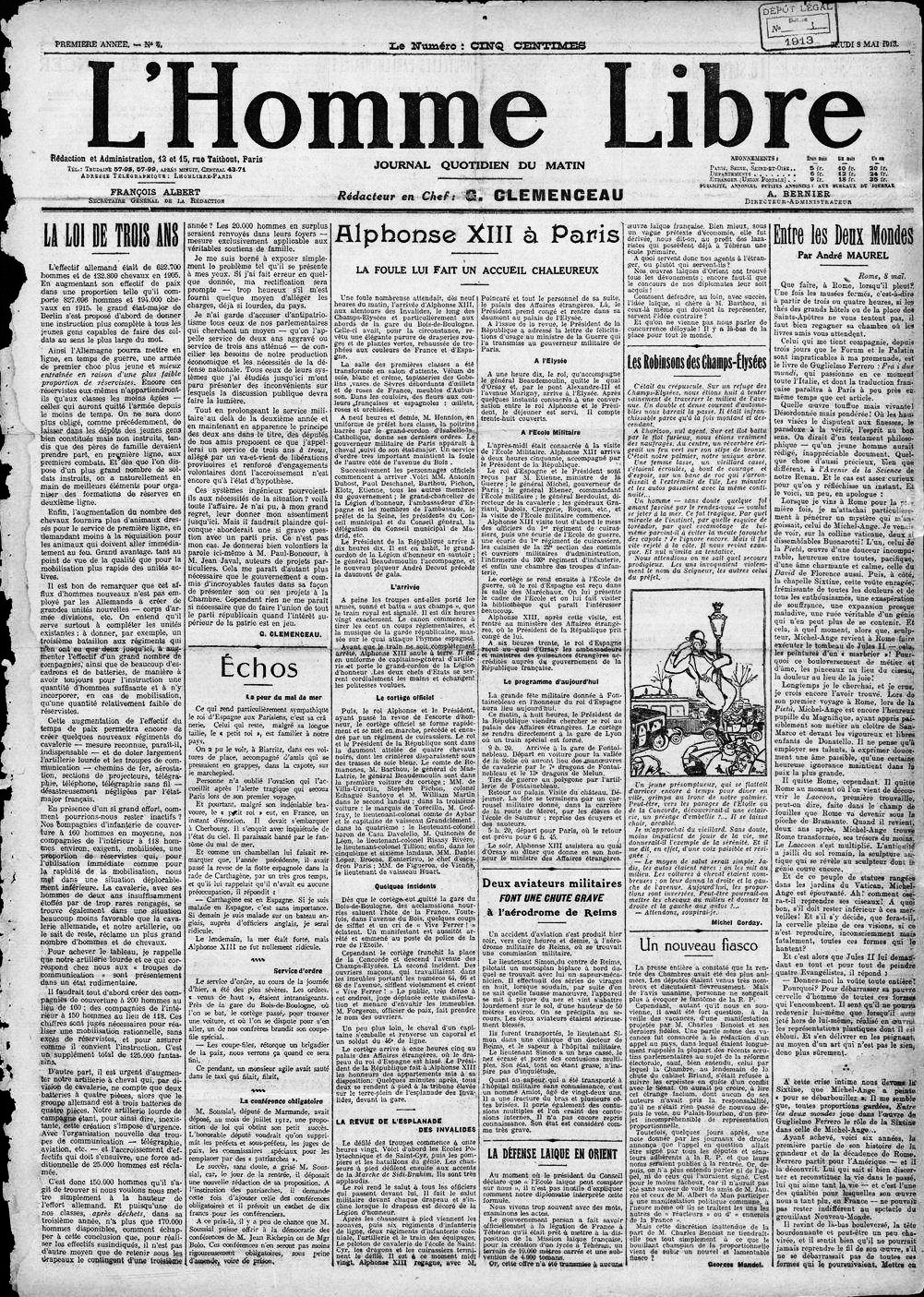
L'Homme libre du 8 mai 1913.

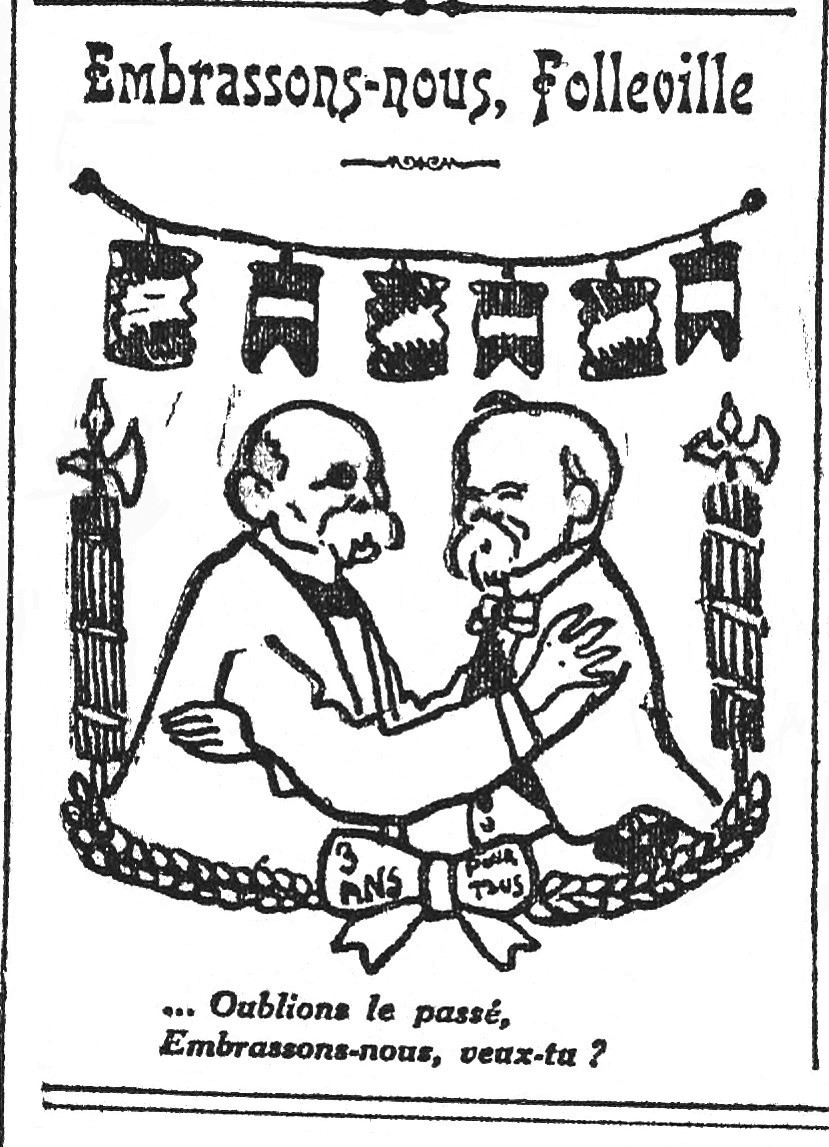
« Embrassons-nous, Folleville ! »
Caricature de L'Humanité publiée le 27 mai 1913, montrant Clemenceau et le président de la République Poincaré réconciliés dans un soutien commun à la loi des Trois ans.

Georges Clemenceau fonde un nouveau quotidien, L'Homme libre, journal édité à Paris dans des locaux de la rue Taitbout dont le premier numéro paraît le 5 mai 1913. Il y publie chaque jour son éditorial et ne cesse d'avertir ses lecteurs du danger que constitue l'Allemagne. Il défend avec ardeur la loi des Trois ans, qui accroît la durée du service militaire et qui est votée le 19 juillet 1913 avec l'appui de la droite contre les deux-tiers des députés radicaux-socialistes. Cette prise de position marque un premier rapprochement avec le président de la République Raymond Poincaré.
Lorsque la Première Guerre mondiale éclate à la fin du mois de juillet 1914, Clemenceau affiche sa détermination. À ses yeux, l'Allemagne est l'agresseur et il n'y a d'autre issue pour la France que de sortir victorieuse d'un conflit qu'elle n'a pas voulu et qui achèverait de la mettre à terre après l'humiliation subie en 1870 et l'annexion des provinces perdues. Dans L'Homme libre le 5 août, il appelle à la mobilisation de toutes les énergies : « La parole est au canon […] Et maintenant, aux armes ! Tous. J'en ai vu pleurer, qui ne seront pas des premières rencontres. Le tour viendra de tous. Il n'y aura pas un enfant de notre sol qui ne soit pas de l'énorme bataille. Mourir n'est rien. Il faut vaincre ». Le 26 août suivant, il refuse la proposition d'Aristide Briand d'entrer dans le cabinet Viviani car il ne veut accepter aucun autre rôle que celui de président du Conseil.
Bien que Clemenceau adhère à « l'union sacrée » voulue par Poincaré, il ne renonce pas aux critiques et dénonce les mauvais choix du gouvernement tout autant qu'il s'oppose au défaitisme ou au pacifisme. Il s'attaque notamment au ministre de l'Intérieur Louis Malvy qu'il accuse de complaisance avec les révolutionnaires et à qui il reproche de n'avoir pas arrêté les militants fichés au « carnet B ». Après qu'il a dénoncé les insuffisances du service sanitaire aux armées, qui fait voyager les blessés dans les mêmes wagons que des chevaux atteints du tétanos, son journal est suspendu par Malvy du 29 septembre au 7 octobre 1914, en application de la loi du 4 août qui réprime les « indiscrétions de la presse en temps de guerre ». Le journal reparaît pourtant le 30 septembre sous un nouveau titre L'Homme enchaîné. Immédiatement saisi, il reparaît sous ce nouveau nom à compter du 8 octobre. Lorsque son journal est de nouveau suspendu temporairement en août 1915, il transmet à ses proches et à ses collègues du Parlement les articles qu'il continue d'écrire sans pouvoir les publier.
Dans les années qui suivent, Clemenceau s'emploie à critiquer l'inefficacité du gouvernement et l'insuffisance des informations qu'il transmet. En tant que membre, et bientôt président, de la commission sénatoriale de l'Armée, Clemenceau effectue de nombreuses visites au front. Il affirme la légitimité du contrôle du Parlement sur les actes du gouvernement et la conduite de la guerre : « Il n'est bon pour personne de n'être pas contrôlé, critiqué ; cela n'est que trop vrai, même et surtout du haut commandement militaire ». Il siège au sein des comités secrets du Sénat réunis à partir de juin 1916, alors que la bataille de Verdun fait rage. Le 9 juillet, il fait partie avec son ami Stephen Pichon des six sénateurs qui refusent de voter la confiance au gouvernement Briand. Au lendemain d'une nouvelle réunion du comité secret, il présente au Sénat, le 24 décembre 1916, un ordre du jour refusant la confiance à Briand, mais celle-ci est renouvelée par l'Assemblée par 194 voix contre 60.
Le 22 juillet 1917, lors d'une interpellation au Sénat concernant l'offensive du général Nivelle au Chemin des Dames, Clemenceau fait pendant deux heures et demie une critique acharnée du ministre Malvy. Son discours, longuement applaudi et salué par ses collègues, est reproduit en plusieurs éditions dans L'Homme enchaîné du 23 juillet puis diffusé en brochure sous le titre L'Antipatriotisme au Sénat. Malvy démissionne un peu plus tard, ce qui entraîne la chute du cabinet Ribot le 7 septembre 1917), remplacé par le cabinet Painlevé.

### Président du Conseil pour la seconde fois

#### «Père la Victoire»

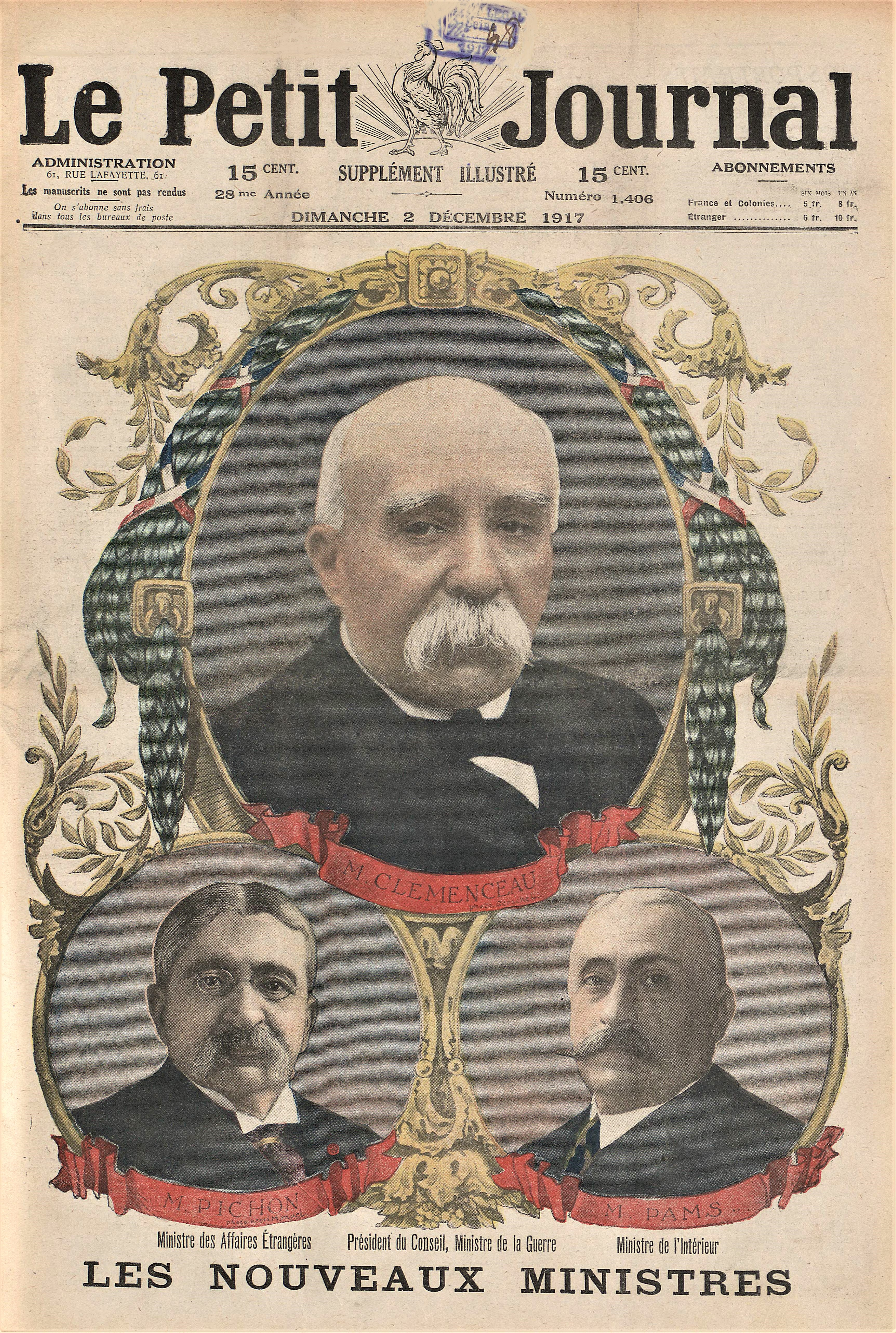
Clemenceau, président du Conseil et ministre de la Guerre ; Stephen Pichon, ministre des Affaires étrangères ; Jules Pams, ministre de l'Intérieur (Le Petit Journal, 2 décembre 1917).

L'Homme enchaîné garde son nom jusqu'à l'accession de Clemenceau à la présidence du Conseil, le 16 novembre 1917. Le 13 novembre en effet, le gouvernement Paul Painlevé tombe et le président Poincaré doit rapidement lui trouver un successeur. Il aurait eu alors à choisir entre Joseph Caillaux et Clemenceau. Bien qu'il n'aime guère Clemenceau, il préfère celui-ci, favorable à une victoire militaire et dont la force morale l'impressionne, plutôt que Caillaux, partisan d'une paix de compromis, mais accusé d'intriguer contre la France en faveur de l'Allemagne. Dès janvier 1917, Charles Ier d'Autriche avait entamé des pourparlers de paix secrets avec Poincaré, qui se montre enthousiaste et prêt à faire des concessions (colonies et avantages commerciaux) à l'Allemagne. Clemenceau, belliciste souhaitant la guerre jusqu'au bout, refuse cette paix négociée, prétextant que c'est un piège tendu par l'Allemagne.
À 76 ans, Georges Clemenceau devient ainsi à nouveau président du Conseil, malgré l'opposition d'Briand et des socialistes (Marcel Sembat affirme à Poincaré que sa nomination susciterait un soulèvement immédiat). Hormis la presse socialiste, les journaux acclament sa nomination, jusqu'au New York Times, dithyrambique.
Son gouvernement est essentiellement composé de proches et de figures qui s'effacent derrière lui : Stephen Pichon aux Affaires étrangères, Jules Pams à l'Intérieur, Georges Leygues à la Marine, Louis Loucheur à l'Armement. Son fidèle collaborateur Georges Mandel devient chef de cabinet et Jules Jeanneney sous-secrétaire d'État à la présidence ; dans son cabinet se trouve aussi Georges Wormser, son futur biographe. En novembre 1919, il fait entrer André Tardieu au gouvernement ; celui-ci reste un ami proche jusqu'à son entrée dans le gouvernement Poincaré dans les années 1920. Lui-même se réserve le portefeuille de la Guerre (« La Guerre ! C'est une chose trop grave pour la confier à des militaires ! », avait-il dit en 1887 lors de l'affaire Schnæbelé). Il s'y adjoint les services du général Henri Mordacq, qui devient son chef de cabinet militaire et véritable bras droit pour les questions militaires.

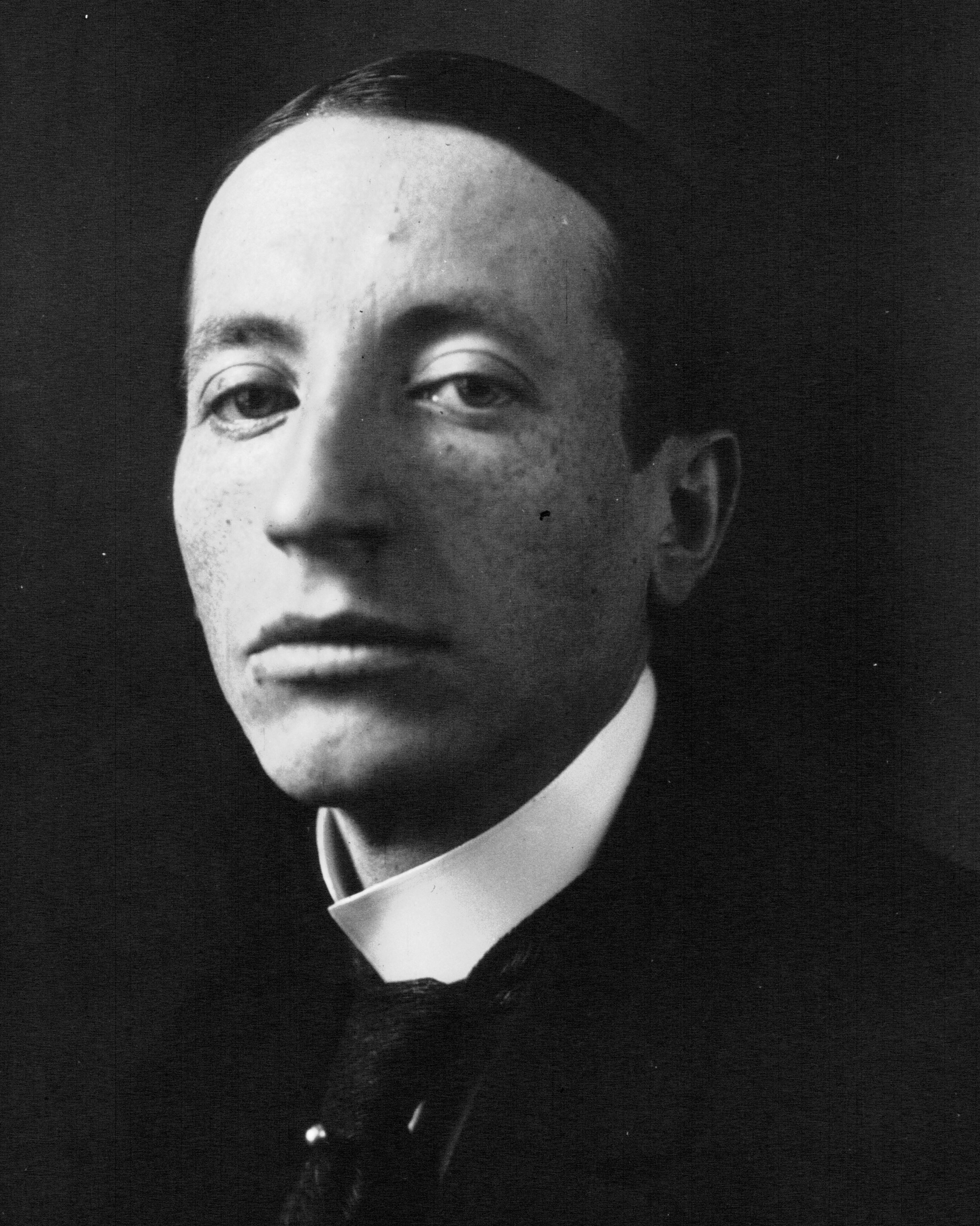
Georges Mandel, chef du cabinet civil du président du Conseil.
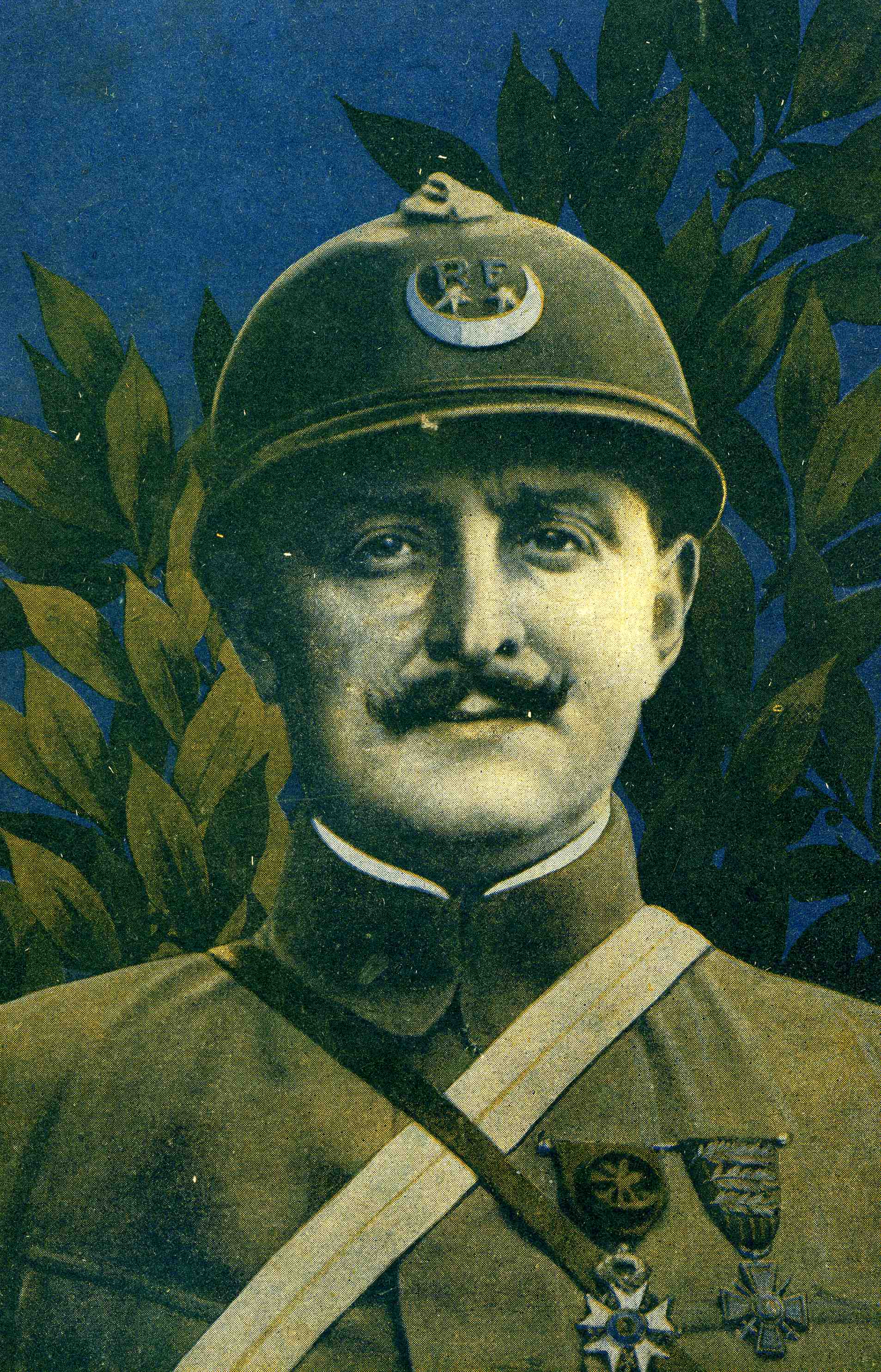
Le général Henri Mordacq, chef du cabinet militaire.
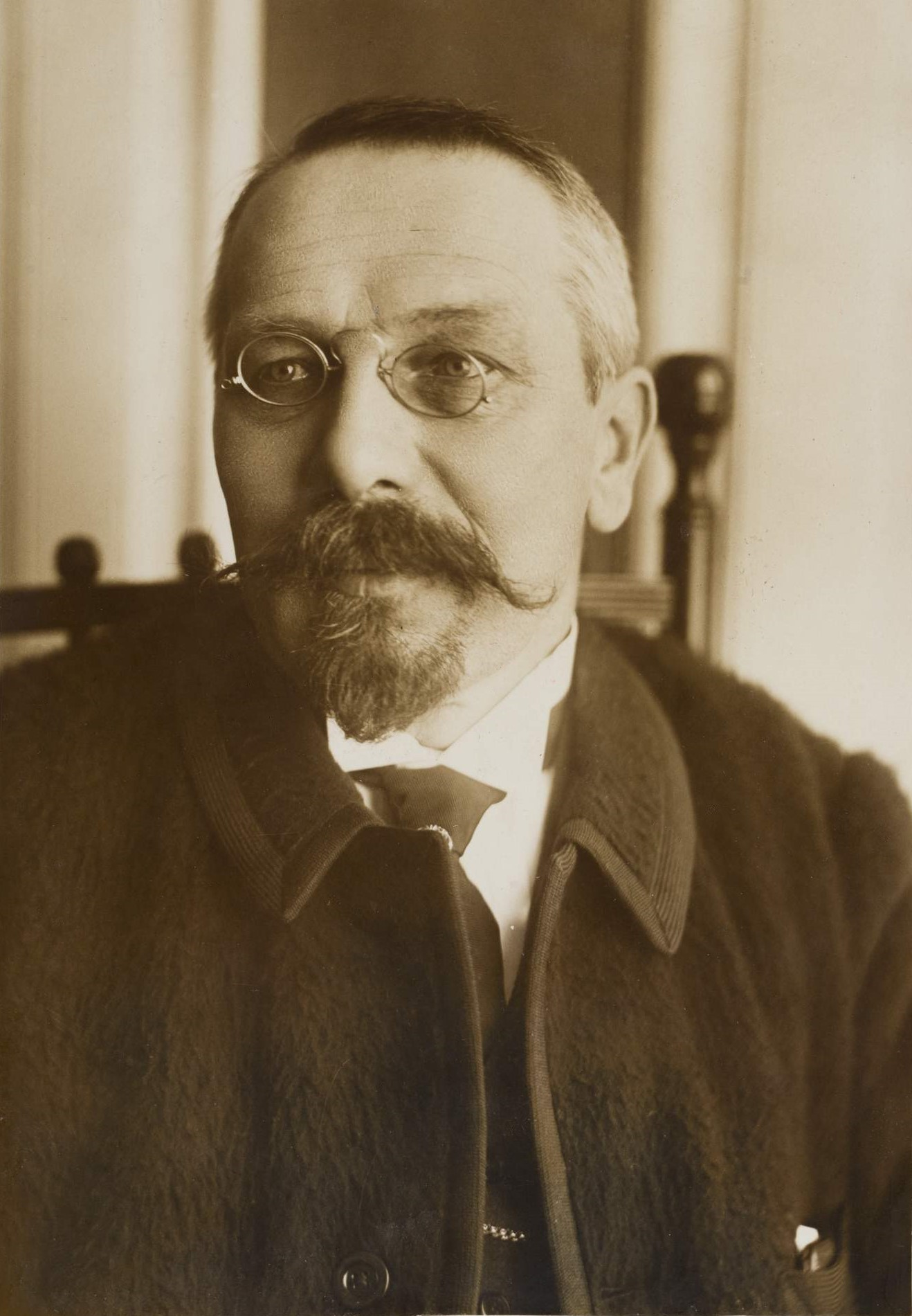
Jules Jeanneney, sous-secrétaire d’État à la Présidence du Conseil et à la Guerre.
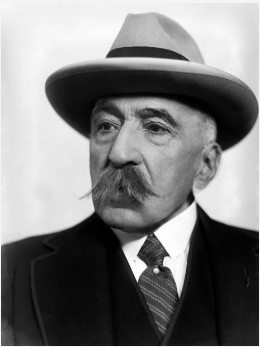
Georges Leygues, ministre de la Marine.
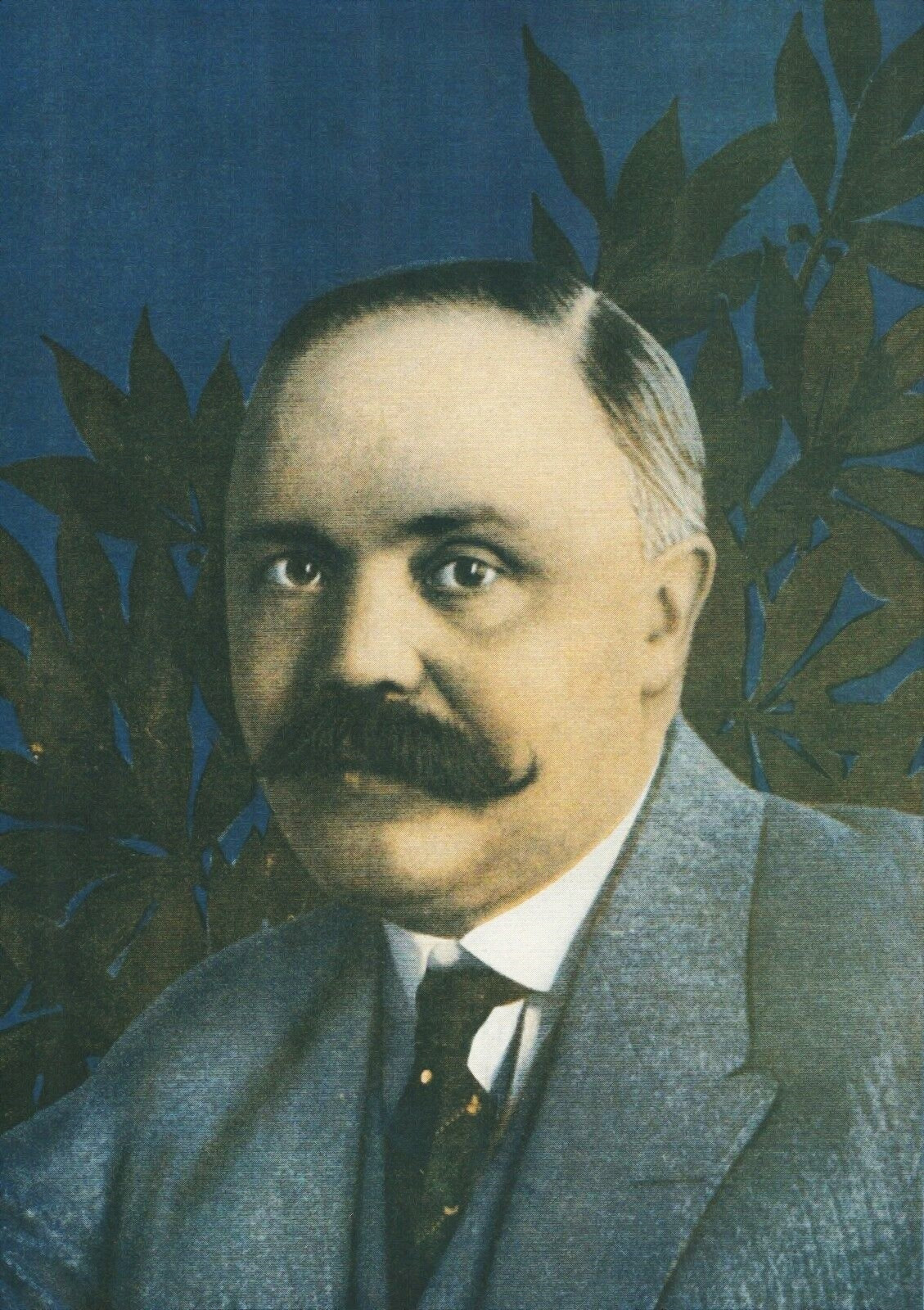
Louis Loucheur, ministre de l'Armement et des Fabrications de guerre.

Le 20 novembre 1917, il annonce à la Chambre son programme de gouvernement : « Vaincre pour être juste, voilà le mot d'ordre de tous nos gouvernements depuis le début de la guerre. Ce programme à ciel ouvert, nous le maintiendrons ». Il rend hommage aux « poilus » comme au courage de l'arrière : « ces silencieux soldats de l'usine, sourds aux suggestions mauvaises », « ces vieux paysans courbés sur leurs terres », « les robustes femmes de l'arrière » et « ces enfants qui leur apportent l'aide d'une faiblesse grave ». Mais il affirme également la fin des « campagnes pacifistes » : « Ni trahison, ni demi-trahison : la guerre ! ». Il précise toutefois : « Nous sommes sous votre contrôle. La question de confiance sera toujours posée ». Il est acclamé. Seuls les socialistes lui refusent la confiance ; le lendemain, La Lanterne de Marcel Sembat écrit : « Depuis le début de la guerre, on n'a rien entendu d'aussi vide ! ».
Il restaure la confiance, mettant tout en œuvre pour que la République soutienne le choc de cette guerre (Guillaume II prédisait justement le contraire, assurant que les démocraties — France et Royaume-Uni — s'effondreraient d'elles-mêmes si la guerre devait durer). Il s'attache d'abord à épurer l'administration, révoquant le préfet de police et le préfet de la Seine, ainsi que nombre de fonctionnaires jugés incompétents.
En matière de politique intérieure, Georges Clemenceau s'emploie à mater énergiquement toute tentative de révolte, de mutinerie ou de grève dans les usines. Il mène également une lutte énergique pour le soutien du moral des troupes. Pour ce faire, il pourchasse les pacifistes, les défaitistes, les « embusqués » (pour soutenir le moral des troupes) et fait également pression sur la presse favorable à ces mouvements sans pour autant utiliser la censure.

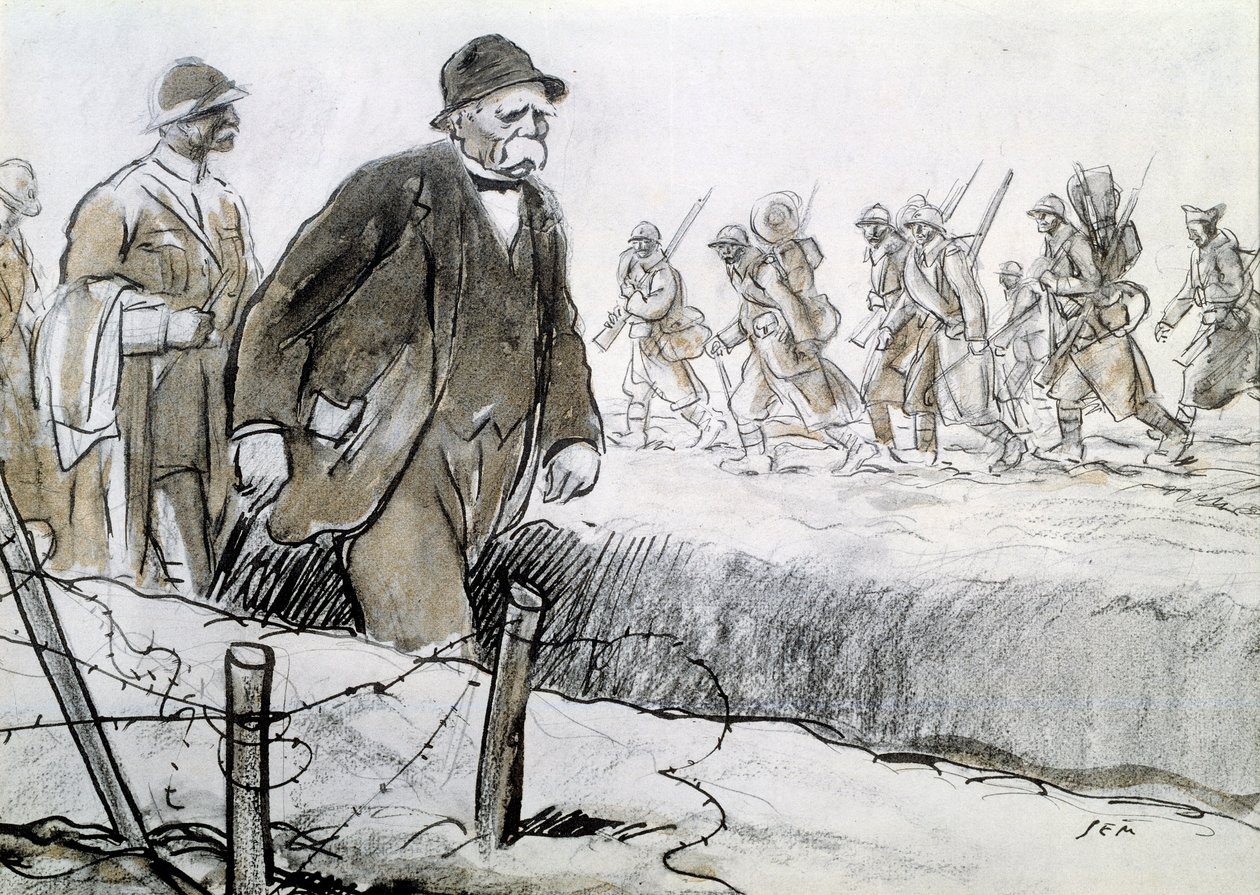
Georges Clemenceau visitant le front (dessin de Sem).

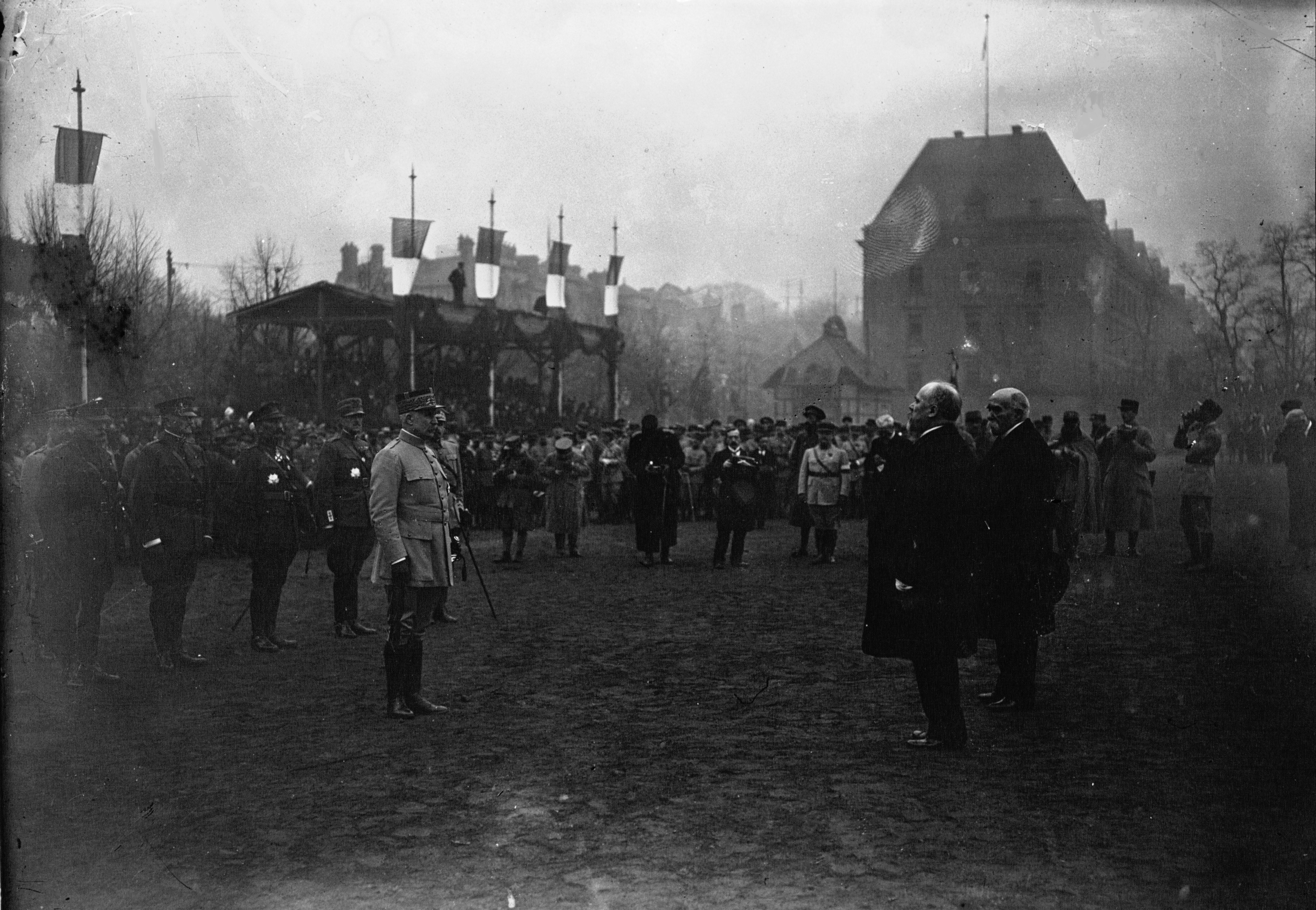
Cérémonie au cours de laquelle, à Metz, Pétain devient maréchal de France. Derrière lui, les généraux Haig, Pershing, Gillian, Albricci et Haller. Devant lui, le président Poincaré et, à droite, Clemenceau. Tous deux lui ont toutefois préféré Foch, méfiant en particulier à l'égard du « pessimisme » de Pétain.

Il généralise l'appel aux troupes coloniales (la « force noire » du général Mangin, qu'il nomme à la tête du 9e corps d'armée malgré l'hostilité de Pétain), nommant le député sénégalais Blaise Diagne, qui vient d'adhérer à la SFIO, Commissaire général chargé du recrutement indigène. Malgré les révoltes, 65 000 hommes sont ainsi recrutés dans les colonies en 1918. Il fait également appel à l'immigration italienne, négociant avec le président du Conseil Orlando pour obtenir cette main-d'œuvre d'appoint. 70 000 immigrants italiens sont ainsi en France en mars 1918. Par la loi du 10 février 1918, il obtient le droit de réglementer par décret « la production, la circulation et la vente » des produits servant à la consommation humaine ou animale, point sur lequel le cabinet Briand avait échoué en 1916. Ceci lui permet de renforcer l'économie de guerre.
Les défaitistes sont réprimés, soit à la demande de Clemenceau, soit par la justice. Ainsi, l'ex-ministre de l'Intérieur Malvy, lourdement attaqué par Clemenceau journaliste, demande à ce qu'une Commission de la Chambre examine son cas pour le disculper ; celle-ci le renvoie devant la Haute Cour de justice, et il sera condamné pour forfaiture à l'été 1918.
Le 11 décembre 1917, Clemenceau s'attaque directement à Joseph Caillaux, accusé de chercher une « paix blanche » (sans annexions) ; il demande la levée de son immunité parlementaire conjointement à celle du député Louis Loustalot. 397 députés votent pour la levée ; Caillaux est incarcéré en janvier 1918, Clemenceau refusant toute intervention judiciaire. Caillaux sera condamné par la Haute Cour en février 1920.
Georges Clemenceau frappe aussi la rédaction du Bonnet rouge, journal défaitiste subventionné par l'Allemagne,, ainsi que Paul Bolo (dit « Bolo Pacha »), payé par l'Allemagne pour racheter Le Journal, ce qui lui vaudra d'être condamné à mort.
La censure est cependant allégée, étant restreinte aux faits militaires et diplomatiques : « Le droit d'injurier les membres du gouvernement doit être mis hors de toute atteinte », déclare-t-il à la suite de la publication d'un article qui le visait férocement. Il pose également régulièrement la question de confiance, se soumettant ainsi au contrôle parlementaire. À de nombreuses reprises, les chambres du Parlement doivent ainsi choisir entre soutenir ses décisions et le renverser.
Mettant la pression sur les États-Unis pour faire venir des troupes, il participe au Conseil supérieur de guerre interallié, dont la première réunion a lieu le 1er décembre 1917 avec Lloyd George, Orlando et le conseiller présidentiel de Wilson, Edward House, et à la Conférence interalliée pour tenter de mettre en place une direction intégrée des troupes.

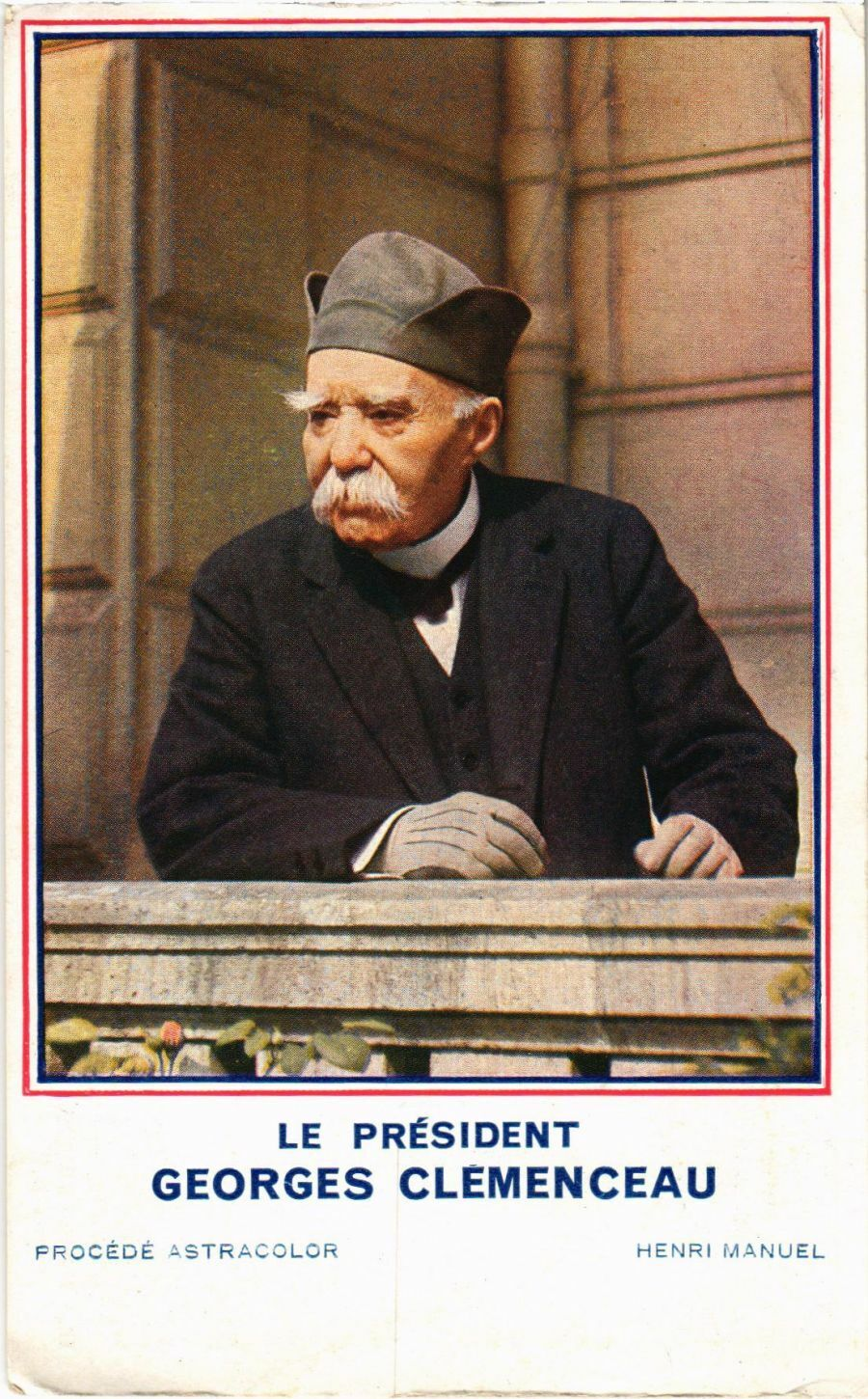
Clemenceau vers 1917-1920. Photographie en couleurs par Henri Manuel.

Plus résolu et plus intransigeant que jamais, il conduit ainsi une politique de salut public qui porte ses fruits l'année suivante, consacrant un tiers de son temps à la visite des tranchées, suscitant l'admiration des « poilus » pour son courage (il se couvre la tête d'un simple chapeau). Le 8 mars 1918, il présente ainsi son programme de gouvernement à la tribune alors qu'il veut faire voter les crédits de guerre :

« Vous voulez la paix ? Moi aussi. Il serait criminel d'avoir une autre pensée. Mais ce n'est pas en bêlant la paix qu'on fait taire le militarisme prussien. Ma politique étrangère et ma politique intérieure, c'est tout un. Politique intérieure ? Je fais la guerre. Politique étrangère ? Je fais la guerre. Je fais toujours la guerre. »

Il ajoute alors : « Celui qui peut moralement tenir le plus longtemps est le vainqueur ».
Le 24 mars 1918, trois jours après le déclenchement d'une nouvelle offensive du général Ludendorff, Clemenceau envisage sérieusement d'opérer un retrait du gouvernement sur la Loire, mais Poincaré l'en dissuade. Le « Tigre » se rend alors à Compiègne voir Pétain, qu'il juge à nouveau trop pessimiste. Le 26 mars, il se rend avec Poincaré à Doullens, au nord d'Amiens. Il préfère alors Foch à Pétain comme généralissime des troupes interalliées, choix entériné le 14 mai après une rencontre à Beauvais, le 3 avril, avec Lloyd George et le général Pershing. Poincaré et Clemenceau se méfient en effet de Pétain, malgré cela nommé maréchal le 8 décembre 1918. Poincaré raconte ainsi que le « Tigre » lui aurait dit : « Imaginez-vous qu'il m'a dit une chose que je ne voudrais confier à aucun autre que vous. C'est cette phrase : « Les Allemands battront les Anglais en rase campagne ; après quoi, ils nous battront aussi. » Un général devrait-il parler et même penser ainsi ? ».
À son surnom de « Tigre » vient s'ajouter celui de « Père la Victoire », qui résume à lui seul la part prise par lui au redressement de 1918, notamment pour son rôle dans la création du commandement unique. Après une nouvelle offensive lancée à partir du Chemin des Dames, qui permet à l'armée allemande de se trouver à 60 km de Paris (Pétain conseille alors à Clemenceau de quitter la capitale), le gouvernement est critiqué par les présidents des Chambres, Dubost et Paul Deschanel. Le 4 juin 1918, il obtient la confiance de la Chambre par 377 voix contre 110. Deux jours plus tard, un Comité de défense du camp retranché de Paris est institué, pour préparer les mesures en cas d'évacuation du gouvernement.
Le 30 juin 1918, se rendant au siège du Grand Quartier Général au château de Bombon, il s'arrête pour visiter l'hôpital militaire no 23 créé dans l'orangerie du château de Vaux-le-Vicomte par Germaine Sommier, née Casimir-Périer - un de ses opposants politiques - qui pour son organisation le 1er juillet suivant sera citée à l'ordre de l'Armée ; il interrogea en anglais un blessé britannique mais refusa de parler à un Russe, et lors du déjeuner qui suivit, répondit ainsi aux questions de ses hôtes : « Nous avons encore de durs moments à passer, mais après, vous verrez, tout ira très bien ».

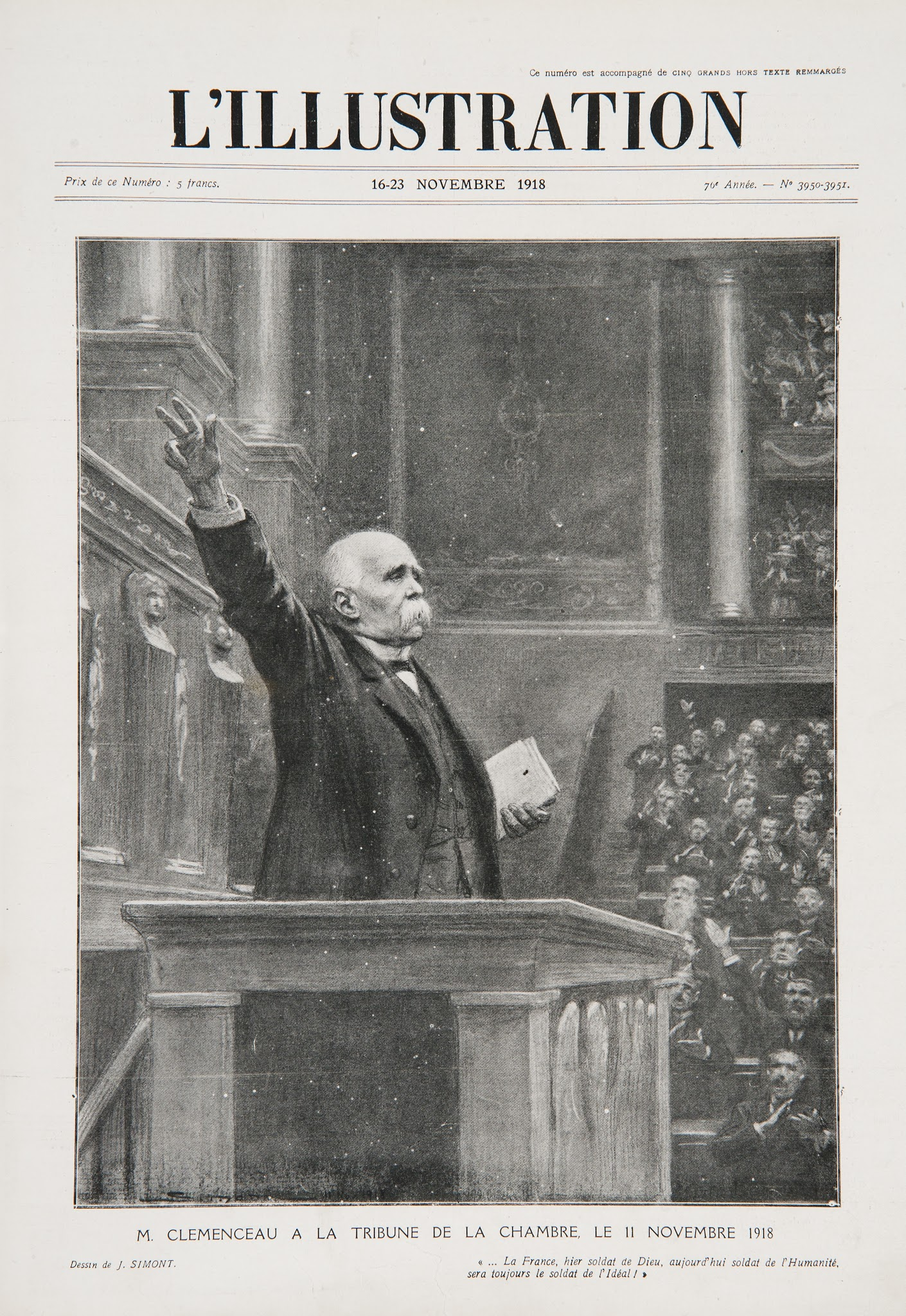
Georges Clemenceau à la tribune de la Chambre des députés le 11 novembre 1918 (L'Illustration).

À partir de la bataille de Château-Thierry, en juillet 1918, le vent commence à tourner. En octobre, alors que l'Allemagne, l'Autriche-Hongrie et la Turquie ont fait savoir qu'elles demandaient l'armistice sur la base des Quatorze points de Wilson, Clemenceau manque de démissionner à la suite d'une lettre de Poincaré, dans laquelle celui-ci refuse tout armistice tant que les troupes ennemies n'auront pas évacué tout le territoire français, voire l'Alsace-Lorraine. Alors que la droite (L'Action française, L'Écho de Paris, Le Matin…) fait preuve de jusqu'au-boutisme, réclamant d'aller jusqu'à Berlin imposer l'armistice, Clemenceau s'y refuse, préférant mettre fin au carnage et signer l'armistice du 11 novembre 1918. Ceci lui vaut l'ironique « Perd-la-Victoire » au sein de la droite nationaliste.

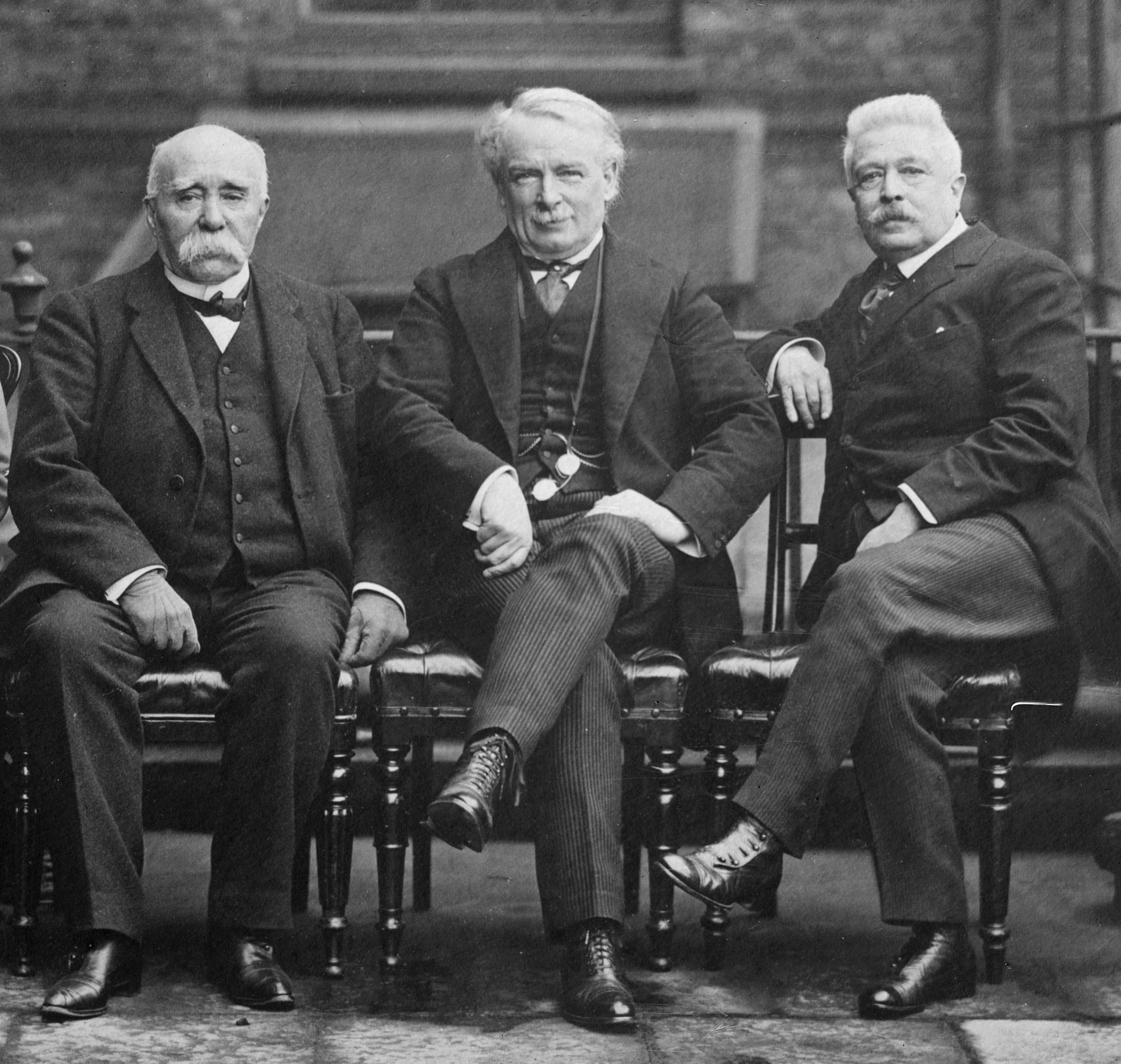
Georges Clemenceau avec le Premier ministre du Royaume-Uni, David Lloyd George, et le président du Conseil des ministres d'Italie, Vittorio Emanuele Orlando, probablement en 1919.

Tandis que se profilent déjà de difficiles négociations pour la paix, il confie au général Mordacq le soir de l'armistice : « Nous avons gagné la guerre, non sans peine. Maintenant il va falloir gagner la paix, et ce sera peut-être encore plus difficile ».
Viscéralement antibolchevique, il lance, dans les dernières semaines de 1918, une importante opération en mer Noire pour soutenir les armées blanches en lutte contre la révolution d'Octobre. Les moyens engagés fondent avec la démobilisation, et les soldats, épuisés, ne comprennent pas cette nouvelle guerre lointaine. L'échec de l'expédition est consommé au printemps 1919 avec la vague de mutineries qui secoue l'escadre de la mer Noire.
En compagnie du président de la République, il entreprend un voyage triomphal dans l'Alsace et la Lorraine libérées. Le 21 novembre 1918, l'Académie française l'élit à l'unanimité, aux côtés du maréchal Foch, mais il ne siège jamais. L'Humanité ironise : « M. Clemenceau a contribué à la Commune. Il est devenu conservateur. M. Clemenceau a été dreyfusard. Il a étouffé la justice. M. Clemenceau a assailli, criblé de sarcasmes et ruiné le Sénat. Il est sénateur. M. Clemenceau a mésestimé l'Académie française. Il en a été élu hier membre ».
L'empereur déposé Guillaume II écrit au contraire, dans ses Mémoires : « La cause principale de la défaite allemande ? Clemenceau. […] Non, ce ne fut pas l'entrée en guerre de l'Amérique, avec ses immenses renforts […] Aucun de ces éléments ne compta auprès de l'indomptable petit vieillard qui était à la tête du gouvernement français. […] Si nous avions eu un Clemenceau, nous n'aurions pas perdu la guerre ».

#### Négociations de paix

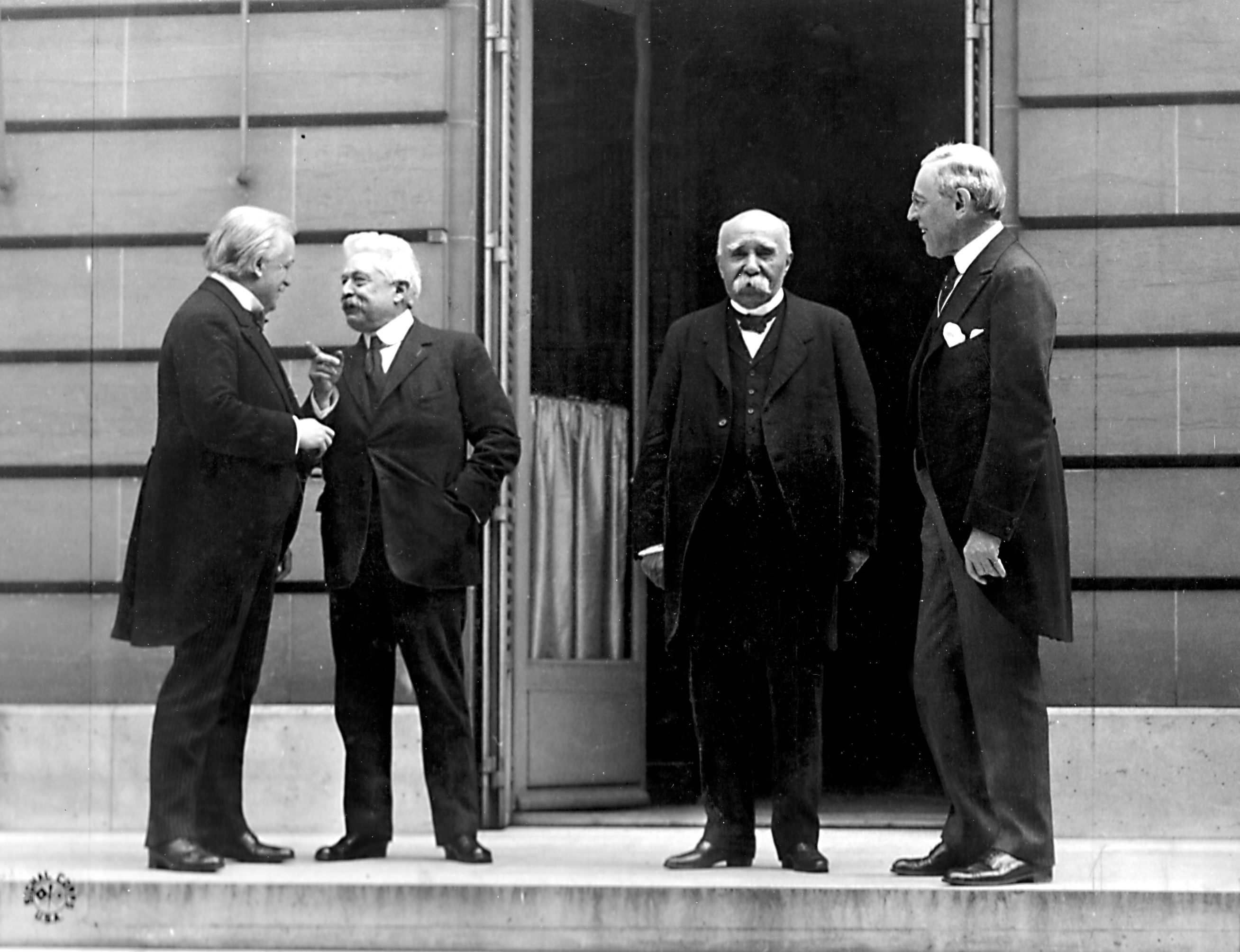
Le Conseil des Quatre à la conférence de paix : Lloyd George, Vittorio Orlando, Georges Clemenceau, et Woodrow Wilson.

La gauche lui est alors hostile, invoquant les Quatorze points de Wilson et sa vision idéaliste contre Clemenceau, opposition exprimée tant dans Le Rappel ou La République française que dans Le Matin, proche d'Briand et dans L'Œuvre (radicale) de Gustave Téry. La droite, au contraire, soutient Clemenceau, espérant arracher le plus possible à l'Allemagne (Le Figaro, Le Gaulois, L'Écho de Paris, L'Action française et une partie de la presse radicale, Le Pays, Le Radical ainsi que le centriste Le Temps). Le 29 décembre 1918, la Chambre lui renouvelle sa confiance par 398 voix contre 93.
Représentant de la France à la conférence de la paix de Paris (janvier-juin 1919), il y défend trois priorités : la ratification de la réintégration de l'Alsace-Lorraine, les réparations et l'assurance de la sécurité de la frontière franco-allemande. Il fixe seul la composition de la délégation française, faisant venir Tardieu comme négociateur, accompagné du ministre des Affaires étrangères Stephen Pichon, du ministre des Finances Klotz et de l'ambassadeur Jules Cambon. Il est élu président du Conseil des Dix, devenu, après le départ du Japon, Conseil des Quatre, avec Wilson, Lloyd George et Orlando.

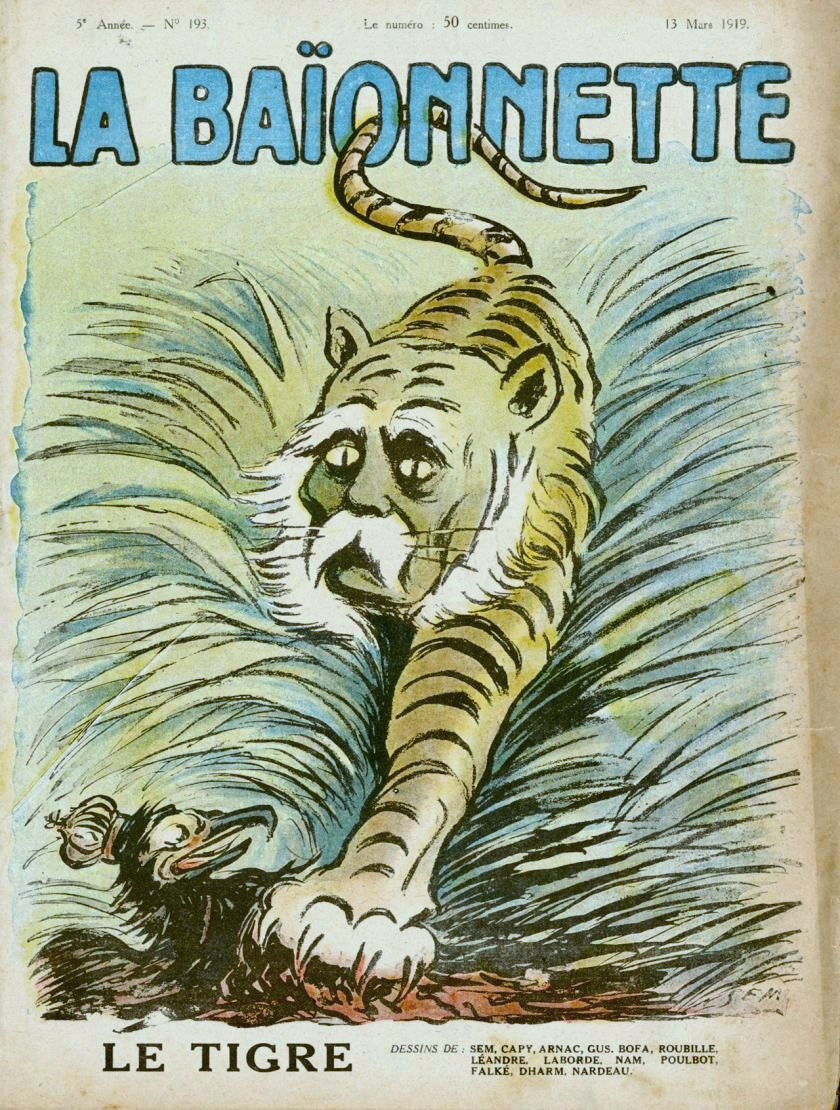
Clemenceau caricaturé en tigre terrassant l'aigle prussien. Dessin de Sem à la une de La Baïonnette, 13 mars 1919.

Pour cela, il exige l'annexion de la rive gauche du Rhin et de lourdes indemnités matérielles et financières. En mars, il obtient la réduction de l'armée allemande à 100 000 hommes, avec un service militaire sur la base du volontariat. Le 14 avril 1919, le Conseil des Quatre lui accorde l'occupation du Rhin pendant 15 ans avec évacuation partielle tous les cinq ans, celle-ci pouvant être retardée en cas d'absence de garanties suffisantes contre des projets d'agression allemande (art. 429 du Traité). Il s'oppose sur ce sujet au maréchal Foch, qui, soutenu par Barrès, prône l'annexion de la Rhénanie. Il revendique également l'annexion de la Sarre, bassin minier qui remplacerait les pertes du Nord de la France, et obtient finalement, en avril 1919, un consensus avec la création d'un statut autonome, sous administration de la Société des Nations, de celle-ci.
Le 19 février 1919, à 8 h 30 du matin, après avoir attendu que le président du Conseil sorte de son domicile rue Franklin, l'anarchiste Émile Cottin qui reproche à Clemenceau d'être un briseur de grève et un tortionnaire de la classe ouvrière, tire à neuf reprises sur sa Rolls. Il le touche trois fois, sans le blesser grièvement. Une balle, jamais extraite, se loge dans l'omoplate à quelques millimètres de l'aorte. L'attentat déclenche dans la population et dans la presse une ferveur extraordinaire. L'enthousiasme populaire est exacerbé, on idolâtre Clemenceau. Il s'en sort finalement sans trop de dommages et intervient pour commuer la condamnation à mort de Cottin en dix ans de réclusion. Six jours plus tard, il reprend ses activités, faisant preuve d'une santé vigoureuse pour son âge, et conserve son poste de président du Conseil jusqu'en 1920.

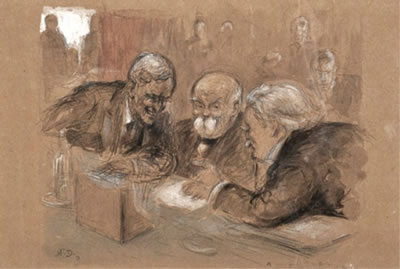
Une caricature de Georges Clemenceau avec Woodrow Wilson et David Lloyd George à la conférence de la paix de Paris (Noël Dorville, 1919).

S'il défend les promesses faites à l'Italie lors du pacte de Londres, il refuse de soutenir Orlando sur la question de Fiume, qui n'avait pas été évoquée en 1915. Le Premier ministre italien part, furieux. En juin 1919, les Allemands déplorant les conditions du traité de paix, Clemenceau consulte Foch pour organiser une éventuelle offensive militaire. Finalement, le traité de Versailles est signé le 28 juin 1919, dans la galerie des Glaces de Versailles, un choix symbolique voulu par Clemenceau pour marquer le coup par rapport au lieu de la proclamation du Reich allemand. La ratification par la Chambre a lieu le 23 octobre 1919, Clemenceau déclarant au Sénat : « Nous ne faisons pas de miracles ».
Georges Clemenceau a dû, sur le plan intérieur, tenir compte des positions antagonistes des partis français : la SFIO se montre très critique, accusant Clemenceau d'avoir surchargé l'Allemagne au risque de compromettre la paix ; en revanche, la droite nationaliste (Jacques Bainville, de l'Action française, est particulièrement virulent), l'accuse d'avoir fait preuve de faiblesse face à « l'ennemi héréditaire ». Soutenu par la majorité de l'opinion publique française, imprégnée de revanchisme et traumatisée par les destructions de la guerre (« le Boche doit payer »), Clemenceau adopte envers l'Allemagne et l'Autriche une attitude très intransigeante.
Concernant l'Allemagne, cessions territoriales et versement sans délais d'importantes réparations sont les deux pans de son programme. La république d'Autriche allemande (en allemand Deutschösterreich) doit être renommée en Autriche (en allemand Österreich), car le souhait de la majorité de sa population de bénéficier du droit des peuples à disposer d'eux-mêmes par le 9e point de Wilson en rejoignant la nouvelle république d'Allemagne est formellement rejeté. Le traité de Saint-Germain, signé en septembre 1919, interdit ce rattachement. L'intransigeance française suscite les réticences du Royaume-Uni et des États-Unis, soucieux d'apaiser les tensions et de préserver la stabilité de la toute nouvelle république de Weimar et l'équilibre de l'Europe centrale. Le texte du traité de Versailles est finalement un compromis, où la position de Clemenceau reste cependant dominante.

#### Politique intérieure

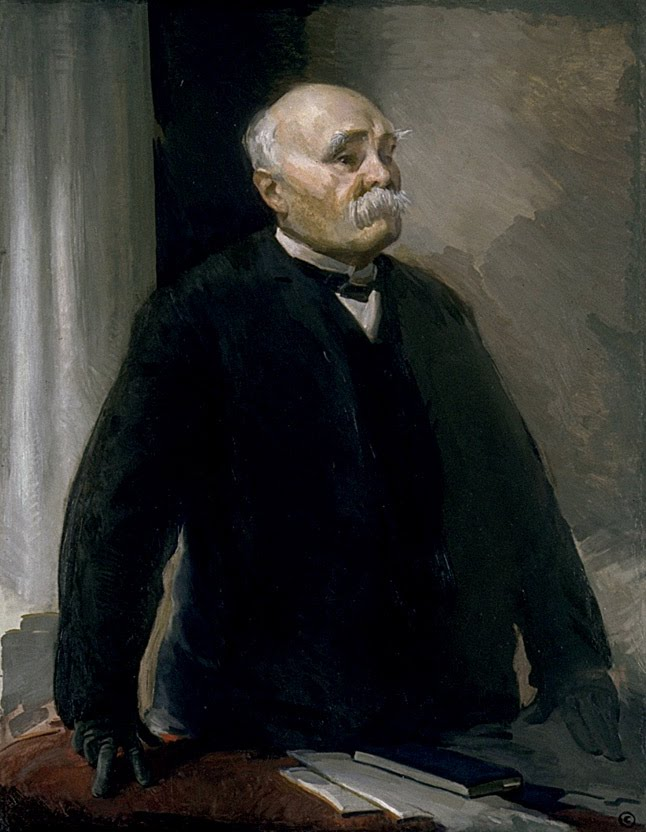
Clemenceau peint par l'Américaine Cecilia Beaux, 1920.

Avant de quitter le pouvoir, Georges Clemenceau, qui se montre particulièrement hostile envers la Russie soviétique, fait voter la loi des huit heures, afin de couper l'herbe sous le pied de la SFIO, quelques jours avant le 1er mai 1919. Le ministre de l'Intérieur Jules Pams interdit toute manifestation. Celle-ci a tout de même lieu : 300 manifestants blessés, deux morts, et 400 blessés du côté des forces de l'ordre. Le gouvernement est interpellé à la Chambre le 6 mai, mais celle-ci lui vote la confiance par une large majorité.
Une loi sur les conventions collectives est également adoptée le 25 mars 1919. Cela n'empêche pas qu'il continue à être attaqué par les socialistes : le 4 avril 1919, à la suite de l'acquittement de Raoul Villain, l'assassin de Jaurès, un article d'Anatole France, publié dans L'Humanité, déclare : « Ce verdict vous met hors la loi, vous et tous ceux qui défendent votre cause ». En juin, les métallurgistes parisiens entament une grève d'envergure, revendiquant l'application de la loi des 8 heures. Le 18 juillet 1919, le radical et ex-ministre Augagneur fait voter un ordre du jour défavorable au ministre de l'Agriculture Victor Boret. Au lieu de démissionner, Clemenceau remplace ce dernier par Joseph Noulens, ex-ambassadeur en Russie et anti-bolchévique notoire. Il convoque le dirigeant de la CGT Léon Jouhaux, un modéré, et lui promet l'amnistie et l'accélération de la démobilisation tout en affirmant qu'il n'hésitera pas à réquisitionner la fonction publique en cas de grève générale. Le 22 juillet 1919, il est à nouveau mis en difficulté à la Chambre par la gauche, mais parvient à se maintenir.
Aux législatives de novembre 1919, que Clemenceau a refusé de repousser, la droite, réunie au sein du Bloc national, l'emporte largement : c'est la chambre bleu horizon. Cette importante victoire est en partie due à la nouvelle loi électorale du 22 juillet 1919, qui a instauré le scrutin proportionnel avec une dose de majorité, mais aussi aux divisions de la gauche.

#### Candidature avortée à la présidence de la République

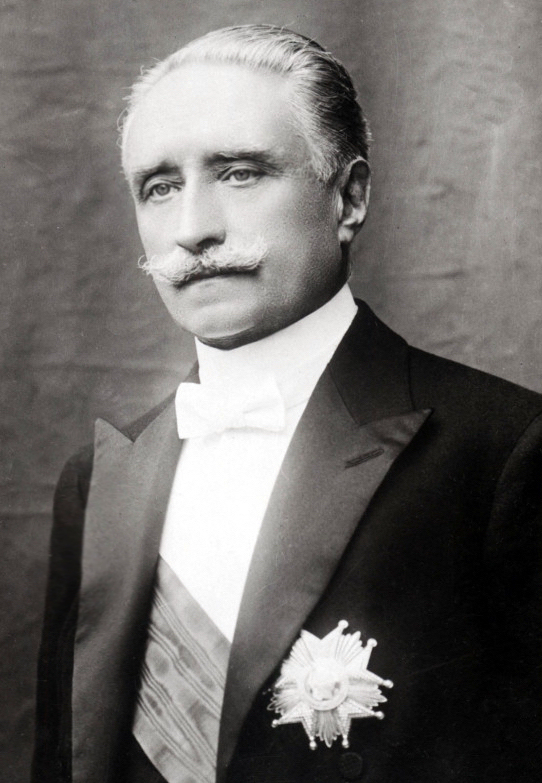
Paul Deschanel, vainqueur de l'élection présidentielle de janvier 1920 face à Georges Clemenceau.

En décembre 1919, alors que Raymond Poincaré décide de ne pas prolonger son mandat présidentiel, Georges Clemenceau, qui envisageait de se retirer de la vie politique, autorise ses partisans à soumettre sa candidature à l'élection présidentielle de janvier 1920. Mais ses nombreux ennemis, à gauche comme à droite, s'unissent pour l'écarter. Auprès de nombre de parlementaires, Georges Clemenceau souffre de sa gestion autoritaire lors de la guerre et des négociations sur le traité de Versailles. Ses opposants, considérant qu'il a gagné le conflit mais pas la paix, le qualifient notamment de « Perd-la-Victoire ». Beaucoup craignent qu'il n'utilise sa popularité auprès de l'opinion publique pour renforcer considérablement les prérogatives de la présidence de la République, qu'il avait longtemps jugée inutile. Par ailleurs, la droite catholique ne pardonne pas l'anticléricalisme de celui que Léon Daudet appelle le « Vendéen rouge », tandis que les socialistes le perçoivent toujours comme le « premier flic de France ».
Aristide Briand, qui entretient une certaine rancœur à l'égard de Clemenceau, fait alors campagne pour soutenir la candidature du président de la Chambre des députés, Paul Deschanel. Le 16 janvier, lors du vote préparatoire au palais du Luxembourg, qui réunit l'ensemble des parlementaires républicains, Paul Deschanel l'emporte d'une courte majorité, par 408 voix contre 389. Malgré l'insistance de ses proches et de plusieurs ministres, Georges Clemenceau se retire. Le lendemain, Deschanel est élu président de la République avec le plus grand nombre de voix obtenu depuis 1873 . Clemenceau, qui a tout de même obtenu 56 voix sur 868, malgré son refus d'être candidat, présente aussitôt la démission de son gouvernement au chef de l'État sortant, Raymond Poincaré.

### Dernières années

#### Une retraite voyageuse

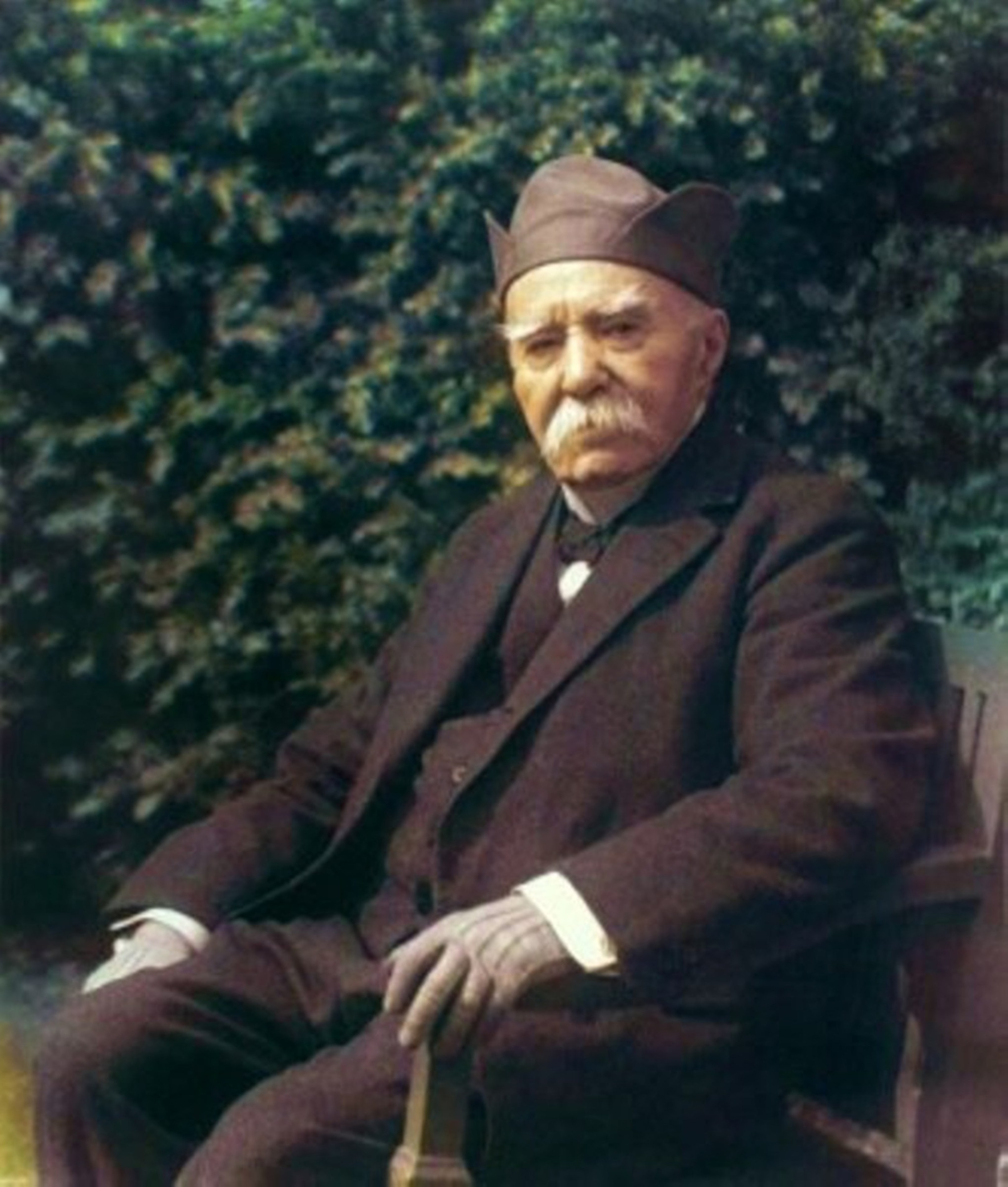
Georges Clemenceau portant son calot de troupier à deux coins, vers 1920 (photo d'Henri Manuel).

Malgré son échec, Clemenceau ne ressent aucune forme d'amertume et reconnaît qu'il n'était probablement pas fait pour la fonction présidentielle, comme il le confie à son secrétaire Jean Martet : « Vous pensez bien que si j'avais consenti à faire ce métier, ça n'aurait pas été pour inaugurer l'exposition d'horticulture ». À 79 ans, il consacre désormais son temps à de longs voyages. Début 1920, à l'invitation du gouvernement britannique, il se rend en Égypte en compagnie du docteur Wicart, qui en rapporte des photos qui sont diffusées dans le quotidien Excelsior. Il embarque à Marseille à bord du Lotus puis remonte le Nil du Caire au Soudan où il rencontre le nationaliste Osman Digma. De retour à Paris le 21 avril, il vend sa maison de Bernouville pour s'installer en Vendée, à Saint-Vincent-sur-Jard, et s'acquitte des dernières dettes de son ancien journal, La Justice. Il fait l'acquisition d'une petite voiture qu'André Citroën refuse de lui faire payer. Clemenceau accepte le cadeau mais exige en retour que l'industriel accepte un chèque de 10 000 francs pour la caisse de solidarité des ouvriers de son usine.
Fin 1920, il entreprend un nouveau voyage en Asie du Sud-Est, après l'invitation à chasser le tigre du maharadjah de Bikaner qu'il avait rencontré lors de la conférence de la paix de Paris. Il atteint Colombo le 10 octobre puis s'installe une semaine plus tard à Singapour. Il se rend ensuite en Indonésie pour visiter Jakarta, Bandung et le temple de Borobudur, puis séjourne en Malaisie et en Birmanie. Ce voyage est un émerveillement perpétuel pour Clemenceau qui apprécie tout autant la douceur des populations rencontrées que les paysages et les monuments visités. En Inde, il s'enthousiasme devant Bénarès, dont il vante la beauté à son ami Claude Monet, et visite également Allahabad, Delhi, Lahore, Bombay et Mysore. Honorant l'invitation du maharadjah de Bikaner, il tue un tigre lors d'une chasse et en blesse un autre mortellement. Un cliché de lui posant devant la dépouille des animaux est publiée le 19 février 1921 dans L'Illustration.

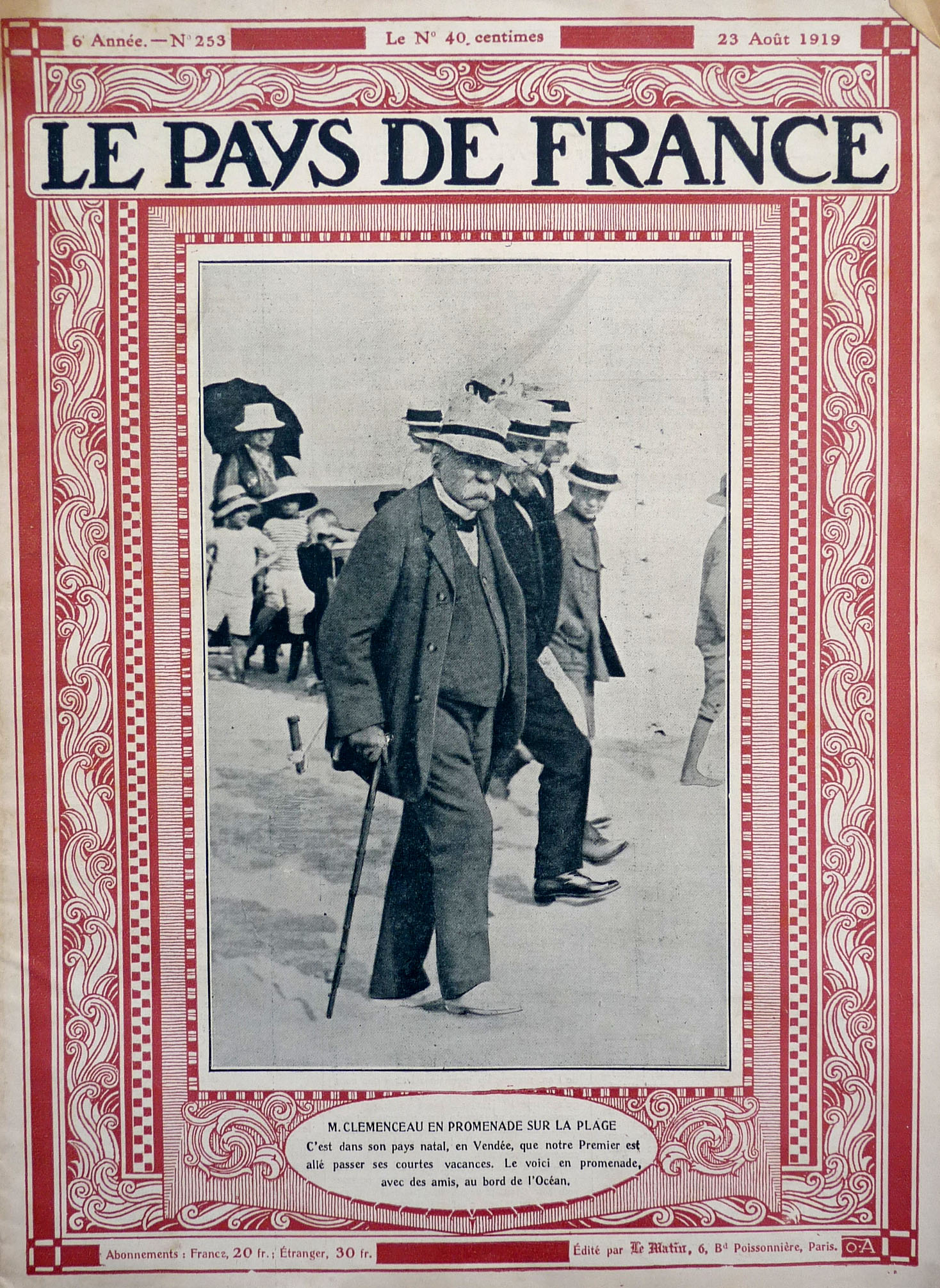
Clemenceau « en promenade sur la plage » en Vendée, août 1919, dans Le Pays de France, édité par Le Matin.
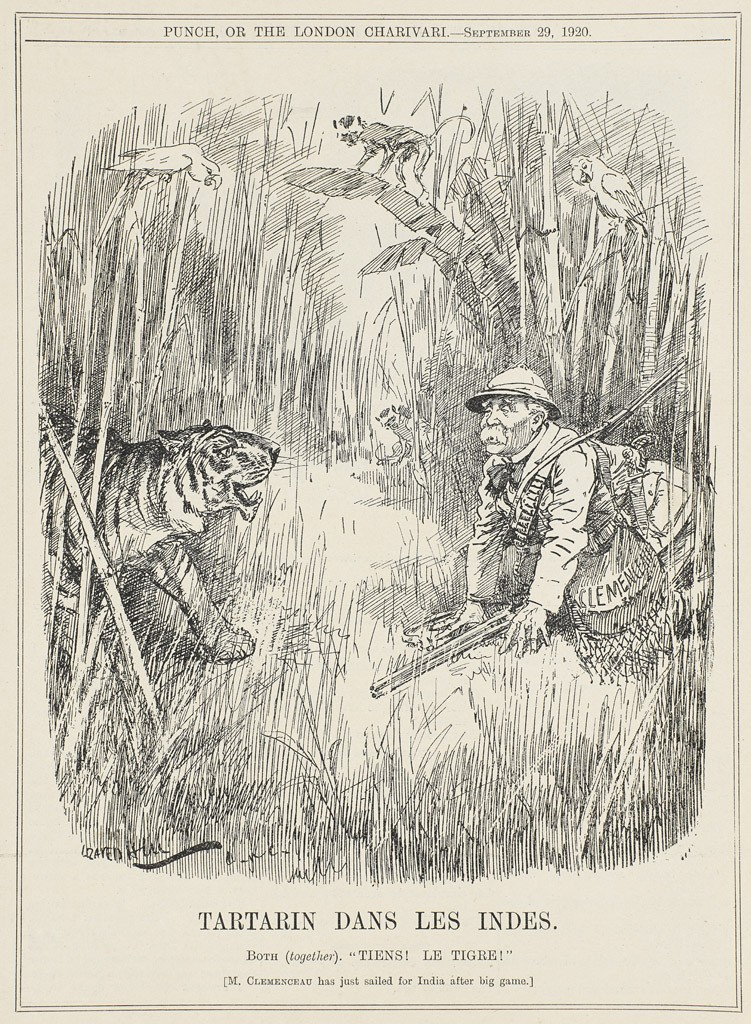
« Tartarin dans les Indes », caricature britannique publiée dans l'hebdomadaire satirique Punch, 29 septembre 1920.
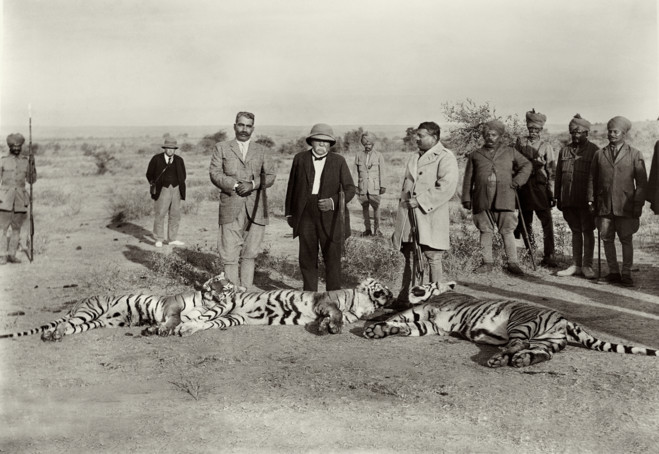
Clemenceau en compagnie du maharajah Ganga Singh et du maharajah Madho Rao Scindia lors d'une chasse au tigre à Gwalior, janvier 1921.

Il fréquente Basil Zaharoff, marchand d'armes millionnaire, « vieux Grec d'Odessa qui gagne cent mille francs par jour, l'air d'un Tintoret, très généreux, splendide aventurier, roi secret de l'Europe » (Paul Morand), qui contrôlait la firme d'armement anglaise Vickers, qui employa, grâce à son ami Nicolas Pietri, son fils Michel. Zaharoff procure à Clemenceau chauffeur et Rolls-Royce afin de remplacer celle que lui avait offerte, en 1917, le roi d'Angleterre, en qualité de Président du Conseil, et qu'en conséquence, le gouvernement français lui a demandé de laisser à l'État en 1920. Le seul geste du pouvoir envers lui – il ne reçut aucune pension ou indemnité – a été l'offre de la médaille militaire, qu'il a déclinée avec son ironie habituelle, de « simple civil qui n'est même pas un ancien gendarme ! »[réf. nécessaire].
De retour à Toulon le 21 avril 1921, il se rend ensuite en Angleterre, où l'université d'Oxford le fait docteur honoris causa le 22 juin. Pendant ce séjour, il rend visite à ses amis Winston Churchill, Rudyard Kipling, Wickham Steed et Herbert Henry Asquith, puis rencontre le premier ministre Lloyd George avec qui les relations se sont distendues depuis la conférence de la paix.
De retour en France, il fait une cure à Vichy en juillet, puis séjourne en Vendée jusqu'en octobre. Il y inaugure le monument aux morts de Mouilleron-en-Pareds, son village natal, puis un monument à sa gloire à Sainte-Hermine, réalisé par son ami sculpteur François Sicard. Clemenceau y est représenté debout sur un rocher surmontant plusieurs poilus. La statue, décapitée pendant l'Occupation par les troupes d'Occupation, a été restaurée — la tête originale est conservée à la « maison de Georges Clemenceau » de Saint-Vincent-sur-Jard.
Au proche village de Féole se trouve le logis médiéval de L'Aubraie (propriété des Clemenceau par mariage depuis 1800) où, enfant, il séjourna et qui fut attribuée à son frère Paul en compensation des secours financiers apportés par leur père à Georges pour apurer ses dettes journalistiques, partage qui brouilla les deux hommes.
En septembre 1921, il effectue un voyage en Corse sur l'invitation de son ami Nicolas Pietri (1863-1964) administrateur de la Compagnie Radio-France et plus tard maire d'Olivese puis de Sartene ; qui lui sert de guide dans son excursion en automobile. Le 3 septembre ils sont de passage à Vizzavona. Pour l'occasion, des jeunes filles leur barrent la route afin d'offrir des bouquets de fleurs à cet hôte de prestige.

#### Écriture
Georges Clemenceau fonde un nouveau journal, L'Écho national, dont le premier numéro sort le 11 février 1922. Toutefois, il n'y participe pas, et refuse de reprendre la plume de journaliste pour éviter des polémiques qui entacheraient l'autorité morale qu'il a acquise. Il en confie la direction politique à André Tardieu, qu'il considère comme le plus brillant de ses successeurs et à qui incombe la tâche de l'éditorial quotidien.
À l'automne 1922, il part aux États-Unis pour une tournée de conférences, plaidant la cause de la France. De retour le 20 décembre 1922, Clemenceau s'attelle à la rédaction de plusieurs ouvrages. Le premier est Démosthène, une biographie où il peint à la fois l'orateur grec et lui-même — grand passionné de la Grèce antique depuis le lycée —, tout en faisant des analogies avec l'histoire récente et une critique de ses contemporains. Suit Grandeur et Misères d'une victoire, où il défend, contre Poincaré et Foch, son action politique de 1917-1919 et évoque le risque du réarmement allemand en raison de l'abandon des garanties du traité de Versailles et de la politique d'apaisement de Briand ; et surtout Au soir de la Pensée, un gros ouvrage de réflexion et de philosophie qui va être le but principal de ses vieux jours : il y réfléchit sur l'humanité, les différentes religions et cultures, le progrès, etc.

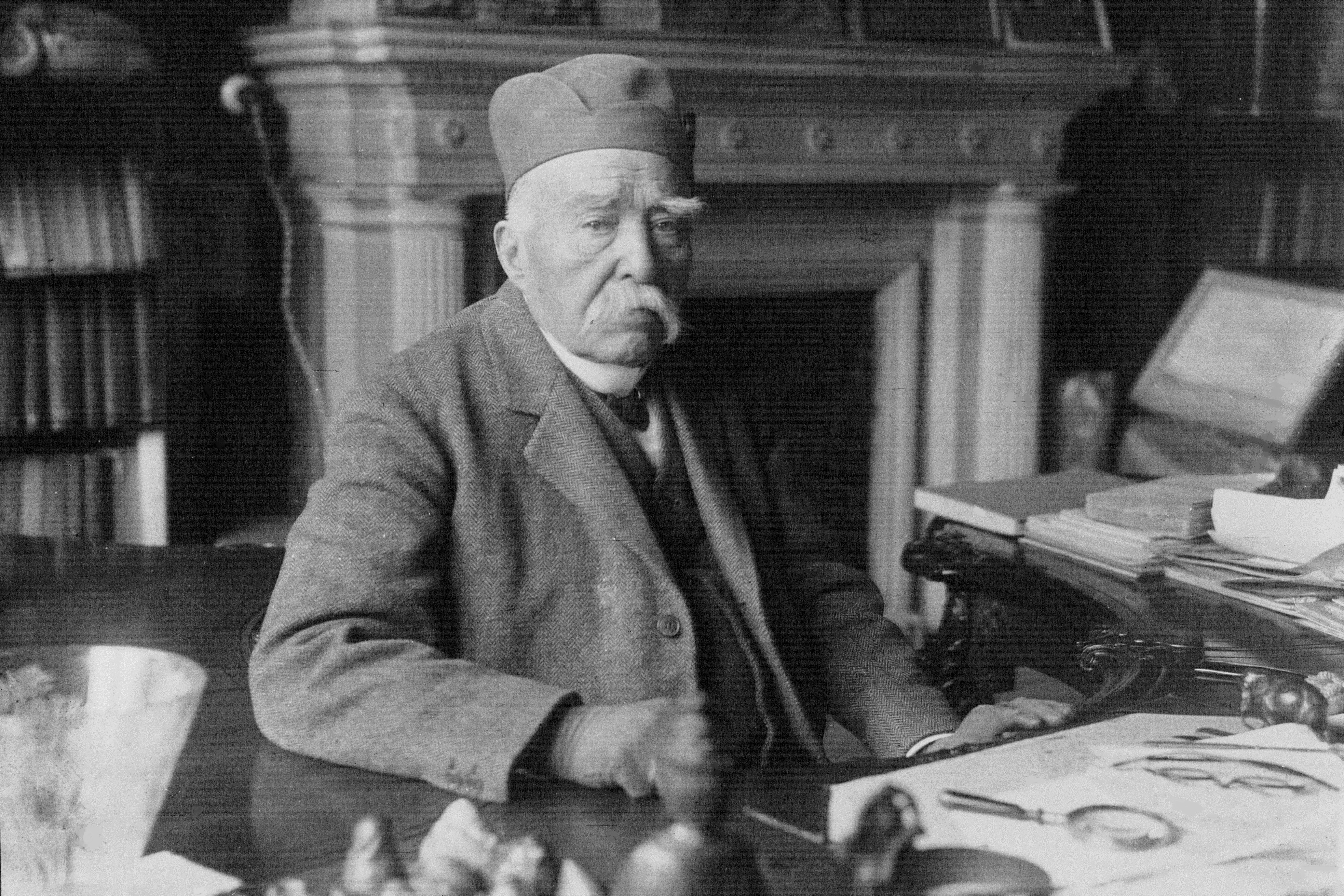
Georges Clemenceau au bureau de son domicile (1928).

Fin 1923, à 82 ans, il rencontre Marguerite Baldensperger, de 40 ans sa cadette, dont une fille, amoureuse d'un pasteur protestant marié, venait de se suicider (« Je vous aiderai à vivre et vous m'aiderez à mourir, voilà notre pacte », lui dit-il), directrice de collection et épouse d'un professeur de littérature à la Sorbonne Fernand Baldensperger. Il la fait venir chez lui pour écrire une biographie de Démosthène et lui écrit régulièrement jusqu'à ses derniers jours 668 lettres qui lui tiennent lieu de journal, publiées en 1970 par son fils Pierre sous le titre Lettres à une amie ; elles révèlent l'amour platonique « d'un Clemenceau inconnu, attentif, courtois, plein de tendresse et d'égards, […] soudain ombrageux, irrité, tel qu'en lui-même l'amour ne l'a pas entièrement changé ».
Au vu de la situation internationale, il se décide à écrire au président Coolidge le 9 août 1926 : « Nous sommes débiteurs et vous êtes créanciers. Il semble que ce soit pure affaire de caisse. N'y a-t-il point d'autres considérations à envisager ? […] Si les nations n'étaient que des maisons de commerce, ce sont des comptes de banques qui règleraient le sort du monde. […] Or, c'est le secret de la comédie qu'il ne s'agit ici que d'échéances fictives pour aboutir à l'emprunt, avec de bonnes hypothèques sur nos biens territoriaux, comme en Turquie […]. La France n'est pas à vendre, même à ses amis ! ». Coolidge ne se donna pas la peine de répondre, se contentant d'un communiqué laconique ; ce fut la dernière intervention politique de Clemenceau.

#### Mort
Frappé d'une crise d'urémie à 88 ans, Clemenceau meurt après trois jours de maladie, à 1 h 45 du matin, le dimanche 24 novembre 1929, à son domicile au 8 rue Benjamin-Franklin à Paris — ancienne « garçonnière » de Robert de Montesquiou — qu'il habitait depuis 34 ans. Le 18 mai 1926, l'immeuble entier de son appartement est mis en vente dans le cadre de la succession de sa propriétaire, qui, connaissant les ressources modestes de son illustre locataire, n'avait pas augmenté le loyer du petit appartement. L'immeuble est secrètement acheté pour le compte d'un admirateur de Clemenceau, le milliardaire américain James Douglas Jr. (1867-1949).
« Pour mes obsèques, je ne veux que le strict minimum, c'est-à-dire moi ».
« Une terrasse plantée d'acacias qui domine le lit d'un ruisseau. Des arbres, beaucoup d'arbres. Quelque chose dans tout cela de simple et en même temps d'orgueilleux. Une sorte de paix des premiers âges […] M. Clemenceau me montrant sa tombe : voilà la conclusion de votre livre : un trou et beaucoup de bruit pour rien ».

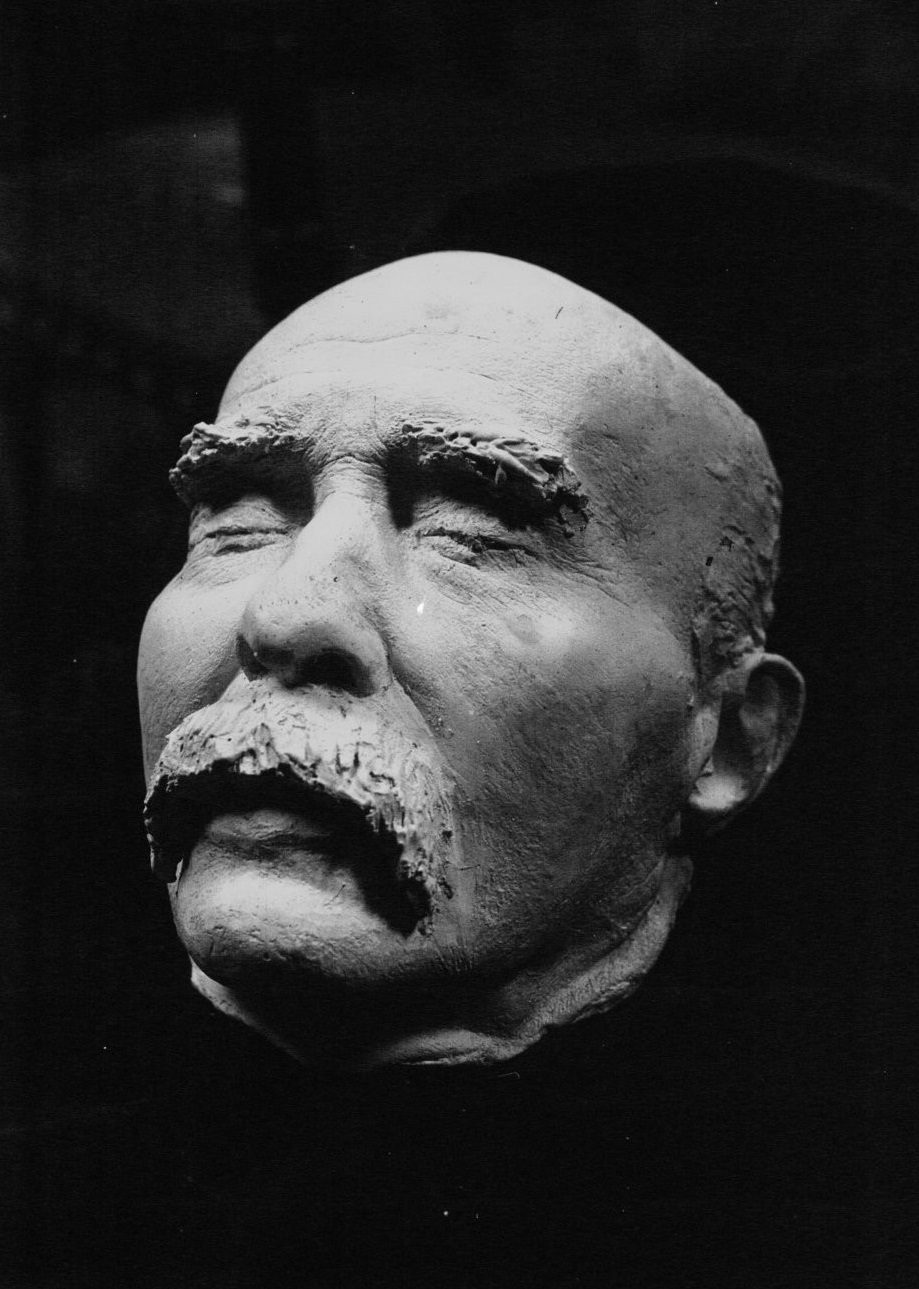
Masque mortuaire de Georges Clemenceau (agence Meurisse, 1929).

Sur son lit de mort, Clemenceau, voyant arriver un prêtre aurait dit : « Enlevez-moi ça ! », mais l'anecdote est peu sûre ; le graveur et sculpteur lorrain René Godard (1886-1955), prix de Rome de gravure en 1919, le représenta un mois avant sa mort assis dans un fauteuil de jardin, coiffé de son éternel calot de soldat — les méplats asiatiques de son visage le font ressembler à Gengis Khan — et François Sicard réalisa son masque mortuaire (dessin et masque sont reproduits dans le numéro-hommage de L'Illustration de novembre 1929).
Son exécuteur testamentaire est son vieil ami corse Nicolas Pietri. Le lendemain du décès, conformément au testament du 28 mai précédent qui stipulait « Ni manifestation ni invitations, ni cérémonie », son corps, auprès duquel avait été placé selon ses instructions un petit coffret recouvert de peau de chèvre, le livre (Le Mariage de Figaro selon le numéro-hommage de l'Illustration de novembre 1929) qu'y avait déposé sa mère, sa canne « à pomme de fer qui est de ma jeunesse », offerte par son père lorsqu'il était enfant, et « deux bouquets de fleurs desséchées », dont celui que lui offrirent en Champagne le 6 juillet 1918 deux soldats d'avant-poste promis à la mort, fut transporté dans sa voiture et arriva à 12 h 30 à Mouchamps (Vendée), au « bois sacré » où reposait depuis 1897 son père, en présence de 200 gendarmes et de nombreux paysans accourus malgré les barrages routiers et la fermeture du chemin menant au manoir-ferme du Colombier, où ses ancêtres avaient vécu du début du XVIIIe siècle à 1801. Il fut porté en terre par son chauffeur Brabant, son valet de chambre Albert Boulin, deux fossoyeurs et deux paysans, sur le bord d'un ravin boisé dominant une boucle du Petit Lay (terrain qui avait été donné à la commune en avril 1922 par Clemenceau et ses cinq frères et sœurs) dans la simplicité des funérailles protestantes traditionnelles.
Une légende tenace veut qu'il ait été enterré debout afin d'être tourné vers la « ligne bleue des Vosges » voire pour défier l'Église catholique ; en réalité, du fait d'une des grosses racines du cèdre impossible à réduire, le cercueil ne put être posé à plat, mais fut légèrement incliné.
Un de ses familiers, le commandant Jean de Lattre de Tassigny, futur maréchal de France — dont la pieuse mère disait chaque jour son chapelet depuis 1918 pour la conversion de Clemenceau — fut avec son épouse parmi ses rares amis vendéens à assister à ses obsèques, et protesta ensuite envers l'évêque qui n'avait cru devoir annuler une réjouissance publique prévue le soir même.
Une copie — sans le livre sur lequel s'appuie la lance du modèle original, à la demande de Clemenceau — de la Minerve casquée dite de Samos sculptée par Sicard en pierre blonde d'Égypte surplombe les sépultures jumelles, dépourvue de dalles et de toute inscription, entourées de grilles ombragées par un grand cèdre de l'Atlas, « arbre de La Liberté » planté en 1848 par Benjamin Clemenceau et son jeune fils pour célébrer la Deuxième République.
Pendant de longues années, la commune de Montmartre fit fleurir la sépulture, de même que celle de Mouchamps, le jour anniversaire de l'Armistice de 1918, et l'État, pour celui de sa mort (24 novembre) ; c'est probablement lors de l'une de ces deux circonstances que le peintre amateur C. Gauducheau-Merlot représenta en 1954 la Minerve de Sicard au socle orné d'un ruban tricolore (Mouilleron-en-Pareds, musée Clemenceau-De Lattre).
Par décision ministérielle du 15 juillet 1998, les deux tombes, la stèle et l'allée d'accès ont été inscrites à l'Inventaire supplémentaire des Monuments historiques.

## Vie sociale

### Vie privée
Georges Clemenceau se marie le 20 juin 1869 à New York avec Mary Plummer. Ils reviennent en France un an plus tard et le couple s'installe en Vendée, « Mary Plummer se morfond, coincée avec ses beaux-parents taiseux, tandis que son époux vit la belle vie à Paris et enchaîne les conquêtes ». Ils ont trois enfants : Madeleine (née le 2 juin 1870), Thérèze Juliette (née le 18 juin 1872) et Michel William Benjamin (né le 24 novembre 1873) mais se séparent en 1876. Pour les besoins de leur famille, Georges ne donne à Mary « qu'une maigre allocation », qu'elle est obligée de compléter en écrivant pour des revues américaines.
Sa femme ayant une liaison avec son jeune secrétaire précepteur des enfants, il fait constater l'adultère et l'envoie quinze jours dans la prison Saint-Lazare pour adultère, alors qu'il a eu lui-même de nombreuses liaisons féminines. Pendant cette incarcération, il demande le divorce, qu'il obtient en 1891. Quoique revendiquant des droits économiques et sociaux pour les femmes, il la fait expulser comme étrangère condamnée pour délit de droit commun vers les États-Unis avec un billet de troisième classe, et obtient qu'elle perde la garde de ses enfants et la nationalité française. Devant ses trois enfants, il brûle « toutes les photographies et lettres de son ex-femme », pour effacer tout souvenir de leur mère, la « traîtresse ».
Revenue vivre en France, mais restée perturbée psychologiquement par ces événements conjugaux, l'ex-Madame Georges Clemenceau meurt seule, le 13 septembre 1922, dans son appartement parisien du 208, rue de la Convention. Clemenceau l'annonce ainsi à son frère Albert : « Ton ex-belle-sœur a fini de souffrir. Aucun de ses enfants n'était là. Un rideau à tirer ».

### Personnalité

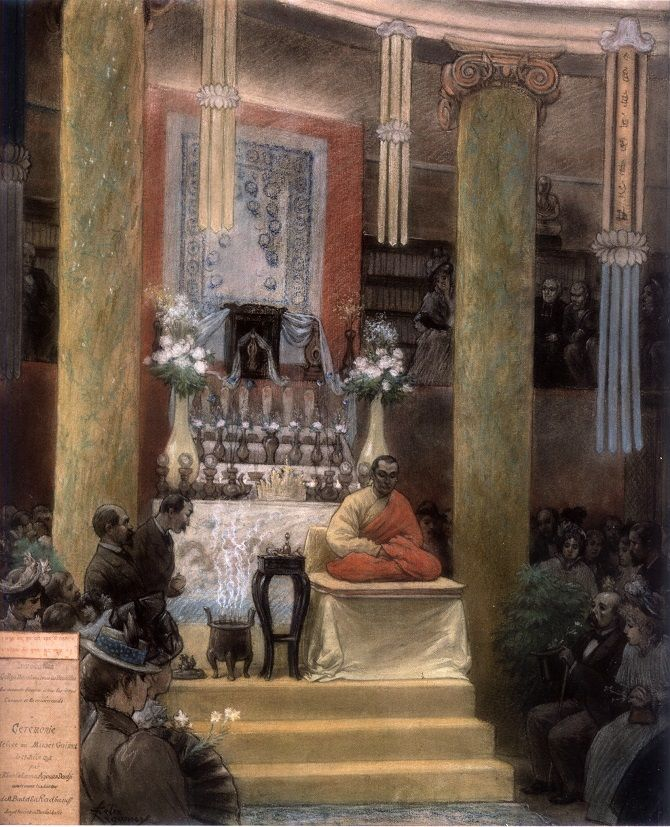
Pastel de Félix Régamey figurant la cérémonie bouddhique tibétaine ayant eu lieu au musée Guimet sous la présidence d'Agvan Dorjiev et en présence de Georges Clemenceau le 27 juin 1898. Alexandra David-Néel est parmi les invités.

Être caustique doté d'un humour souvent « décapant », Clemenceau s'est régulièrement illustré par des propos sarcastiques concernant la France, sa société et ses voisins. L'écrivain Julien Gracq parle a posteriori de son « agressivité pure, gratuite, incongrue », de cette « personnalité aux arêtes tranchantes comme un rasoir ». Clemenceau acquiert pour sa férocité le surnom de « Tigre », et une réputation de « tombeur de ministères » grâce notamment à ses talents d'orateur redouté pour son ironie et sa férocité verbale. Il est un fervent pratiquant du duel, en ayant eu 12 au total, la majorité au pistolet, les journalistes et hommes politiques issus de la bourgeoisie maîtrisant moins l'épée lorsqu'ils s'affrontent au duel. Comme d'autres hommes de son temps, Clemenceau considère les duels comme la marque de l'accomplissement de la liberté individuelle garantie par la République.
Clemenceau était athée ou vaguement déiste — il évoquait Dieu de temps en temps — anticlérical, ardent défenseur de la laïcité. Pourtant, il se disait bouddhiste : « Que voulez-vous, je suis bouddhiste ! », a-t-il répondu un jour à des journalistes à la sortie d'une cérémonie bouddhiste japonaise organisée au musée Guimet le 21 février 1891.
Le 27 juin 1898, au musée Guimet, Georges Clemenceau assiste, comme Alexandra David-Néel, à une cérémonie bouddhique conduite par un lama mongol proche du 13e dalaï-lama, Agvan Dorjiev assisté de Buda Rabdanov (ru). Agvan Dorjiev donne également un exposé sur le bouddhisme en mongol traduit en russe par Rabdanov, puis du russe en français par Joseph Deniker.
Il pratiquait le sport (gymnastique tous les matins, équitation) et aimait les plaisirs de la campagne, la chasse, les animaux (il avait un bouledogue), notamment les oiseaux (il installe des paons et des cigognes au ministère place Beauvau) ; dans « Le Cinquième État », il s'émeut des « inutiles travaux » infligés aux animaux domestiques.
Grand amateur d'art asiatique, d'estampes japonaises, de bouddhas du Gandhara, de laques, masques et céramiques, et autres objets d'art. En 1890, il assiste à une exposition d'art nippon organisée par Samuel Bing à la galerie des Beaux-Arts, à Paris. En 1891, il fait acheter pour le musée du Louvre les deux premières œuvres japonaises du musée ; il intervient pour faciliter le legs à l'État de la collection de 1 700 objets d'art chinois et japonais de Clémence d'Ennery (1894).
Contraint pour des raisons financières de se séparer de son importante collection d'art asiatique en 1893-1894, il parvient à conserver un ensemble de 2 875 kōgō ou boîtes à encens en porcelaine, qui sera vendu à Québec en 1938 puis donné au Musée des beaux-arts de Montréal.

### Ami de Monet et défenseur des impressionnistes

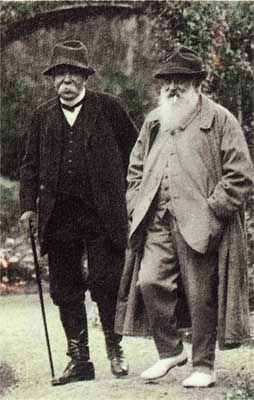
Georges Clemenceau et Claude Monet en 1921.

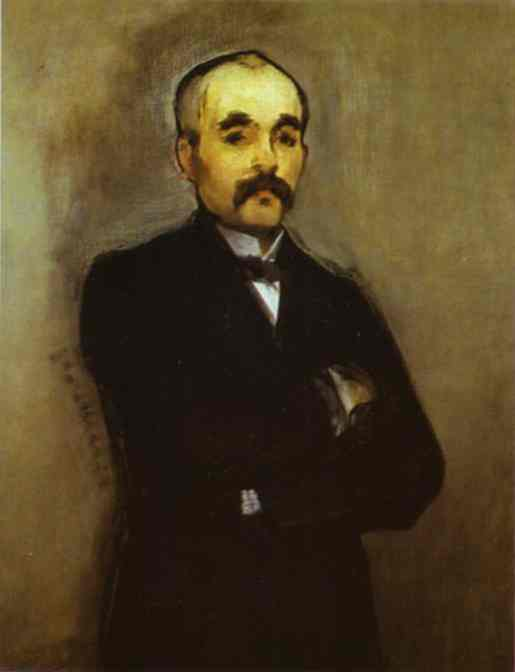
Portrait de Clemenceau (par Édouard Manet, musée d'Orsay, 1879).

Il rencontra Monet dans les cafés du Quartier latin, foyer de l'agitation républicaine face au Second Empire : les deux étudiants républicains s'y croisaient régulièrement. Leur amitié profonde se développa lorsque Clemenceau publia un grand article élogieux, intitulé « Révolution de cathédrales » dans son journal La Justice, le 20 mai 1895, à propos de l'exposition chez Durand-Ruel. Il écrivit la pièce de théâtre, Le Voile du bonheur, éditée en 1901 et mise en scène la même année par Firmin Gémier, avec une musique de Gabriel Fauré.
L'Olympia de Manet déclenche ce 15 juin 1865 au palais de l'Industrie et des Beaux-Arts de Paris l'indignation ; « Une tempête de fureur, soufflait et on vomissait les injures les plus grossières », raconte Clemenceau venu soutenir son ami Manet. Lorsqu'un « rustre à la mine fleurie » vient cracher sur le tableau, Clemenceau se jette sur lui en le souffletant. Un duel s'ensuivit au petit matin dans les faubourgs de Paris. Clemenceau écorcha le bonhomme, qui s'en tirait à bon compte. Cette histoire fit le tour des ateliers parisiens et ses nouveaux amis avaient pour nom : Pissarro, Degas, Toulouse-Lautrec, Sisley, mais il resta très proche de Claude Monet qu'il appelle « mon vieux cœur ».
Durant sa longue carrière politique, malgré son activité infatigable, il a trouvé le temps de s'intéresser à l'art et fut le protecteur de Claude Monet (il obtiendra que ses Nymphéas soient exposées à l'Orangerie des Tuileries, à Paris) et d'autres peintres, tels que Jean Peské. Raymond Woog brossa son portrait, aujourd'hui conservé au musée Carnavalet.

### Fréquentations et salons

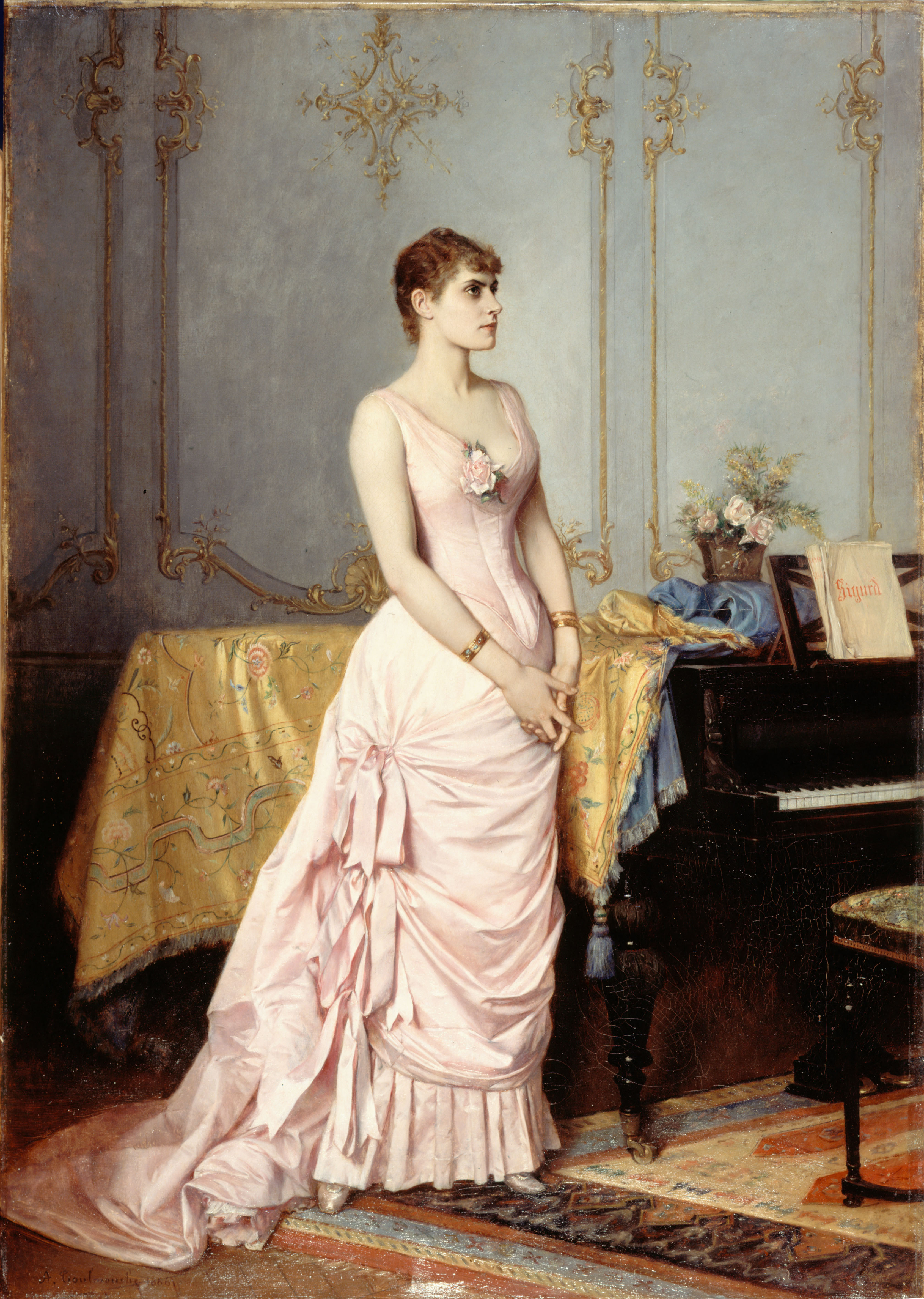
La cantatrice Rose Caron, compagne de Clemenceau et interprète de Wagner.

N'aimant guère cependant la paysannerie réactionnaire de Vendée, il fréquentait assidûment les salons littéraires et musicaux de la Belle Époque et, ayant divorcé, était connu comme coureur de jupons (nombreuses petites danseuses « repérées » dans le foyer de l'opéra, Léonide Leblanc, ex-maîtresse du duc d'Aumale et de Gambetta[réf. nécessaire] ; l'actrice Suzanne Reichenberg, la comtesse d'Aunay, et, pendant plus longtemps, la cantatrice Rose Caron).
Il fut également un ami de la féministe Marguerite Durand, de la femme de lettres Anna de Noailles, de l'actrice Sarah Bernhardt ou de Cécile Sorel, autre actrice également amie de Barrès, à qui il déclarera : « Toute ma vie j'ai été amoureux ».
Il fréquente ainsi le salon de la comtesse de Loynes avant qu'elle ne choisisse, avec son amant Jules Lemaître, le camp des anti-dreyfusards. Celui, surtout, d'Aline Ménard-Dorian, fille du ministre du gouvernement de la Défense nationale Pierre-Frédéric Dorian et épouse de Paul Ménard-Dorian, riche maître des forges député radical, mère de Pauline Ménard-Dorian (qui se maria avec le petit-fils de Victor Hugo).
Dans le salon républicain d'Aline, rue de la Faisanderie, on rencontrait Émile Zola, Alphonse Daudet, les frères Goncourt, Rodin, Carrière, Béthune, Renouard, Victor Considerant, et nombre d'hommes politiques républicains de l'époque, tels que Georges Périn, Allain-Targé, Challemel-Lacour, Henri Rochefort, etc..
À la fin du siècle, il fréquentait également beaucoup, avenue Hoche, le salon de Mme Arman de Caillavet, l'égérie d'Anatole France, « le plus célèbre des salons dreyfusistes, et où l'on rencontrait la fine fleur des arts et des lettres, en même temps que le gratin politique ».
Il se rendit à Vienne en 1886, lors de la crise boulangiste, au mariage de son frère Paul avec Sophie Szeps, fille du journaliste Moritz Szeps, propriétaire de la gazette libérale Neues Wiener Tagblatt (de), célébrations au cours desquelles il rencontra l'archiduc Rodolphe d'Autriche (1859-1889), ami des Szeps et favorable à un rapprochement avec la France. Jusqu'à l'annexion de la Bosnie-Herzgovine par l'Autriche-Hongrie en 1908, il put espérer une alliance avec l'Autriche. Par ailleurs, il demeurera proche de sa belle-sœur, Berta Zuckerkandl.
« Souvenez-vous du vieux Rembrandt du Louvre, creusé, ravagé (qui) s'accroche à sa palette, résolu à tenir bon jusqu'au bout à travers de terribles épreuves. Voilà l'exemple » (lettre du 12 juillet 1911), et à poursuivre les recherches picturales qui aboutirent aux célèbres Décorations des Nymphéas ; c'est à son instigation que le peintre les offrit à son pays le 12 avril 1922.
Clemenceau fréquenta aussi les peintres et graveurs Jean-François Raffaëlli (1850-1924) et Eugène Carrière (1846-1906), habitué du salon de Mme Arman de Caillavet.

## Détail des mandats et fonctions
- Maire du 18e arrondissement de Paris, composé pour l'essentiel de l'ancienne commune de Montmartre (1870-1871)
- Conseiller municipal de Paris (1871-1876), président du conseil municipal de Paris (1875)
- Député (1871 et 1876-1893)
- Sénateur (1902-1920)
- Ministre de l'Intérieur (1906)
- Ministre de la Guerre (1917-1920)
- Président du Conseil (1906-1909 et 1917-1920)
- Membre de l'Académie française (élu en 1918, n'y siège jamais)

## Hommages

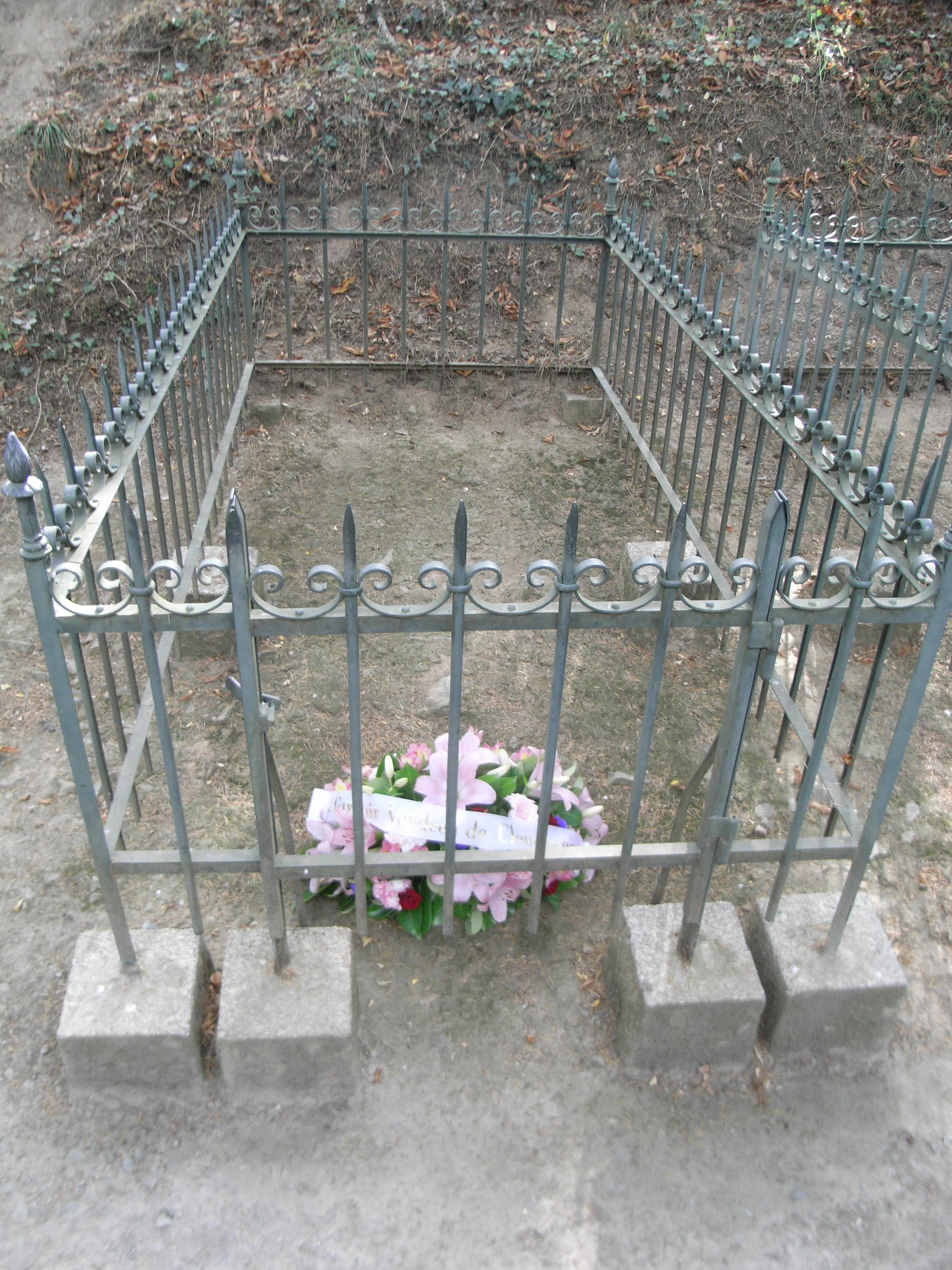
Sépulture de Georges Clemenceau à Mouchamps (Vendée).

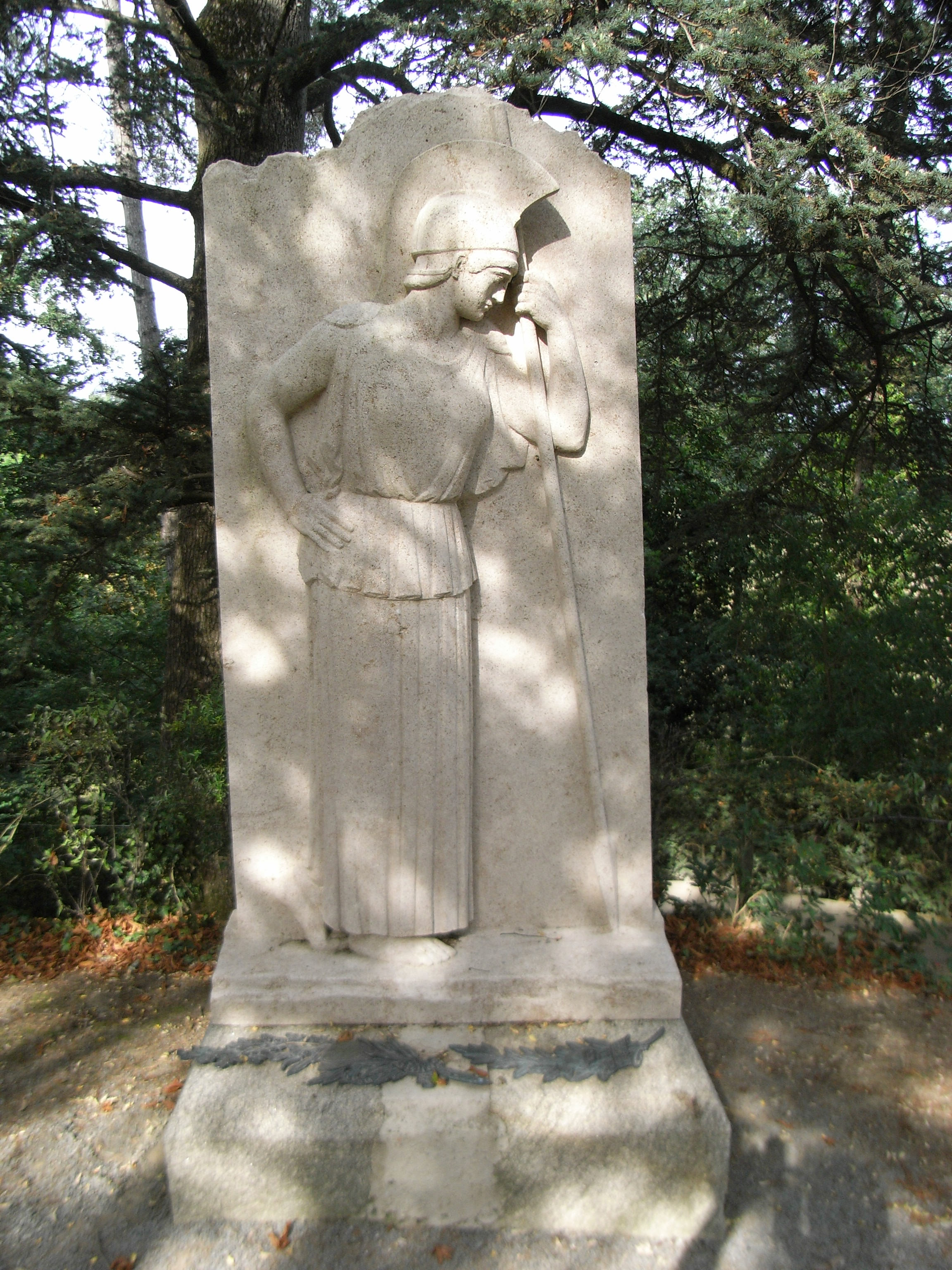
Minerve casquée, œuvre de François Sicard qui surplombe la sépulture.

Quinze jours après l'armistice, est créée l'Union nationale des combattants (UNC), citée dans le Journal officiel du 11 décembre 1918. Elle est reconnue d'utilité publique par décret du 20 mai 1920. Georges Clemenceau et le Daniel Brottier en sont les fondateurs. Clemenceau remet au premier trésorier de l'UNC la somme de 100 000 francs or, provenant d'un don d'une mère, dont le fils est tombé au combat.
En 1918, il reçoit le titre honorifique de docteur honoris causa de l'université Jagellonne de Cracovie.

### Hommages de personnalités
Vinrent s'incliner sur sa tombe :
- le 12 mai 1946, Charles de Gaulle, entouré d'une foule estimée à 3 000 personnes, honorant sa promesse de venir lui annoncer la victoire, à la suite du message qu'il adressait symboliquement de Londres le 11 novembre 1941 :

« Au fond de votre tombe vendéenne, Clemenceau, vous ne dormez pas. Certainement la vieille terre de France qui vous enterre pour toujours a tressailli avec colère tandis que le pas insolent de l'ennemi et la marche feutrée des traîtres foulaient le sol de la patrie… »

- deux présidents de la République, lors de visites officielles : le 9 novembre 1951 Vincent Auriol et le 11 novembre 1987 François Mitterrand (entouré de 300 personnes), et un ancien président du Conseil et président du parti radical-socialiste, Édouard Herriot en 1955.

### Hommages rendus à Nantes
Nantes est une des villes qui a le plus rendu hommage à Clemenceau, de son vivant même.
Dès le 12 novembre 1918, la municipalité exprime le souhait de donner son nom au lycée où il a fait ses études secondaires, ce qui est entériné par un décret du 4 février 1919.
Peu après est décidée la construction d'un monument aux morts du lycée ; lors de la séance du conseil municipal de Nantes du 26 mars 1919, un débat s'élève pour savoir si on doit y représenter Clemenceau : les socialistes, par la voix d'Eugène Le Roux, futur député, estiment que ce n'est pas nécessaire et rappellent qu'il est aussi le président du Conseil de 1906-1907.
Le monument (sans Clemenceau) de Siméon Foucault est inauguré en sa présence, le 27 mai 1922 ; il y prononce un discours dont la dernière phrase, adressée aux lycéens, est restée depuis lors gravée sur une plaque dans la cour d'honneur : « pour connaître par vous-mêmes, sans attendre l'avenir, la fortune de vos efforts, retroussez résolument vos manches et faites votre destinée », paroles qui marquèrent, entre autres lycéens, le futur écrivain Julien Gracq. Cette cérémonie fit la couverture de L'Illustration du 3 juin.
D'autres hommages lui sont rendus après sa mort.
Dès le 24 novembre 1929, la municipalité donne son nom à la rue du Lycée et peu après, décide d'ériger un monument en son honneur dans la cour du lycée, en pendant au monument aux morts. Ce monument, qui comporte en médaillon un buste de Clemenceau par François Sicard, fut inauguré, le 26 avril 1931 en présence d'André Tardieu (Voir L'Illustration du 2 mai, de nouveau en couverture).
Enfin, en 1966, un des ponts de la « deuxième ligne de ponts » reçoit le nom de « pont Georges-Clemenceau » (le second étant le « Pont Aristide-Briand »).

### Hommes politiques actuels
En novembre 2017, le président de la République, Emmanuel Macron, annonce que 2018 sera l'« année Clemenceau » en France.
Les élèves de la promotion 2017-2018 de l'ENA choisissent son nom pour leur promotion.
Manuel Valls s'est souvent déclaré admirateur de Georges Clemenceau et de sa politique.
La 44e promotion (2022-2023) du Master 2 de droit et politiques de défense et de sécurité nationale de l´Université de Lille a choisi Clemenceau comme nom de baptême.

## Mémoire

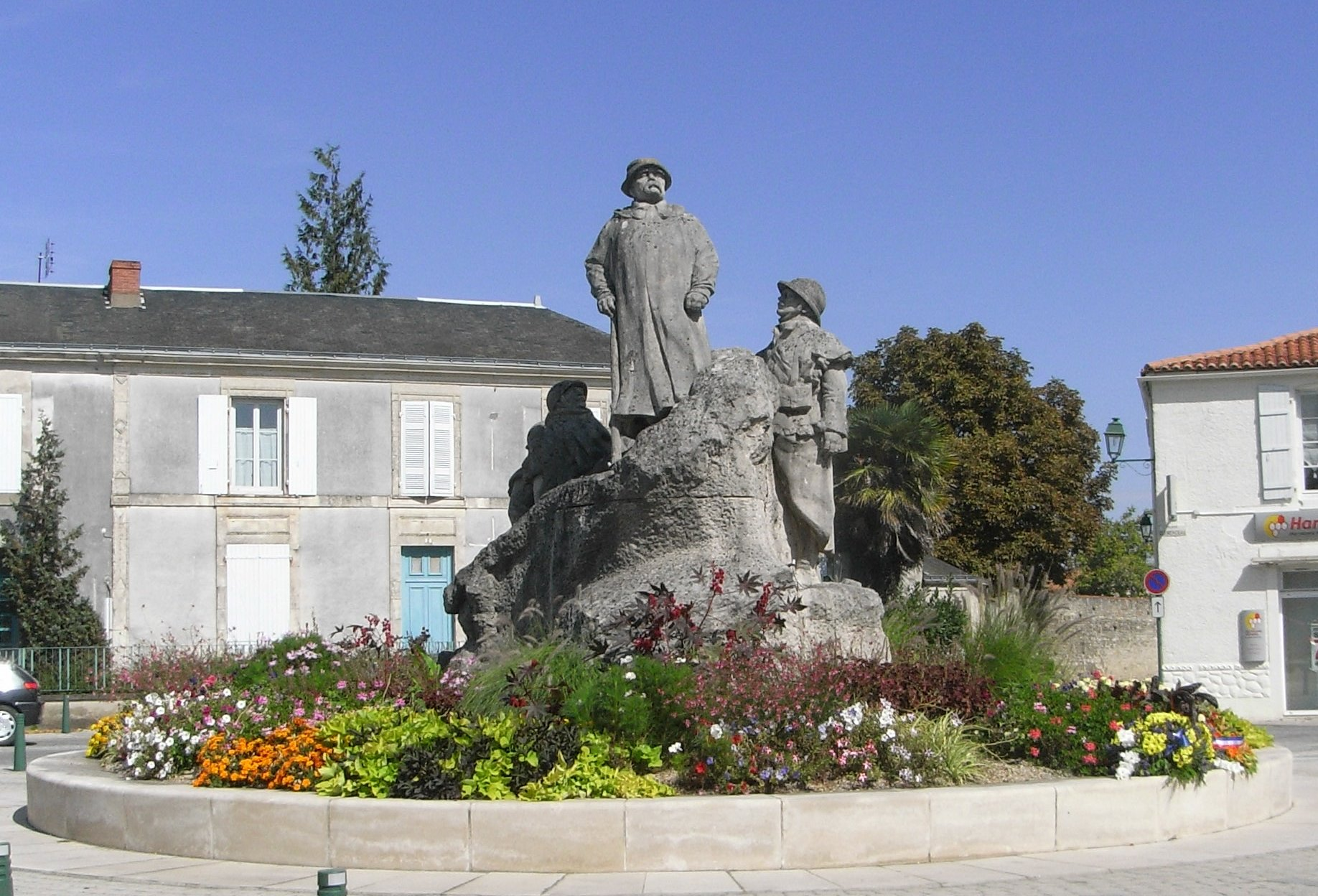
Monument à Sainte-Hermine par François Sicard.

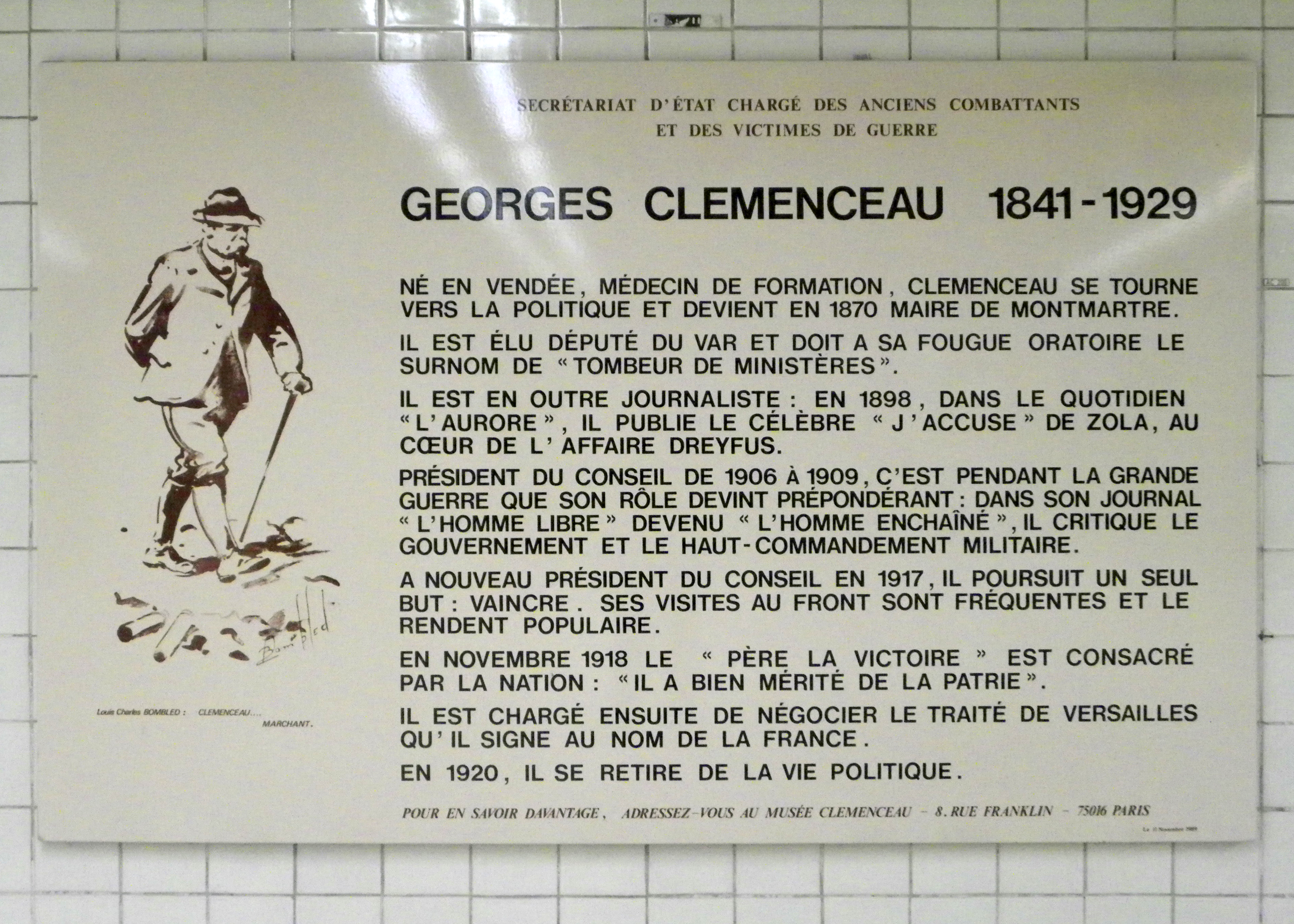
Plaque Georges Clemenceau dans la station portant son nom sur la ligne 1 du métro.

### Onomastique
En France, son nom devait être donné à un des quatre porte-avions légers devant être lancés après-guerre, mais ce projet est finalement abandonné.
Son nom est donné à un des deux porte-avions lancés au début des années 1960, l'autre étant le Foch. Le Clemenceau (dit « le Clem ») est en service de 1961 à 1997. Lors de son dernier voyage, il vient mouiller entre l'île de Ré et la côte vendéenne et une salve d'honneur est tirée afin de saluer symboliquement la maison de vacances de Clemenceau à Saint-Vincent-sur-Jard, la villa « Bel-ébat ».
Plus de mille lieux publics portent le nom de Georges Clemenceau.
Son nom a aussi été donné à :
- des lycées, notamment le lycée de Nantes, où il a fait ses études secondaires, mais aussi à Reims, Montpellier, Chantonnay (Vendée), etc.
- des collèges (Cholet, Épinal, les Essarts (Vendée), Lyon, Mantes-la-Jolie, Tulle, etc.),
- des hôpitaux (hôpital Georges-Clemenceau à Champcueil et hôpital Clemenceau à Caen),
- des ponts (pont Georges-Clemenceau à Nantes, pont Clemenceau à Lyon)
- des places, comme la place Clemenceau, dans le 8e arrondissement de Paris, des rues à Nantes, à Saint-Malo), à Calvi, à Tarbes, à Épinal[185], etc.

En 1931, la station Champs-Élysées sur la ligne 1 du Métro prend le nom de Champs-Élysées - Clemenceau. Une station de la ligne a du métro de Rennes porte aussi son nom.
À l'étranger, on peut citer l'avenue Clemenceau à Bruxelles ou la rue Clemenceau à Beyrouth. Aux États-Unis, un quartier de la ville de Cottonwood en Arizona est nommé « Clemenceau » à la demande de son ami James Douglas Jr., fondateur du Clemenceau Heritage Museum consacré à l'histoire de la ville, et au Canada, une montagne dans les Rocheuses, le mont Clemenceau. Une avenue porte son nom à Singapour.

### Statues

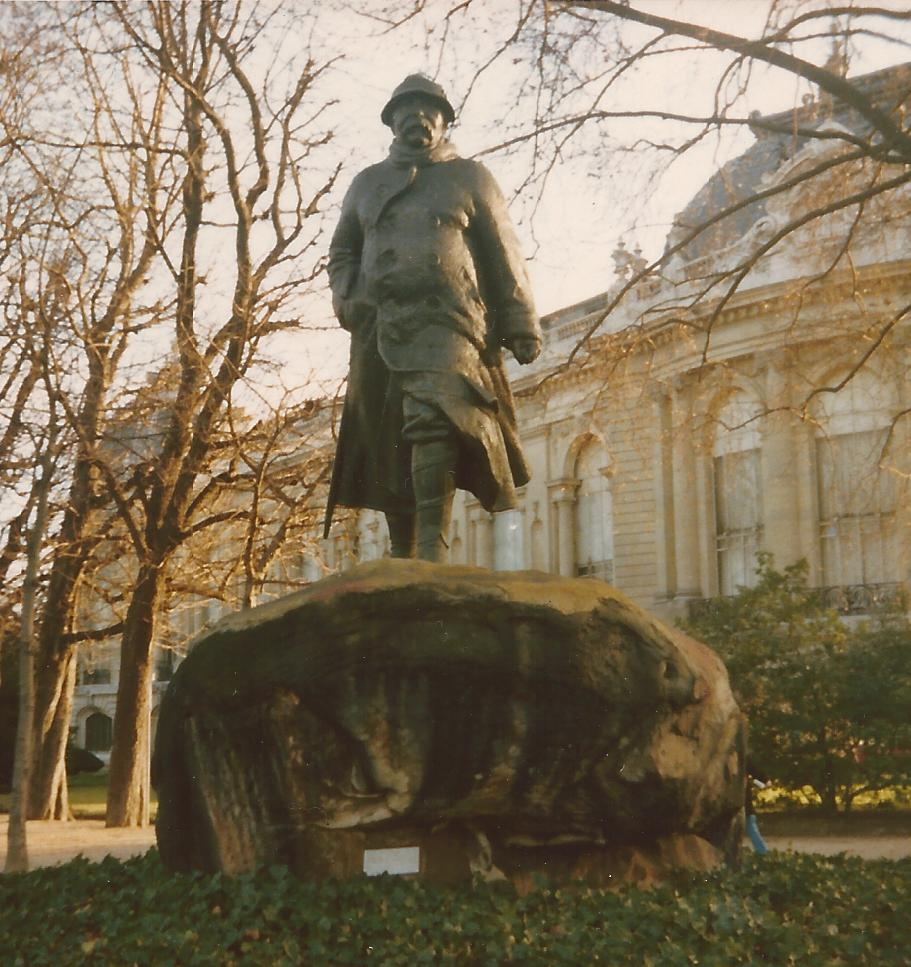
Monument place Clemenceau par François Cogné.

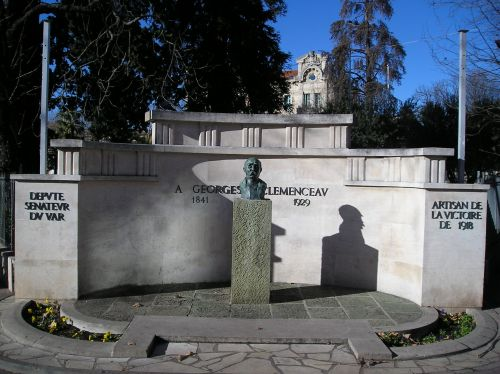
Monument à Draguignan avec buste en bronze par Auguste Rodin.

- Buste en bronze à Doullens, hôtel de ville, par François Sicard, 1918.
- Monument à Sainte-Hermine par François Sicard, 1921[186].
- Monument à Paris (statue en bronze), place Clemenceau, par François Cogné, 1932[187]. Des réductions ont été éditées en terre cuite[188].
- Monument à Draguignan, 1954. Il comporte une fonte du buste de Clemenceau par Auguste Rodin (portrait modelé, 1911-1912)[189].

### Maisons de Clemenceau
À Saint-Vincent-sur-Jard (Vendée), il loue à partir de 1920 au commandant Luce de Trémont, châtelain à Avrillé (Vendée), une maison de pêcheur afin d'y passer la moitié de l'année, qu'il appelle sa « bicoque » ou son « château horizontal ». Il y installe des meubles provenant de sa demeure de Bernouville (Eure), vendue entre-temps. Après sa mort, la maison est achetée par l'État et transformée en une maison du souvenir, gérée par la Caisse nationale des monuments historiques et des sites.
« La mer ici m'enchante (…). Il y a des bleus et des verts sur la palette du ciel. On en ferait des tableaux » (lettre à Monet, automne 1921).
À Paris, son appartement, devenu propriété américaine, a été transformé en musée en 1931, géré par une fondation qui a reçu des trois héritiers de Clemenceau les meubles et objets s'y trouvant à sa mort. Pendant la Seconde Guerre mondiale, il reçoit la visite de militaires allemands, dont le général Otto von Stülpnagel, commandant en chef des troupes d'occupation en France.
En 2005, l'État achète sa maison natale à Mouilleron-en-Pareds, située à deux rues de celle de Jean de Lattre de Tassigny. Les deux sont réunies dans un projet global de « musée national des Deux Victoires » ou « musée Georges-Clemenceau-et-Jean-de-Lattre », prolongeant le musée créé en 1959 dans la mairie à l'initiative de la maréchale de Lattre et d'André Malraux (l'Institut vendéen Clemenceau-de-Lattre, association d'amis de ce musée, a son siège dans cette commune).

### La maison Clemenceau de Moret-sur-Loing
Son fils, Michel Clemenceau (1873-1964), résistant pendant la Seconde Guerre mondiale, homme politique sous la Quatrième République, à qui son père avait dédicacé ainsi un de ses ouvrages : « À mon fils, qui aura des devoirs après ma mort », fait bâtir une maison à Moret-sur-Loing (Seine-et-Marne), « La Grange-Batelière » (1927-1929), qu'il meuble et décore avec des meubles, objets d'art et souvenirs personnels de son père.
À sa mort, il la lègue à sa quatrième épouse, Madeleine, qui conserve ce « musée Clemenceau » familial durant toute sa vie.
Il est dispersé en 250 lots le 13 février 2005 à Fontainebleau. La vente inclut plusieurs « épaves » de la collection d'art asiatique de Clemenceau, vendue par nécessité en 1894. Dans le cadre de cette vente publique, l'État préempte pour le Centre des Monuments nationaux certains objets et documents pour le musée Clemenceau de la rue Benjamin-Franklin et les fonds muséaux vendéens.

### Numismatique
« Le Tigre » est l'effigie d'une pièce de 10 € en argent éditée en 2012 par la Monnaie de Paris, pour la collection « Les euros des régions » afin de représenter les Pays de la Loire.

### Expositions
- À l'occasion du cinquantenaire de sa mort, une exposition iconographique Clemenceau, du portrait à la caricature s'est tenue du 4 juillet au 29 septembre 1980 au musée national des Deux Victoires de Mouilleron-en-Pareds (Vendée).
- En novembre 1997, l'Association des maires de Vendée a organisé l'exposition itinérante du riche fonds documentaire et iconographique du collectionneur vendéen Octave Fort, qui fut maire d'Avrillé - comprenant les archives du général Mordacq, chef du cabinet militaire de Clemenceau de 1917 à 1920 - sous le titre Clemenceau, cet inconnu.
- 2013-2014 - Clemenceau et les artistes modernes, Manet, Monet et Rodin à l'Historial de la Vendée, aux Lucs-sur-Boulogne, du 8 décembre 2013 au 2 mars 2014, catalogue par les éditions d'art Somogy et Conseil général de la Vendée.
- Le Tigre et l'Asie, musée national des Arts asiatiques - Guimet, Paris, du 12 mars au 6 juin 2014, puis au musée de Nice et enfin à l'Historial de la Vendée, du 15 novembre 2014 au 15 février 2015 ; catalogue et hors-série exposition no 74 de L'Objet d'Art.

## Œuvres

### Essais
- La Mêlée sociale, Paris, Fasquelle, coll. « Bibliothèque-Charpentier », 1895
- Le Grand Pan, Paris, Fasquelle, 1896 (réédité par l'Imprimerie Nationale en 1995, avec une préface de Jean-Noël Jeanneney)
- Au pied du Sinaï, Paris, Floury, 1898, illustrations de Toulouse-Lautrec (réédité par Georges Crès, 1920 et par les Belles-Lettre, 2000)
- L'Iniquité, Paris, Stock, 1899
- Des juges, Paris, Stock, 1901
- Aux embuscades de la vie, Paris, Fasquelle, coll. « Bibliothèque-Charpentier », 1903
- Démosthène, Plon, coll. « Nobles vies — Grandes œuvres », 1926 (lire sur Wikisource)

- Au soir de la pensée, Paris, Plon, 1927
- Claude Monet : les Nymphéas, bois d'Emmanuel Poirier, Paris, Plon, 1928 (« Son Claude Monet est à la fois l'hommage personnel que sa piété amicale a voulu rendre à l'artiste qui lui avait procuré tant de joie esthétique et au novateur dont l'exemple lui semblait devoir être conservé », Gaston Monnerville)

### Traduction de Georges Clemenceau
- John Stuart Mill, Auguste Comte et le positivisme, Paris, Alcan, 1893, [lire en ligne]

### Recueils d'articles
- L'Iniquité, Vers la réparation, Contre la justice, Des juges, Justice militaire, Injustice militaire, La Honte. Sept tomes de ses écrits journalistiques consacrés à l'affaire Dreyfus, Stock, 1899-1903 (réédition par Michel Drouin, Mémoire du Livre, 2001) ; il offrit à Zola un exemplaire de L'Iniquité avec ces mots : « à Zola pour l'avoir suivi dans la bataille »
- Dans les champs du pouvoir, Paris, Payot, 1913 (articles parus dans L'Homme Libre entre le 5 mai et le 13 juillet 1913).

### Littérature

Affiche du Voile du bonheur.

- Les Plus Forts (roman), Paris, Fasquelle, 1898
- Au Fil des jours, recueil de 59 nouvelles, Paris, Fasquelle, 1900
- Le Voile du bonheur, pièce en un acte, Paris, Fasquelle, 1901 (représentée pour la première fois au théâtre de la Renaissance le 4 novembre 1901).

### Éditions posthumes
- Grandeurs et Misères d'une victoire, Paris, Plon, 1930 (réédité par les Éditions Perrin, coll. « Les Mémorables », 2010) ;
- Figures de Vendée, Paris, Plon, 1930
- Pour la Patrie, 1914-1918 : pages extraites des articles et des discours de G. C., Paris, Plon, 1934
- Discours de paix, Paris, Plon, 1938
- Jean-Jacques Becker (éditeur), Articles et Discours de guerre : Georges Clemenceau, Paris, Pierre de Taillac, 2012
- Patrick Weil et Thomas Macé (éditeurs), Lettres d'Amérique, préface de Bruce Ackerman, Paris, Passés composés, 2020, 459 p. (première édition des articles de Clemenceau publiés dans Le Temps entre 1865 et 1869)

## Dans les arts et la culture populaire

### Arts décoratifs
- L'artiste Madeleine Zillhardt lui dédie Bravo Tigre ! pendant la Grande Guerre.

### Bandes dessinées
- 2010 : Jour J, Tome 3 Septembre rouge de Jean-Pierre Pécau, Fred Duval et Fred Blanchard
- 2017 : Clemenceau, de Renaud Dély, Chris Regnault, Stefano Carloni et Jean Garrigues aux éditions Glénat-Fayard.
- 2019 : Les Grands Personnages de l'histoire en bandes-dessinées, tome 18, Clemenceau, de Renaud Dély et Stefano Carloni.
- 2023 : Clemenceau, Le crépuscule du Tigre de Benoît Mély.

### Iconographie
- 1917 - Clemenceau visitant une tranchée, gouache de Mathurin Méheut (Péronne, Historial de la Grande Guerre, et une version à l'huile réalisée en 1955 pour décorer le navire Le Vendée (offerte au musée Mathurin-Méheut de Lamballe) ;
- 1919 - Clemenceau par Jean-Louis Forain (dessin) ;
- 1920 - Clemenceau par Cecilia Beaux, reproduite supra ;
- 1932 - Clemenceau, statue du rond-point des Champs-Élysées à Paris. Par le sculpteur François Cogné (1876-1952) ; des réductions en terre cuite ont été produites ;
- s. d. - Clemenceau par Edmond Heuzé ;
- par Manet, dont il avait fait entrer L'Olympia au musée du Louvre, et pour lequel il s'était battu en duel[192] ;
- par René Godart, dessin (à la sanguine ?) reproduit par L'Illustration ;
- par Nadar (photographie reproduite supra) ;
- par le caricaturiste Léandre, qui le représente pourfendant symboliquement un « rond-de-cuir »[193] ,
- par les portraits-charges de Jules Depaquit, Noël Dorville, Raoul Guérin, Lucien Métivet, Jacques Nam, Sem[194]…
- par Manet[195] reprod. supra ;
- par Rodin[196] ; Clemenceau décrit lui-même ainsi une séance de pose : « montant sur un escabeau pour faire des croquis du sommet de son crâne puis, s'accroupissant, pour mieux voir le bas de sa mâchoire, tout cela pour lui faire une tête de général mongol »[197],[198] ;
- par Albert Besnard dans une gravure à l'eau-forte en 1917[199] ;
- un buste en terre cuite fait face à celui de son grand ami et presque exact contemporain Claude Monet dans l'atelier-salon du peintre à Giverny (Eure), qu'il encouragea à se faire opérer de sa cataracte ;
- un grand buste en grès de Carrière est exposé au musée Sainte-Croix de Poitiers ;
- une photographie anonyme et non datée de lui assis à son bureau parisien (illustre l'article de Jean Silvain cité en bibliographie)

Un casse-noix à son effigie daté de 1870 est conservé au musée de Gap.

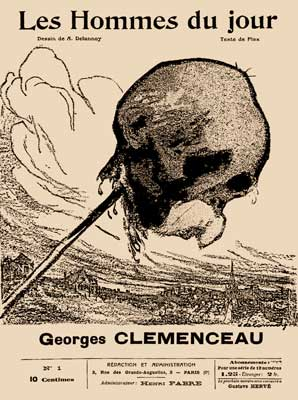
Georges Clemenceau vu par Aristide Delannoy, Les Hommes du jour, no 1, janvier 1908.
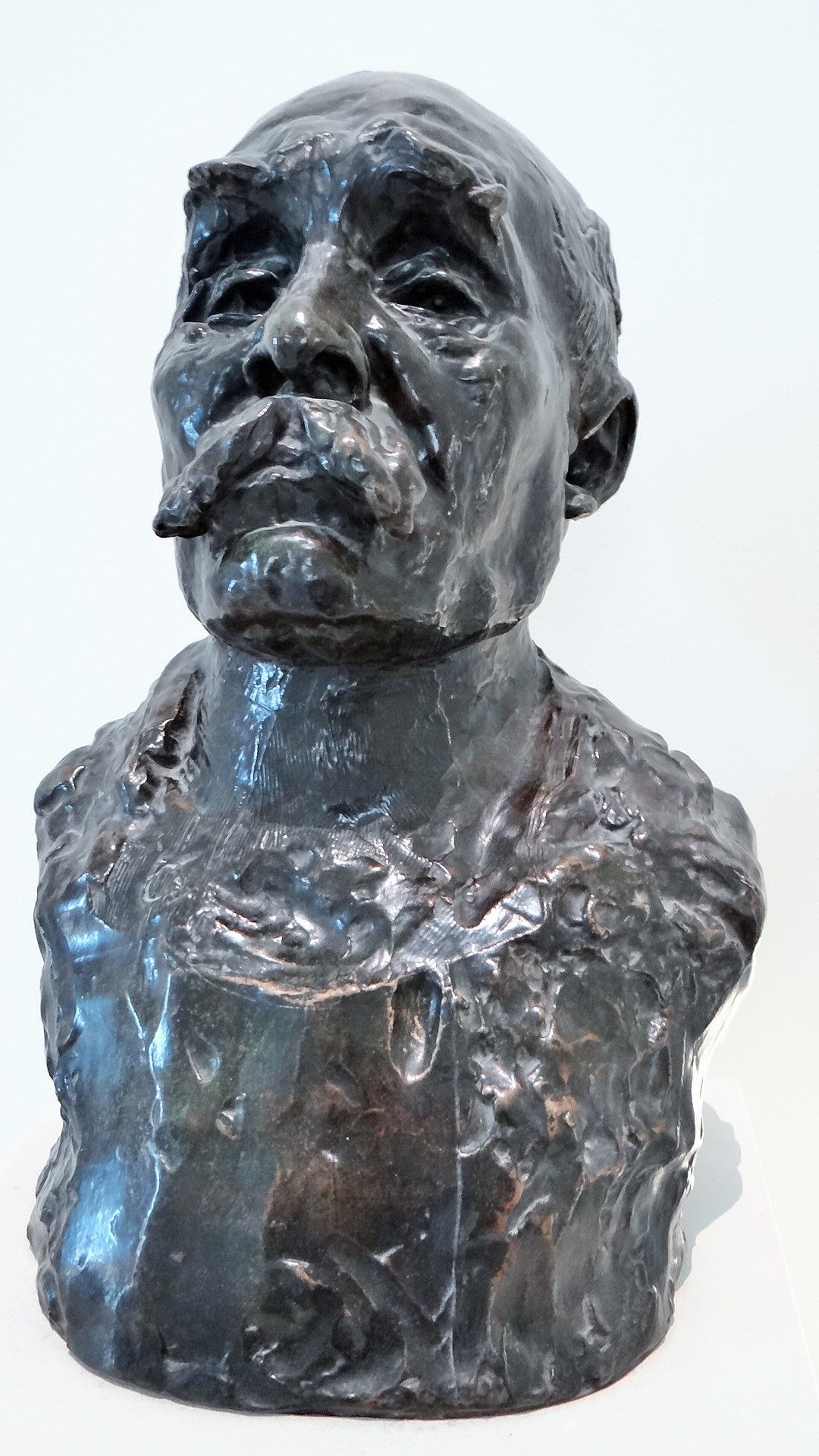
Georges Clemenceau vu par Auguste Rodin, 1911-1912, Musée de l'Orangerie, Paris.
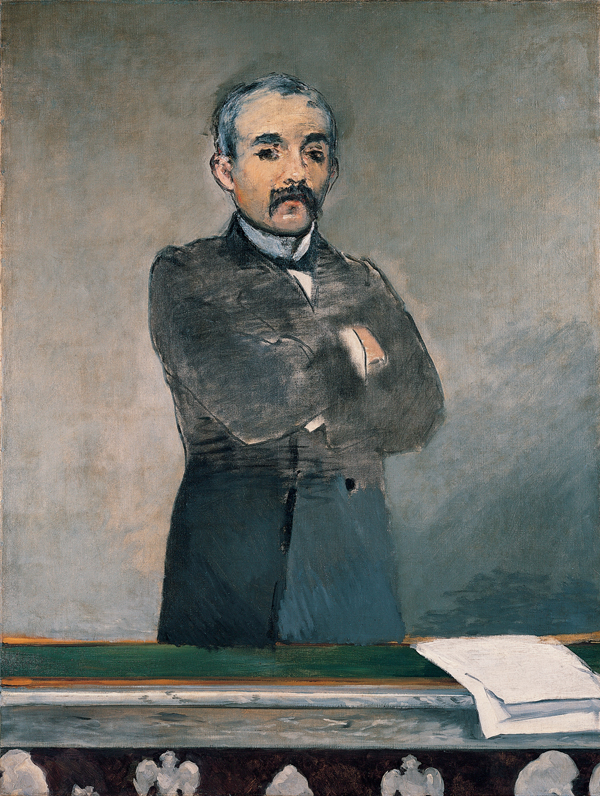
Georges Clemenceau par Édouard Manet, 1879-1880, Musée d'Art Kimbell, Fort Worth, Texas, États-Unis.
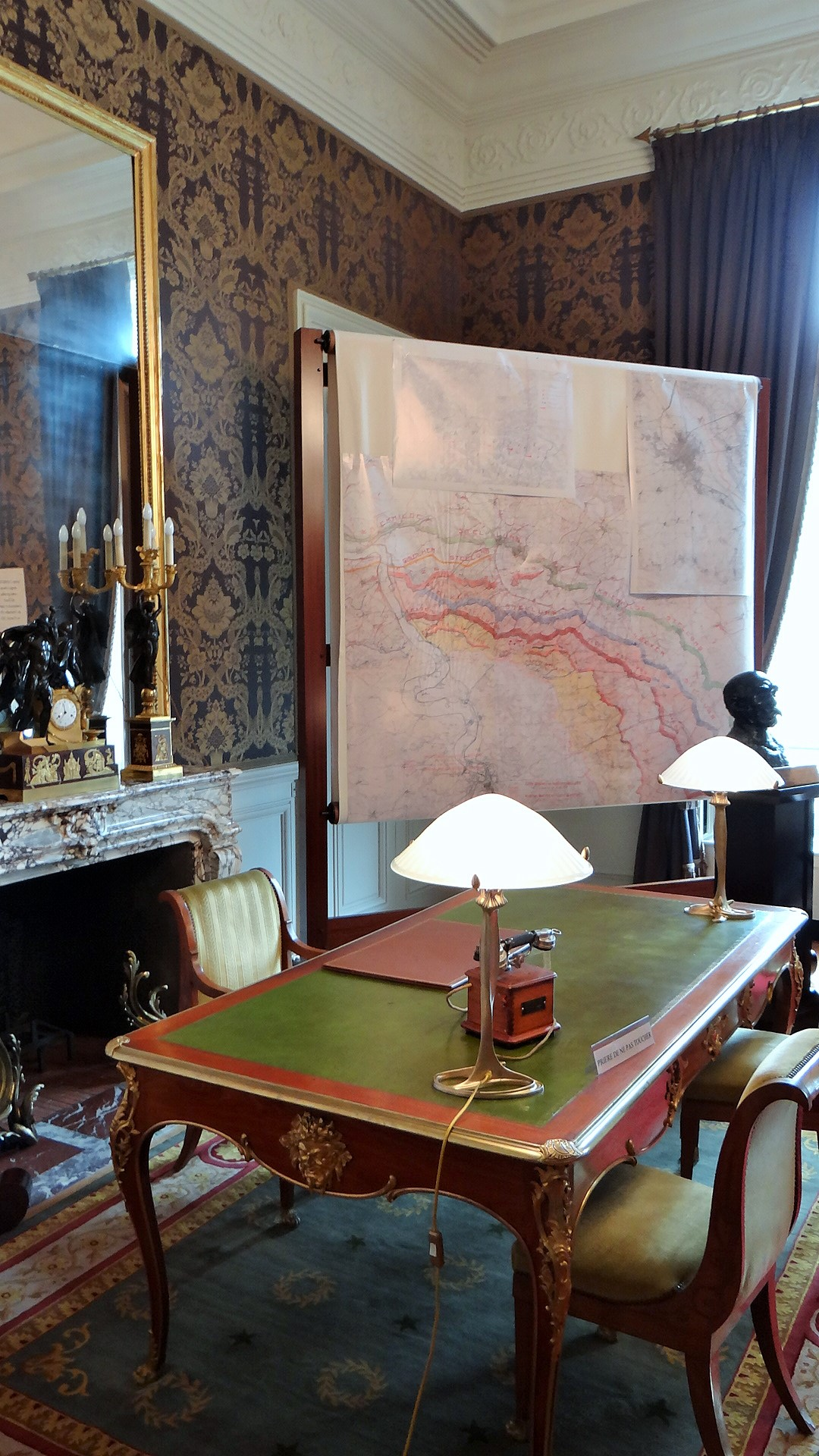
Bureau de Clemenceau à l'Hôtel de Brienne pendant la Première Guerre mondiale.

### Caricatures
De son vivant, Georges Clemenceau fait l'objet de caricatures de la part de la presse et de ses ennemis politiques. On estime qu'une centaine a été produite, aussi bien avant qu'après la Grande Guerre.

### Cinéma
- 1930 : Paul Bildt l'interprète dans L'Affaire Dreyfus.
- 1931 : Leonard Shepherd l'interprète dans Dreyfus.
- 1937 : Grant Mitchell l'interprète dans La Vie d'Émile Zola.
- 1939 : Jacques Baumer l'interprète dans Entente cordiale.
- 1944 : Marcel Dalio l'interprète dans Le Président Wilson.
- 1951 : Hnat Youra l'interprète dans L'Inoubliable 1919.
- 1958 : Peter Illing l'interprète dans L'Affaire Dreyfus.
- 1963 : Raymond Queneau l'interprète dans Landru.
- 1992 : Arnold Diamond l'interprète dans A Dangerous Man: Lawrence after Arabia.
- 2006 : Michael König l'interprète dans Prince Rodolphe : l'héritier de Sissi.
- 2019 : Gérard Chaillou l'interprète dans J'accuse de Roman Polanski.
- 2022 : André Dussollier l'interprète dans Le Tigre et le Président.

### Séries télévisées
- 1974 : John Bennett l'interprète dans la Chute des aigles.
- 1974 : Raoul Curet l’interprète dans un épisode de la série Les Brigades du Tigre.
- 1978 : André Valmy l’interprète dans Émile Zola ou la conscience humaine réalisé par Stellio Lorenzi
- 1981 : Jack Wynne-Williams l'interprète dans The Life and Times of David Lloyd George.
- 1992 : Cyril Cusack l'interprète dans l'épisode Winds of Change des Aventures du jeune Indiana Jones.

### Téléfilms
- 2012 : Didier Bezace l'interprète dans Clemenceau.
- 2023 : Pierre Arditi l'interprète dans Clemenceau, la force d'aimer de Lorraine Lévy.

### Documentaires
- 2011 : L'Ombre d'un doute épisode Clemenceau : contre la paix.
- 2013 : Secrets d'Histoire épisode Georges Clemenceau : un Tigre au grand cœur, réalisée par Dominique Leeb, lui est consacrée[203].
- 2014 : Clémenceau de Jérôme Diamant-Berger.
- 2016 : Ferry-Clemenceau, le calme et la tempête de Joël Calmettes.
- 2017 : Clemenceau dans le jardin de Monet de François Prodromidès.
- 2018 : Clemenceau, retours sur un destin de Jean Artarit et Robert Genoud.
- 2019 : Clémenceau chef de guerre de Jean-Baptiste Dusséaux.
- 2020 : Clemenceau en Vendée : le château horizontal du Tigre de Laurence Lowenthal.

### Musique
- Le générique de la série télévisée Les Brigades du Tigre rend hommage à Clemenceau.

### Podcast
- 1919, l'assassinat (raté) de Georges Clemenceau, « Autant en emporte l'histoire », France Inter, alors président du Conseil, Georges Clemenceau est victime d'un attentat fomenté par un militant anarchiste français, Émile Cottin. L'historien Jean-Yves le Naour, spécialiste de la Première Guerre mondiale et auteur de cette fiction, la commente avec Stéphanie Duncan[204].

### Sources primaires

#### Archives
Les papiers personnels de Georges Clemenceau sont conservés aux Archives nationales françaises sous la cote 503 AP (voir la notice dans la salle des inventaires virtuelle des Archives nationales).

#### Témoignages et souvenirs
- Berta Zuckerkandl-Szeps, Clemenceau tel que je l'ai connu, Alger, Éditions de la revue Fontaine, 1944, 228 p. (SUDOC 064447162).
- Aristide Delannoy, Victor Méric, Georges Clemenceau, Les Hommes du jour, no 1, janvier 1908, texte intégral.
- Jean Martet, M. Clemenceau peint par lui-même, Paris, Éditions Albin Michel, 1929, 316 p. (SUDOC 064009823, lire en ligne).
- René Benjamin, Clemenceau dans la retraite, Plon, coll. « La Palatine », 1930, 254 p. (SUDOC 003112020).
- Paul Morand, Journal d'un attaché d'ambassade, 1916-1917, Éditions Gallimard, 1963, p. 17.
- Général Mordacq, Le Ministère Clemenceau : journal d'un témoin /1917 -1920, Paris, Plon, 1930-1931, 4 tomes.
- Général Mordacq, Clemenceau au soir de sa vie, 1920-1929, Paris, Plon, 1933, 2 tomes.
- Général Mordacq, Clemenceau… : l'homme politique, l'orateur, le journaliste, l'écrivain aux armées, le médecin, l'académicien, l'homme privé : ses défauts et ses erreurs (Éd. de France, 1939).
- Georges Clemenceau (son arrière-petit-fils), Lettre de mon jardin (Décoration Internationale, s.d., p. 72-73.
- Gustave Geffroy, Georges Clemenceau, sa vie, son œuvre, Paris, Larousse, 1929.
- Clément-Alphonse Gola, Clemenceau et son sous-préfet, Fontenay-le-Comte, Imprimerie Moderne, s.d.